# Le Landreau
Pour les articles homonymes, voir Landreau.
Le Landreau est une commune de l'Ouest de la France, située dans le département de la Loire-Atlantique, en région Pays de la Loire.
Commune viticole produisant du Muscadet Sèvre et Maine A.O.C. et du Gros-Plant du Pays Nantais V.D.Q.S., le Landreau se trouve à 29 km à l'est de Nantes, en sud-Loire.

## Géographie

### Localisation
Le Landreau est située dans le Vignoble nantais, à 29 km au sud-est de Nantes, 25 km au sud d'Ancenis, 6 km au nord de Vallet et 40 km de Cholet.
La commune est dans la partie du sud-Loire la plus orientale du département, à quelques kilomètres du Maine-et-Loire.
Jusqu'au redécoupage territorial de 2014, la commune faisait partie du canton du Loroux-Bottereau ; depuis, elle fait partie du canton de Vallet,.

Situation de la commune du Landreau dans le département de la Loire-Atlantique.

Canton de Vallet.

| Nom                       | Code Insee | Intercommunalité  | Superficie (km2) | Population (dernière pop. légale) | Densité (hab./km2) |
| ------------------------- | ---------- | ----------------- | ---------------- | --------------------------------- | ------------------ |
| Vallet (chef-lieu)        | 44212      | CC Sèvre et Loire | 58,96            | 8 722 (2014)                      | 148                |
| Barbechat                 | 44008      | CC Loire Divatte  | 11,76            | 1 339 (2013)                      | 114                |
| La Boissière-du-Doré      | 44016      | CC Sèvre et Loire | 9,41             | 1 040 (2014)                      | 111                |
| La Chapelle-Basse-Mer     | 44029      | CC Loire Divatte  | 22,14            | 5 256 (2013)                      | 237                |
| La Chapelle-Heulin        | 44032      | CC Sèvre et Loire | 13,47            | 3 250 (2014)                      | 241                |
| Le Landreau               | 44079      | CC Sèvre et Loire | 23,98            | 2 952 (2014)                      | 123                |
| Le Loroux-Bottereau       | 44084      | CC Sèvre et Loire | 45,31            | 8 058 (2014)                      | 178                |
| Mouzillon                 | 44108      | CC Sèvre et Loire | 16,50            | 2 743 (2014)                      | 166                |
| Le Pallet                 | 44117      | CC Sèvre et Loire | 11,75            | 3 229 (2014)                      | 275                |
| La Regrippière            | 44140      | CC Sèvre et Loire | 18,17            | 1 530 (2014)                      | 84                 |
| La Remaudière             | 44141      | CC Sèvre et Loire | 12,98            | 1 263 (2014)                      | 97                 |
| Saint-Julien-de-Concelles | 44169      | CC Sèvre et Loire | 31,74            | 6 807 (2014)                      | 214                |

### Communes limitrophes et principales villes proches
Les communes limitrophes sont Le Loroux-Bottereau, La Remaudière, Vallet et La Chapelle-Heulin.

### Géologie et relief

Carte des risques sismiques de la Loire-Atlantique.

Légende.

#### Sismicité
Le département est situé dans une zone à risque sismique faible à modéré et la commune est classée dans le risque modéré.

#### Géologie
Géologiquement, le socle cristallin est couvert de sédiments anciens, datant du tertiaire, et moderne ; ce socle cristallophyllien est formé de roches métamorphiques et éruptives. Les principales masses, constituées de micaschistes et de gneiss, renferment de nombreux filons de roches basiques (amphibolites, serpentinites, éclogites, gabbros, etc.) et éruptives (granités et gabbros) que l'on retrouve dans le périmètre.
La commune est classée dans une zone à risque à priori nul ou à aléa faible en matière de retrait-gonflement des argiles, sans catastrophe naturelle ni sinistre recensé.

#### Relief
L'altitude de la commune varie de 3 m, au niveau du marais de Goulaine, à 91 m, là où est implanté l'ensemble éolien.

### Hydrographie
La commune est arrosée par trois ruisseaux, axés est-ouest.
Le principal est le Gueubert qui délimite les communes du Landreau et de Vallet. Il est rejoint par le Poyet (séparant le Landreau de la Chapelle-Heulin), formant la Goulaine.
Une partie du marais de Goulaine est située à l'extrémité ouest de la commune qui y possède un port, le Port-du-Millau. Ce port n'est plus actif depuis la construction de la levée de la Divatte qui a enclavé le marais et envasé les canaux, autrefois utilisés pour le transport de vin, eau-de-vie, chaux…

### Climat
Pour des articles plus généraux, voir Climat des Pays de la Loire et Climat de la Loire-Atlantique.
En 2010, le climat de la commune est de type climat océanique altéré, selon une étude du CNRS s'appuyant sur une série de données couvrant la période 1971-2000. En 2020, Météo-France publie une typologie des climats de la France métropolitaine dans laquelle la commune est exposée à un climat océanique et est dans la région climatique Bretagne orientale et méridionale, Pays nantais, Vendée, caractérisée par une faible pluviométrie en été et une bonne insolation.
Pour la période 1971-2000, la température annuelle moyenne est de 12 °C, avec une amplitude thermique annuelle de 13,8 °C. Le cumul annuel moyen de précipitations est de 788 mm, avec 12,1 jours de précipitations en janvier et 6,3 jours en juillet. Pour la période 1991-2020, la température moyenne annuelle observée sur la station météorologique de Météo-France la plus proche, « Haie-Fouassière », sur la commune de La Haie-Fouassière à 9 km à vol d'oiseau, est de 12,8 °C et le cumul annuel moyen de précipitations est de 858,5 mm,. Pour l'avenir, les paramètres climatiques de la commune estimés pour 2050 selon différents scénarios d'émission de gaz à effet de serre sont consultables sur un site dédié publié par Météo-France en novembre 2022.

#### Ensoleillement
La Loire-Atlantique est classée 75e avec 1 690 heures d'ensoleillement par an, soient 1 111 heures de moins que les Bouches-du-Rhône, classées premières, et 250 heures de plus que les Ardennes, dernières du classement.

#### Pluviométrie
Les précipitations annuelles, soumises au climat océanique, sont comprises entre 512 mm en 2005 et 1 087 mm en 1999 avec une moyenne de 801,85 mm par an,, pour un volume moyen compris entre 700 et 800 litres à l'année, au m², alors que la moyenne française est d'environ 900.

### Voies de communication et transports

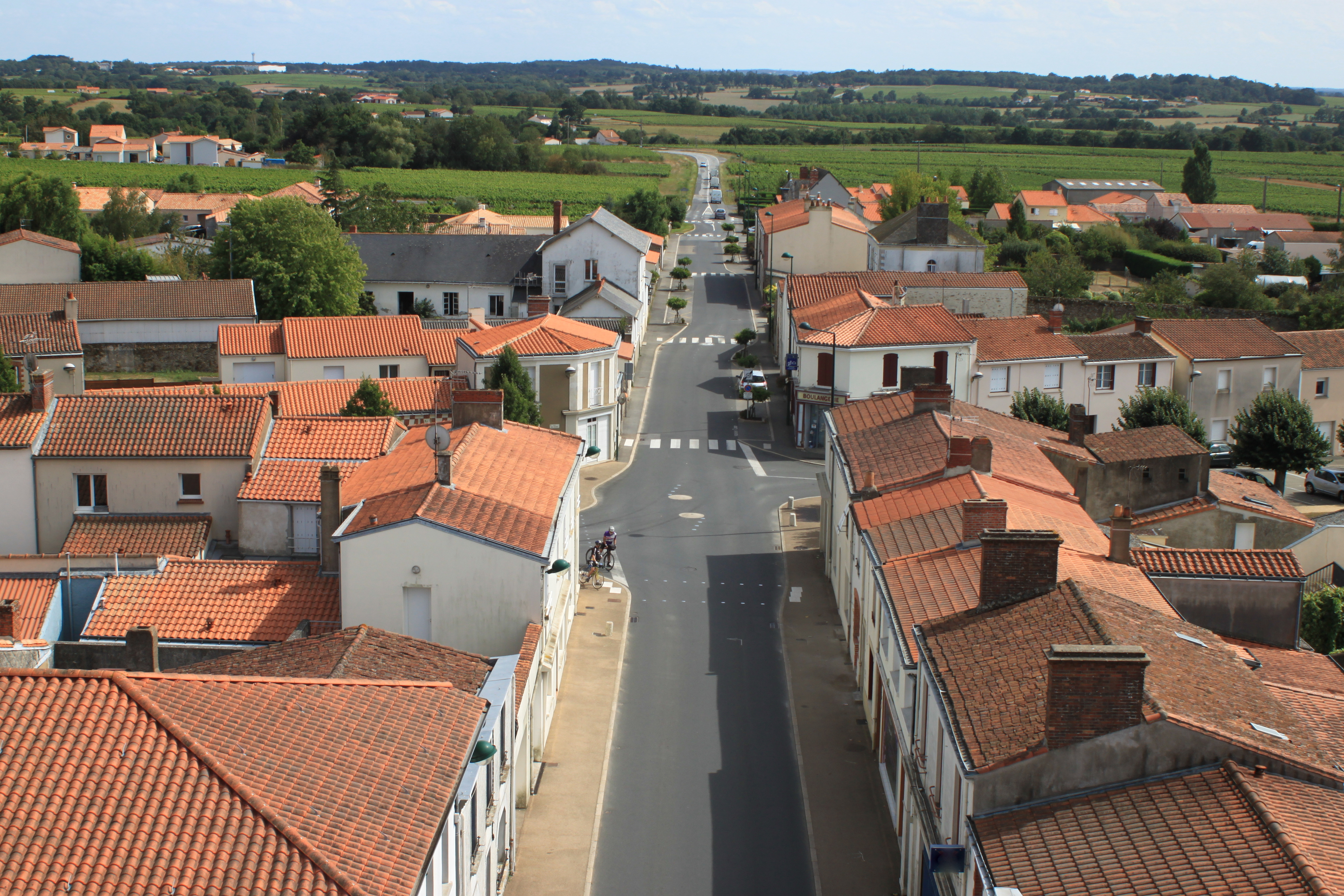
Route de Vallet (D 37), vue du clocher.

#### Voies de communication
Le Landreau se trouve à la croisée des routes départementales 37 et 55 et est accessible, en venant du nord-nord-ouest, via le Loroux-Bottereau, par les D 37 ou 307 ; du nord-est par la D 763 puis, la Remaudière, par la D 55 ; du sud, via Vallet, par la D 37 et, du sud-ouest, via la Chapelle-Heulin, par les D 7 puis 55.

#### Transports
La municipalité a mis en place une aire de covoiturage sur le parking de la salle polyvalente Les Nouëlles.

##### Route
La commune est desservie par le réseau Lila, via la ligne R 10 pour le transport scolaire et via la desserte Vignoble, pour le transport public à la demande ; au départ de Nantes, par les lignes régulières, deux solutions sont proposées : soit rejoindre Saint-Sébatien-sur-Loire - la Joliverie par le réseau de la TAN, soit rejoindre la gare de Vertou par le réseau TER puis le car Lila no 33 jusqu'au Landreau.

##### Rail
La commune n'est pas desservie par le train.
L'accès aux lignes TER se fait aux gares les plus proches, situées dans un rayon de 12 à 25 km, pour les lignes de Nantes à Saintes, des Sables-d'Olonne à Tours et de Clisson à Cholet aux gares de Nantes (25 km), de Vertou (17 km), de la Haie-Fouassière (12 km), du Pallet (13 km), de Gorges (14,5 km), de Clisson (15,5 km) ou Tours à Saint-Nazaire à la gare d'Ancenis (26 km).

##### Air
L'aéroport de Nantes Atlantique est situé à 29 km.
L'aérodrome d'Ancenis est situé à 32 km ; celui du Pontreau, à Cholet, est à 42,5 km.

## Urbanisme

### Typologie
Au 1er janvier 2024, Le Landreau est catégorisée bourg rural, selon la nouvelle grille communale de densité à sept niveaux définie par l'Insee en 2022.
Elle est située hors unité urbaine. Par ailleurs la commune fait partie de l'aire d'attraction de Nantes, dont elle est une commune de la couronne,. Cette aire, qui regroupe 116 communes, est catégorisée dans les aires de 700 000 habitants ou plus (hors Paris),.

### Occupation des sols

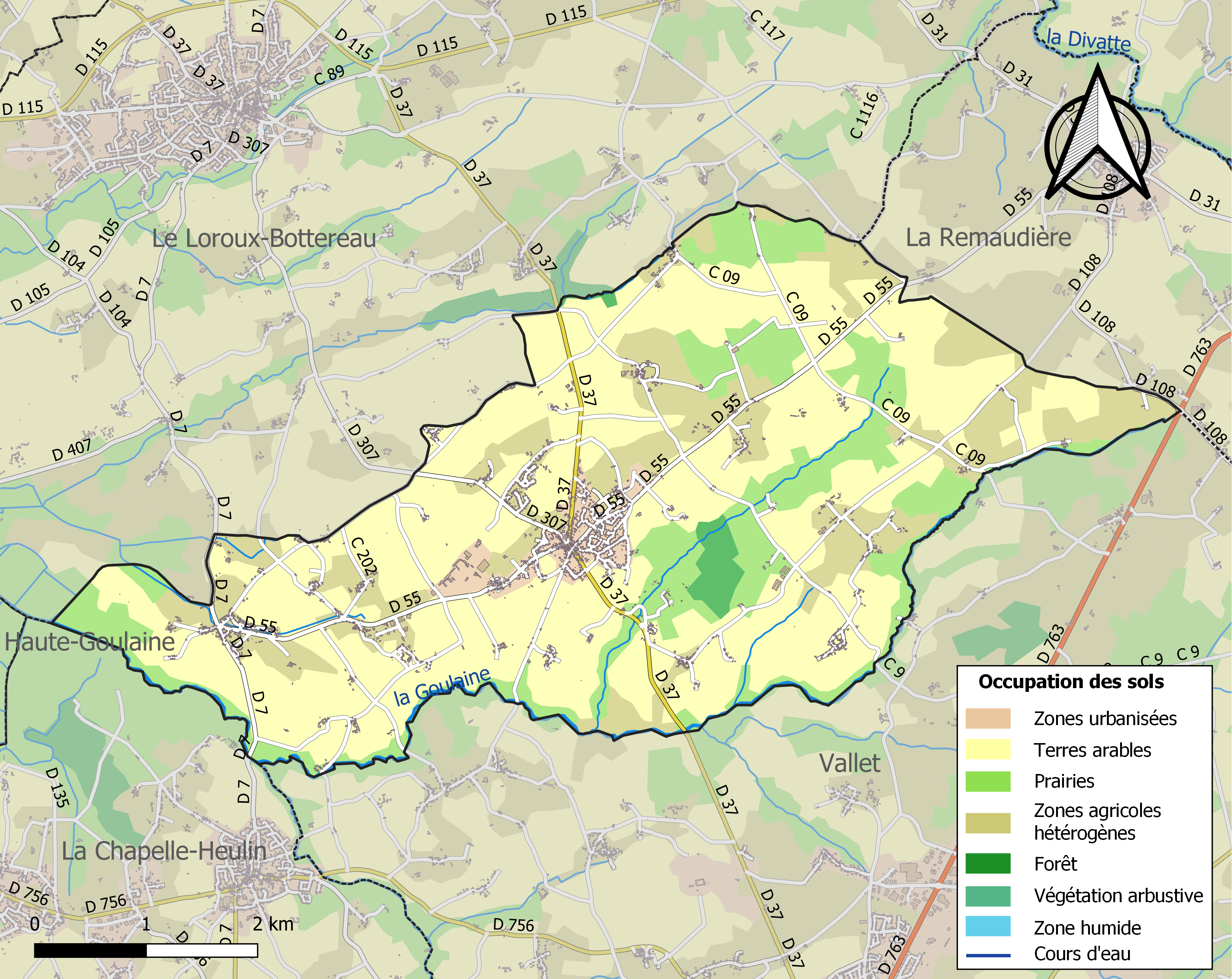
Carte des infrastructures et de l'occupation des sols de la commune en 2018 (CLC).

L'occupation des sols de la commune, telle qu'elle ressort de la base de données européenne d’occupation biophysique des sols Corine Land Cover (CLC), est marquée par l'importance des territoires agricoles (95,2 % en 2018), une proportion sensiblement équivalente à celle de 1990 (95,8 %). La répartition détaillée en 2018 est la suivante : 
cultures permanentes (45,1 %), zones agricoles hétérogènes (20,6 %), prairies (17 %), terres arables (12,6 %), zones urbanisées (3,5 %), forêts (1,3 %).
L'IGN met par ailleurs à disposition un outil en ligne permettant de comparer l’évolution dans le temps de l’occupation des sols de la commune (ou de territoires à des échelles différentes). Plusieurs époques sont accessibles sous forme de cartes ou photos aériennes : la carte de Cassini (XVIIIe siècle), la carte d'état-major (1820-1866) et la période actuelle (1950 à aujourd'hui).

### Logement
En 2011, le nombre total de logements (maisons et appartements) de la commune était de 1 163 (dont 1 108 maisons individuelles), soient 115 de plus qu'en 2006 : 1 102 résidences principales (94,8 %, + 104 par rapport à 2006), 10 résidences secondaires (0,9 %, - 3 par rapport à 2006) et 51 logements vacants (4,4 %, + 17 par rapport à 2006). Les résidences principales, propriétés de leurs occupants, étaient de 817 (74,2 %) contre 756 en 2006 (75,7 %).

## Toponymie
En « français ancien », un « landreau » désignait un terrain vague, une lande. On voit généralement dans le toponyme « le Landreau » un terme gallo-romain dérivé de « landier » (terrain à lande) dont l'origine celtique est « landa » (espace découvert, lande).
Le nom en breton a été formé en conservant la base « lann » et y ajoutant la forme bretonne du suffixe « -erell », pour donner Lannerell. Toutefois, il n'est fait nulle mention, au Landreau, de cette forme bretonne.
La commune possède aussi un nom en gallo, la langue d'oïl de la Haute-Bretagne, zone linguistique à laquelle le territoire du Landreau appartient : Le Landraud (écriture ELG).

## Histoire
L'histoire du Landreau est commune à celle du Loroux-Bottereau jusqu'en 1863, année de la scission.

### Moyen Âge
Au Moyen Âge, du Ve au XVe siècle, règne un certain climat d'insécurité, ce qui entraîne la construction de fortifications dans les campagnes.
À partir du XIe siècle, c'est le retour progressif de la tranquillité. Le vignoble commence à s'étendre avec le développement des surfaces cultivées, cépages rouges originaires de la Bourgogne et du Bordelais.
Le XVIIe siècle voit l'introduction du cépage du Muscadet (« Melon ») et le Gros-Plant (« Folle Blanche »).

### Révolution et Empire
Lors de la Révolution française, la population du Loroux-Bottereau se range majoritairement dans le camp des Vendéens royalistes et catholiques. Certains Lorousains, surnommés les Gars du Loroux, font partie de l’armée de Charette en 1793. En février et mars 1794, la neuvième colonne de  Cordellier ravage le pays, faisant quelque mille morts et ne laissant que peu de bâtiments intacts. Plaques et croix posées à l’initiative de nombreuses familles, au cours des XIXe et XXe siècles, perpétuent le souvenir de cette période, notamment à Bas-Briacé, près du château de Briacé, marqué par le martyre d’André Ripoche.

#### Scission
Le 15 janvier 1846, le roi Louis-Philippe Ier signe une ordonnance pour que le bourg devienne une paroisse succursale du Loroux-Bottereau.
L'église, placée sous le vocable de l'Immaculée Conception, est édifiée entre 1845 et 1848, alors que le bourg n'obtient son statut de paroisse, par ordonnance épiscopale, que le 6 janvier 1847. C'est une construction typique du XIXe siècle : la façade est en tuffeau et elle comporte des éléments néo-classiques ; le style est hétéroclite ; l'abbé Briand en est son premier curé.
En 1863, sous Napoléon III, le Loroux-Bottereau se démembre d'une partie de son territoire et perd environ un tiers de sa population, pour la création de la commune du Landreau.
Le 1er novembre 1863, M. Chon, ancien membre du Conseil Municipal du Loroux-Bottereau, délégué par le Préfet, procède aux élections municipales. Cette réunion se tient à la maison de Racapé, propriété de M. Boutillier-Delisle, à défaut de Maison commune. Par ampliation d'un arrêté préfectoral, en date du 22 octobre 1863, est nommé M. Boutillier-Delisle, membre élu du conseil municipal, maire de la commune. M. Chon est nommé adjoint au maire.
Le premier Landréen, selon le registre d'État civil du Loroux-Bottereau, naît dans la famille Oger, au village de la Charpenterie, le 11 novembre 1863 ; mort-né, il est aussi le premier décès enregistré.

### Époque contemporaine

#### XXesiècle
En décembre 1910, lors de la crue de la Loire, la levée de la Divatte cède et la Loire envahit le marais de Goulaine, provoquant l'inondation du village de Bas-Briacé, situé à 1 km en amont du marais, submergé par plus d'1 m d'eau par endroits ; les habitants, les animaux et les biens sont évacués.

Inondation de 1910
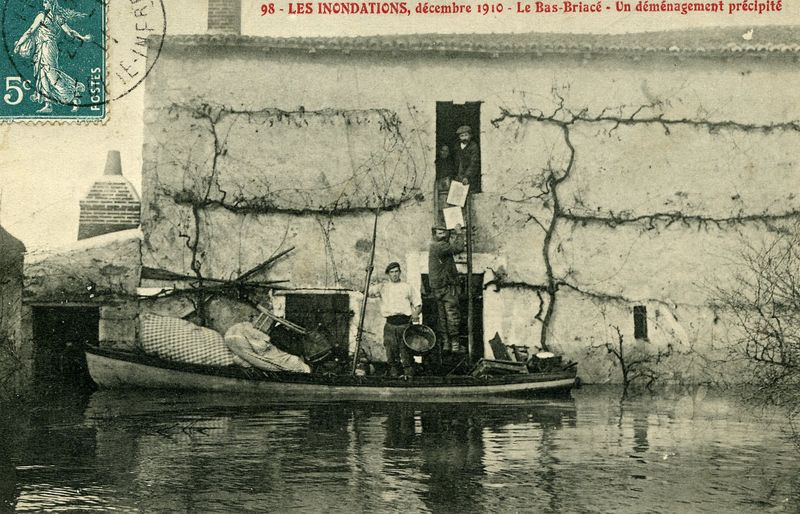
Évacuation en barque, Bas-Briacé.
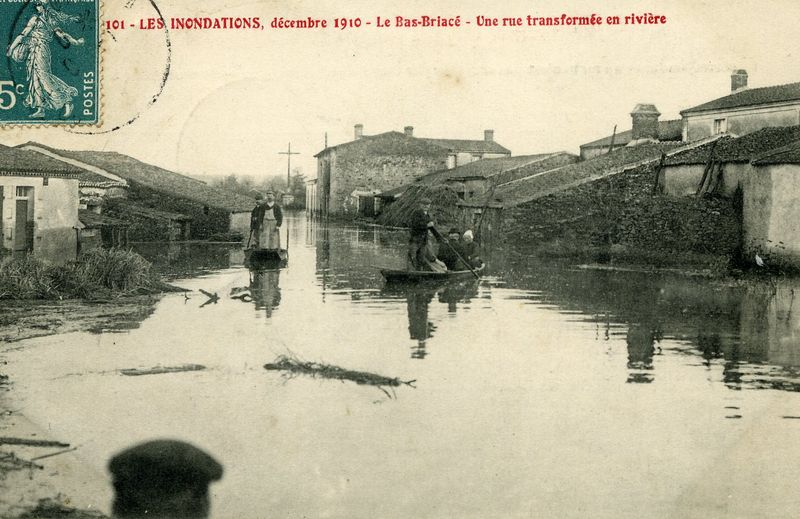
Rue des Chardonnets, Bas-Briacé.

Le 30 septembre 1913, Marcel Redureau, garçon de ferme de quinze ans, tue sept personnes de la famille Mabit (son employeur viticulteur), au village de Bas-Briacé ; il est condamné à vingt années de détention en mars 1914, et décède de tuberculose deux ans plus tard. André Gide publie, en 1930, une série de documents relatifs à L'Affaire Redureau.

#### XXIesiècle
Le samedi 5 septembre 2015, le Landreau reçoit l'arrivée de la première étape du tour cycliste de Loire-Atlantique 2015 qui se termine par six boucles d'un circuit de 5 km sur le territoire de la commune,.

##### Commémorations du cent-cinquantenaire

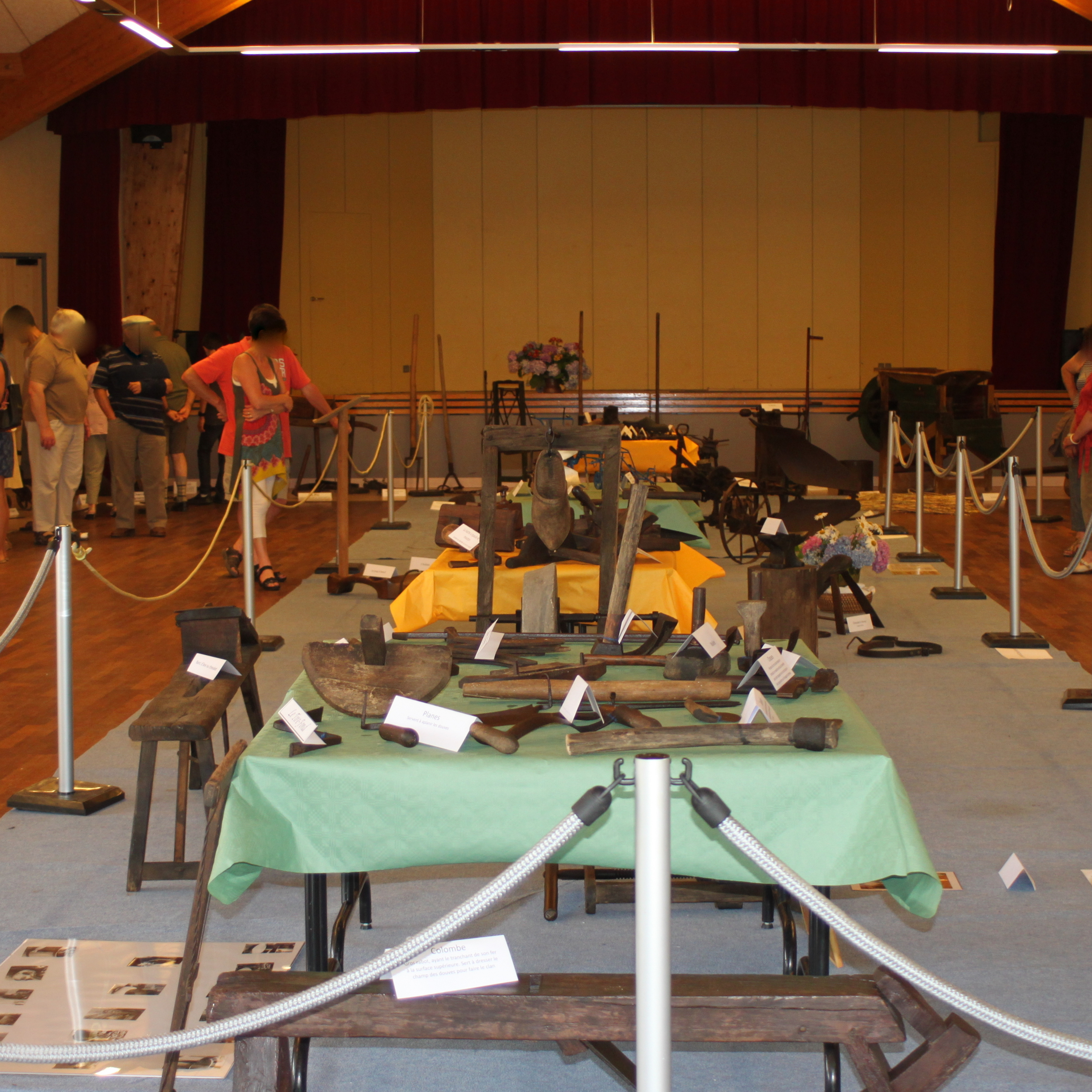
Exposition de vieux outils, deuxième phase du cent-cinquantenaire de la Commune, salle des Nouëlles.

En mars 2012, la mairie mandate une commission patrimoine à laquelle participent des habitants du Landreau, encadrés par des élus, pour célébrer les 150 ans de la commune, en 2013. À cette occasion un nouveau logo est créé, par Émile Lanoë (jeune landréenne), devenant le visuel des événements de 2013.

Logo des 150 ans de la commune
(par Émilie Lanoë).

Cette commission, chargée de collecter archives et documents en tous genres (photos, cartes postales, actes...), outils et habits, organise des expositions, dans trois salles communales, les 13 et 14 avril 2013,. Pour ces expositions, les Cartophiles Nantais réalisent un diaporama des cartes postales anciennes et récentes, représentant la commune et la viticulture de la région. Les habitants qui ont confié des photos personnelles à la Commission peuvent les voir sur divers panneaux à thèmes, retraçant la vie landréenne depuis le début de la photographie. L'exposition est prolongée jusqu'au 21 avril, dans la salle de réunion de la mairie, concentrant le travail de recherches des membres de la commission en un même lieu. Le dimanche, la pour découverte du patrimoine architectural de la commune se fait lors d'une randonnée pédestre.
Le thème de la deuxième exposition faite dans la salle des Nouëlles porte sur les outils des métiers anciens locaux (viticulture, saboterie, tonnelage…) accompagnée d'un défilé de véhicules à chevaux. Les viticulteurs et la municipalité élaborent une cuvée spéciale basée sur une sélection de Muscadet 2012 ; l'étiquette célèbre l'événement (logo du cent-cinquantenaire) : 2533 bouteilles sont produites par l'Association des Vignerons et présentées au public lors de la deuxième étape de l'anniversaire, les 13 et 14 juillet. Associée pour ce deuxième volet, la commune du Loroux-Bottereau co-anime la journée de la Fête nationale (bal, restauration, feu d'artifice, prêt de matériel ancien…), et une randonnée de découverte, organisée entre le vignoble et les marais de Goulaine.
Une troisième manifestation a lieu les 12 et 13 octobre 2013, en collaboration avec l'association des généalogistes de Vertou. Une exposition et un défilé de véhicules anciens, ainsi que des réalisations d'artistes landréens ponctuent les différents sites. Une cérémonie de scellement des « Capsules temporelles » (objets divers sélectionnés par les enfants), sorte de grenier dans lequel des boites sont stockées jusqu'à leur ouverture, prévue pour les 200 ans de la commune. La demeure de Racapé est ouverte afin de pouvoir visiter la salle qui servit au premier conseil, au centre de laquelle est exposé le tout premier registre municipal. Une randonnée est organisée pour continuer la découverte du territoire communal. La journée du samedi se clôture par un grand banquet et celle du dimanche par un discours du maire, la remise de prix du concours photographique et une remise de médailles, ainsi qu'un vin d'honneur.

Rue de Trittau / rue Boutillier-Delisle (route de Vallet).
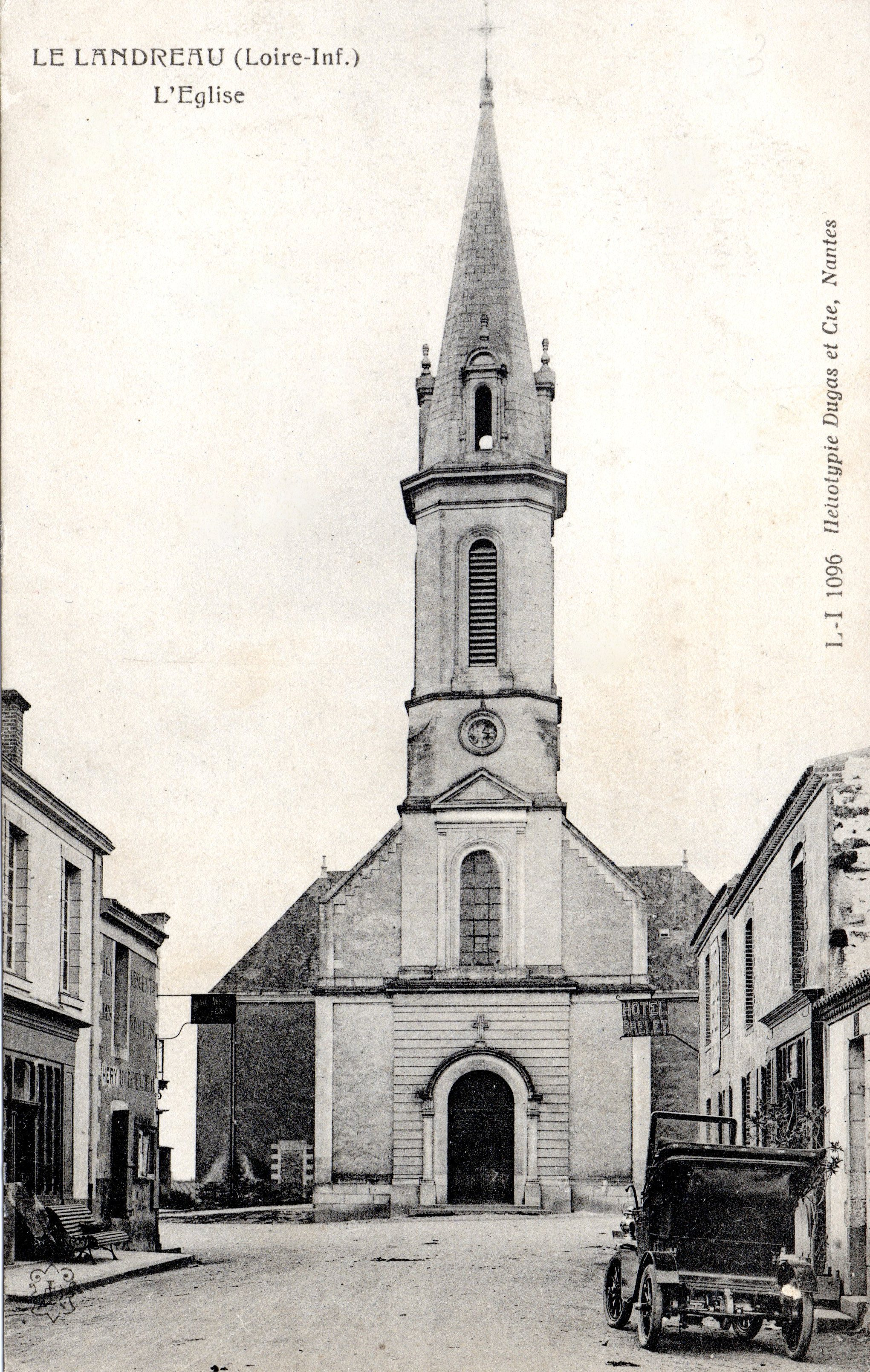
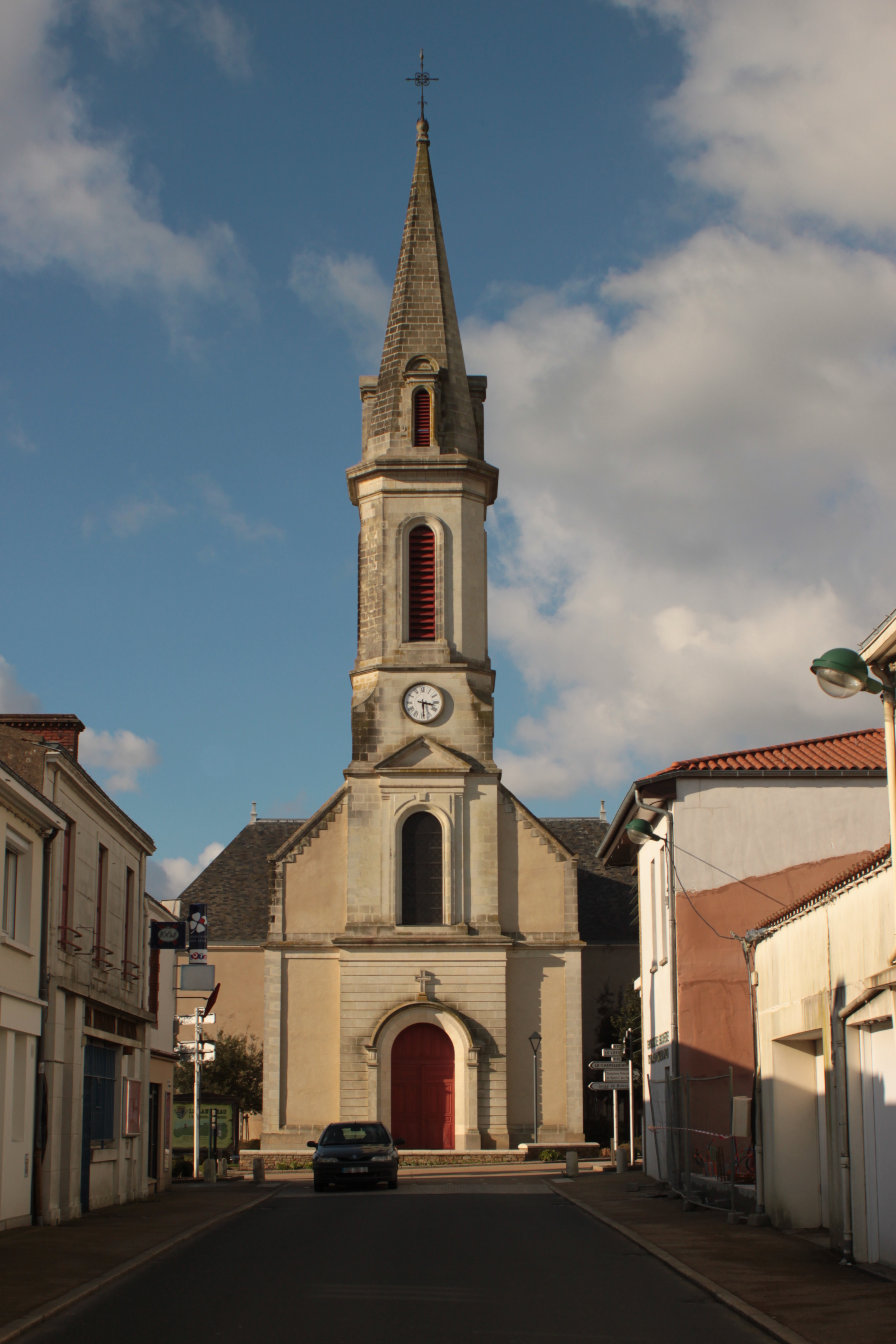
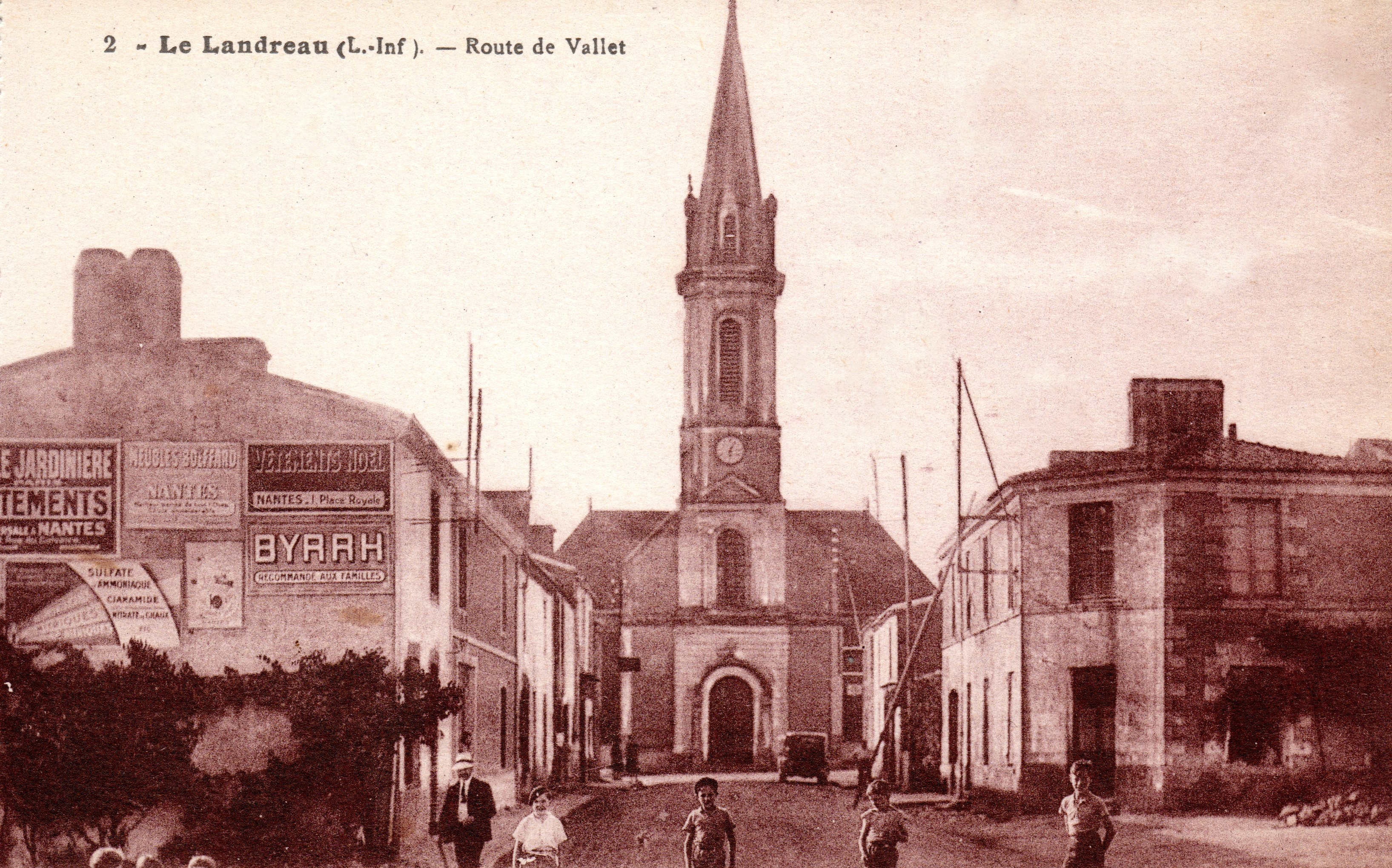
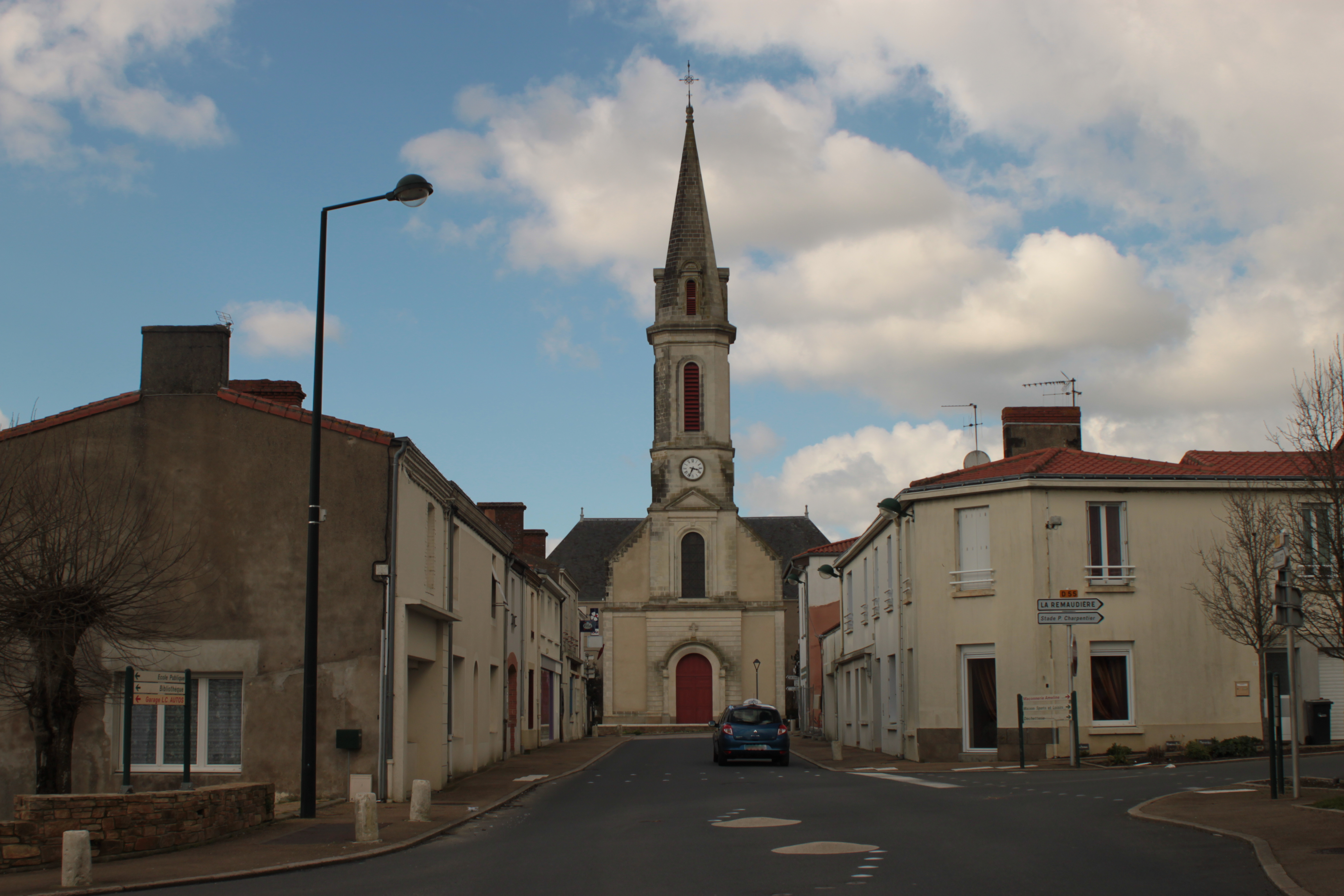

Rue Boutillier Delisle et rue de Briacé (route de la Chapelle-Heulin).
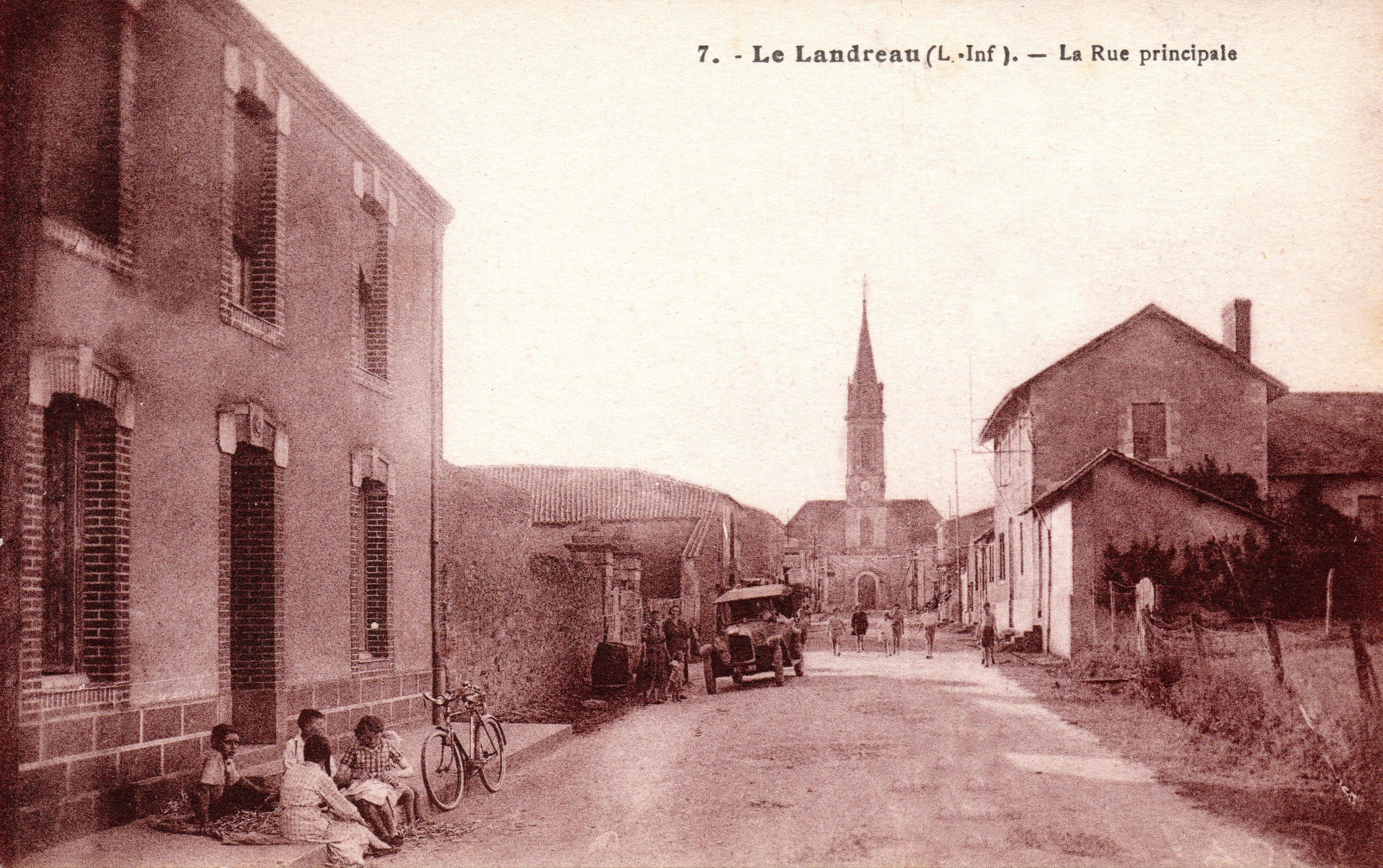
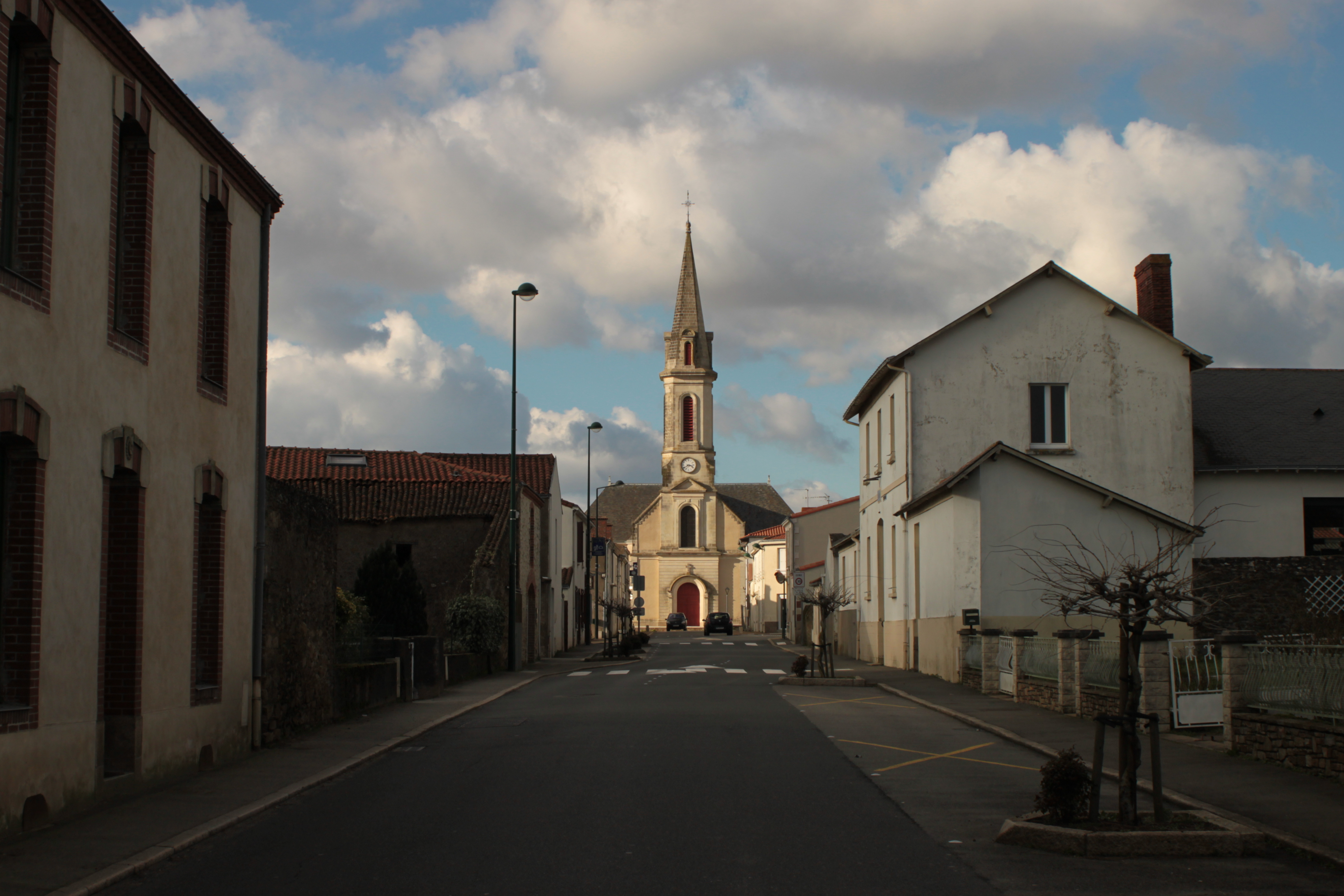
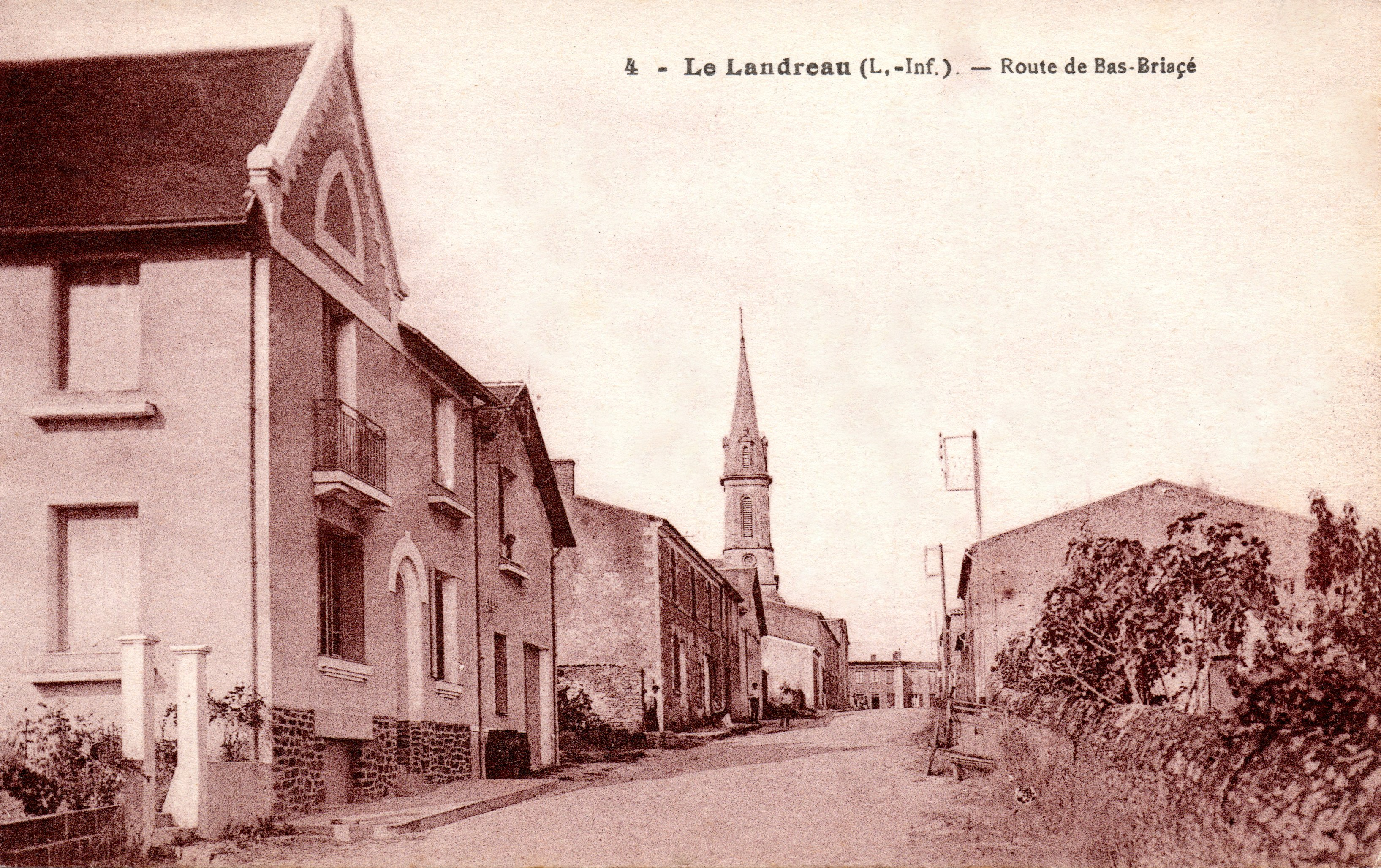
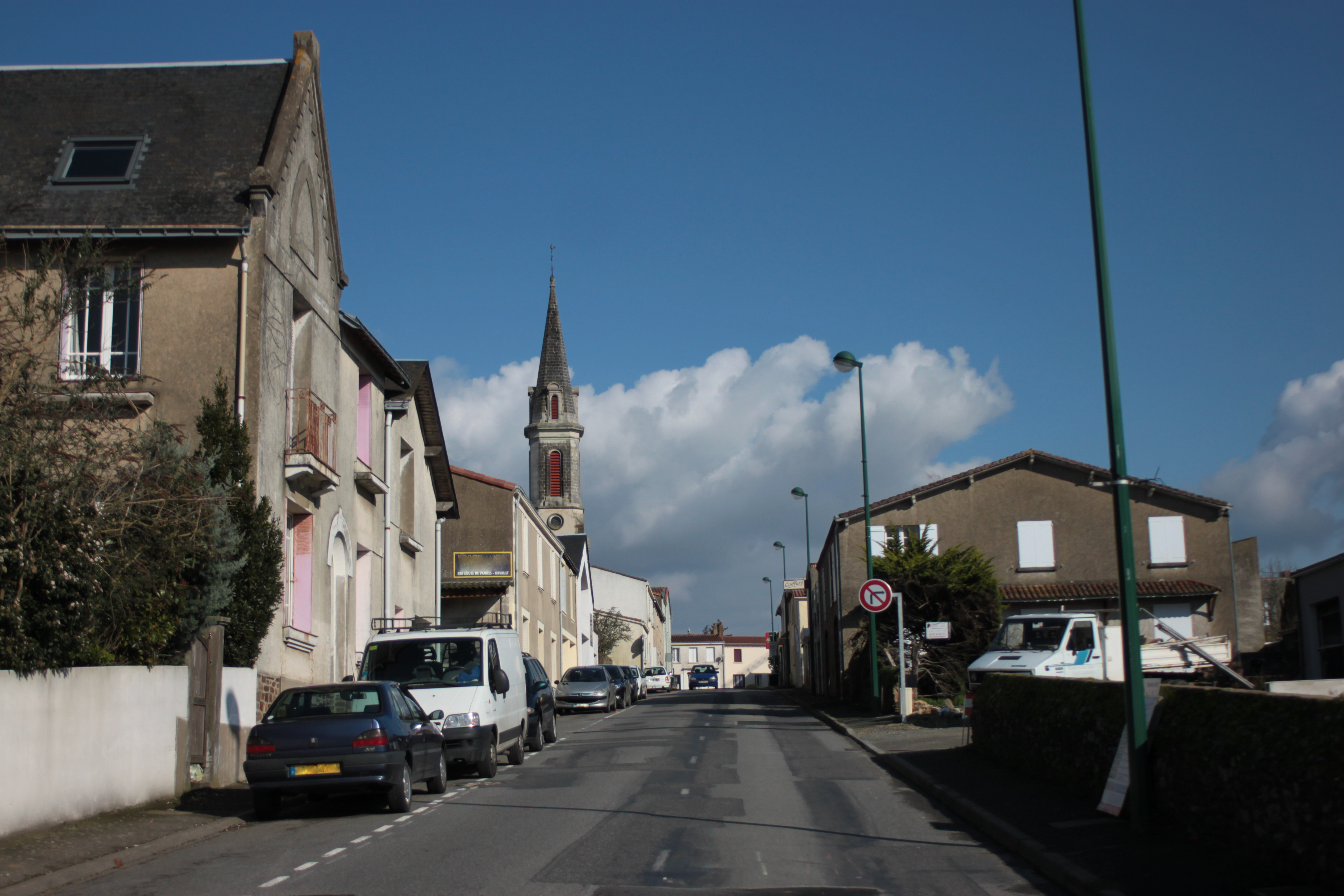

Rue de la Loire et rue des Moulins (routes du Loroux-Bottereau).
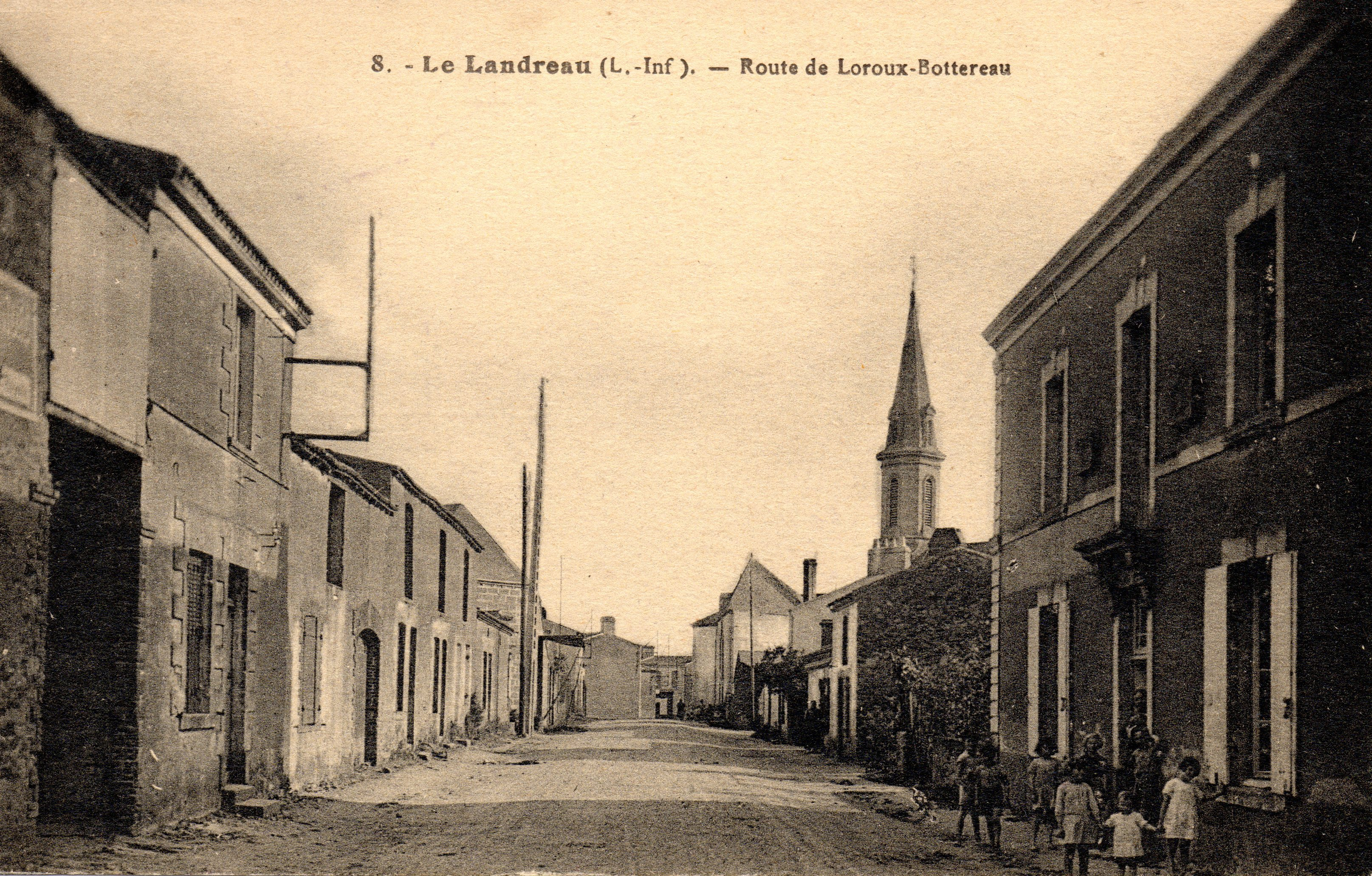
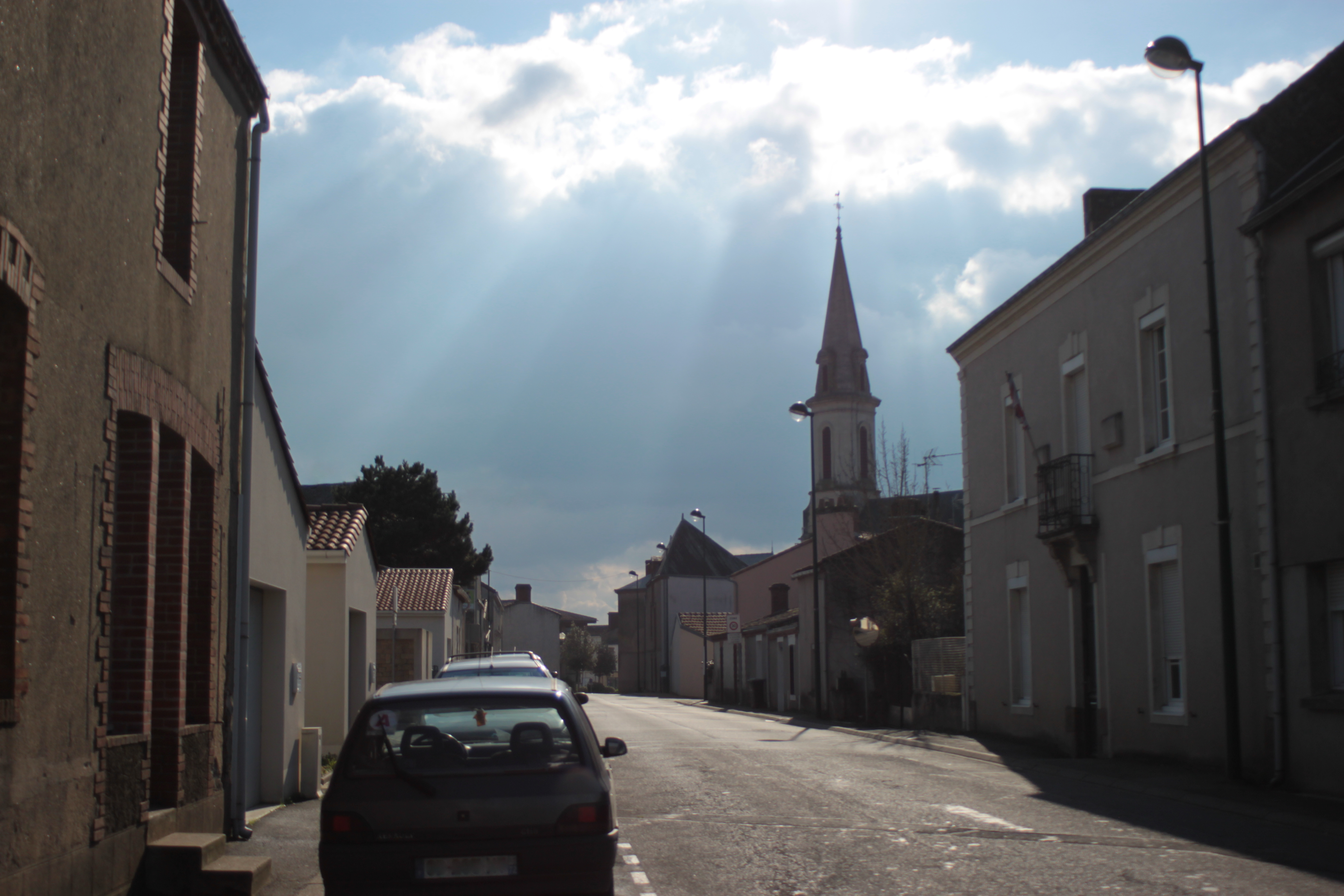
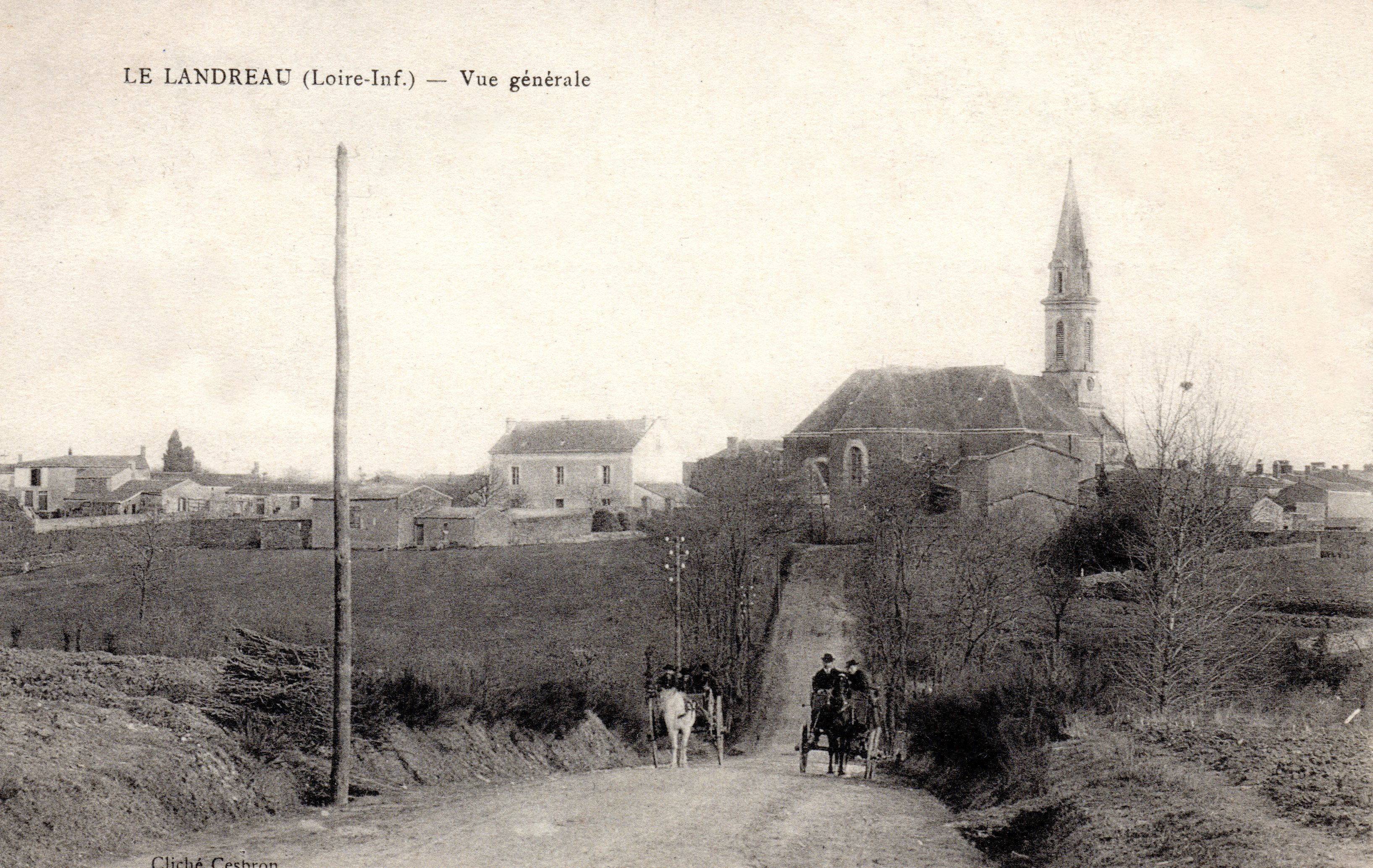
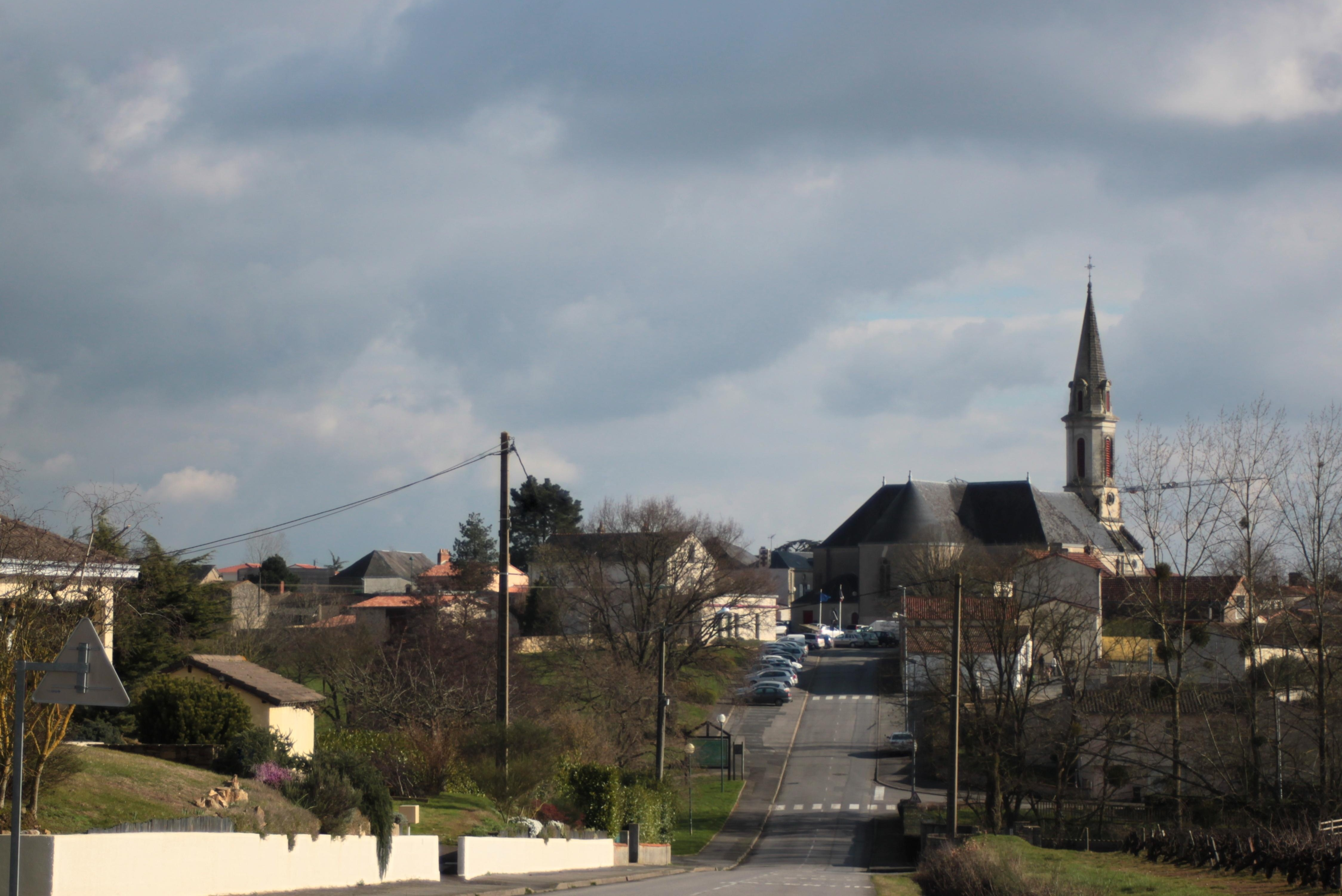

Ėglise Immaculée Conception, place André Ripoche et rue de Trittau.
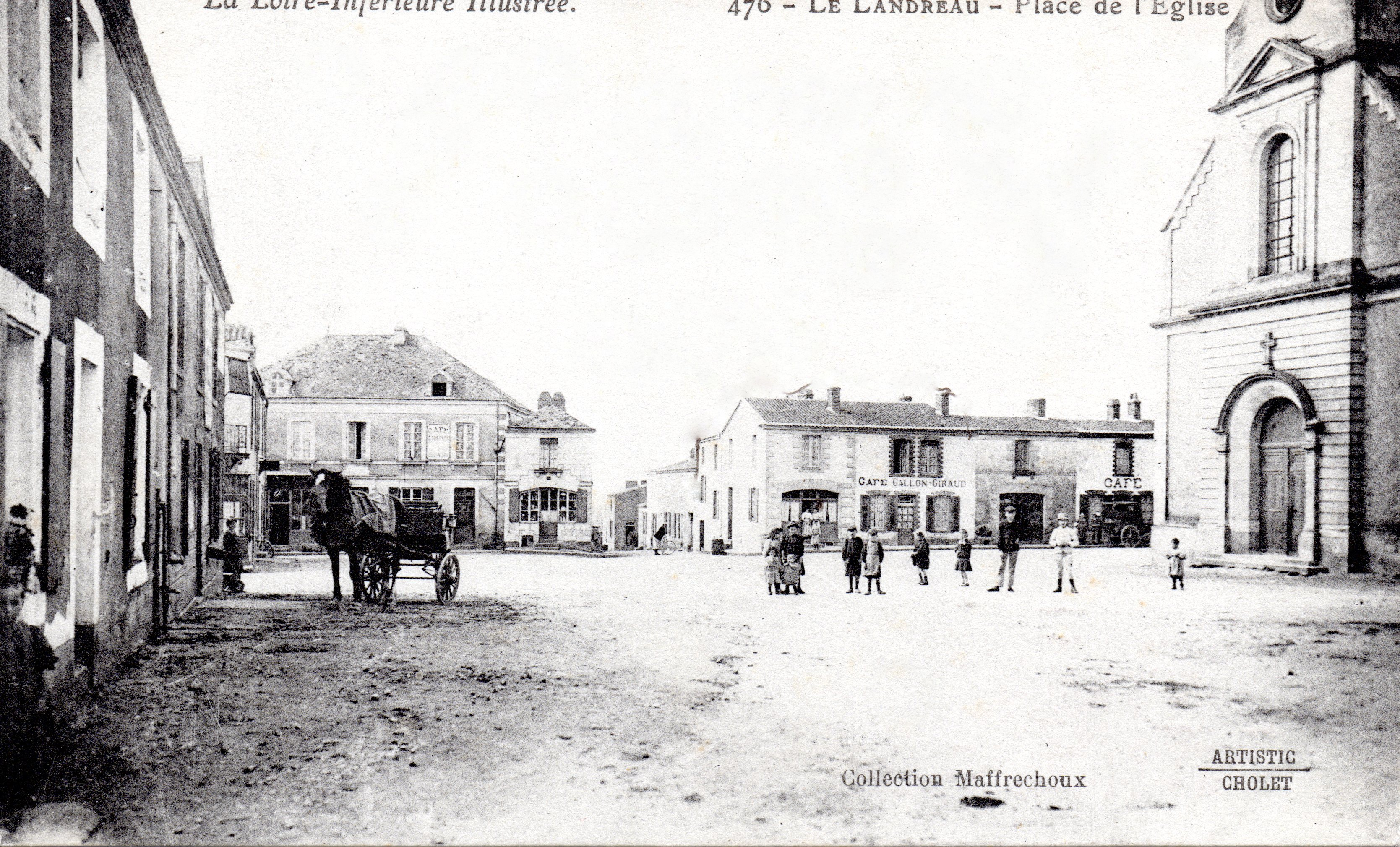
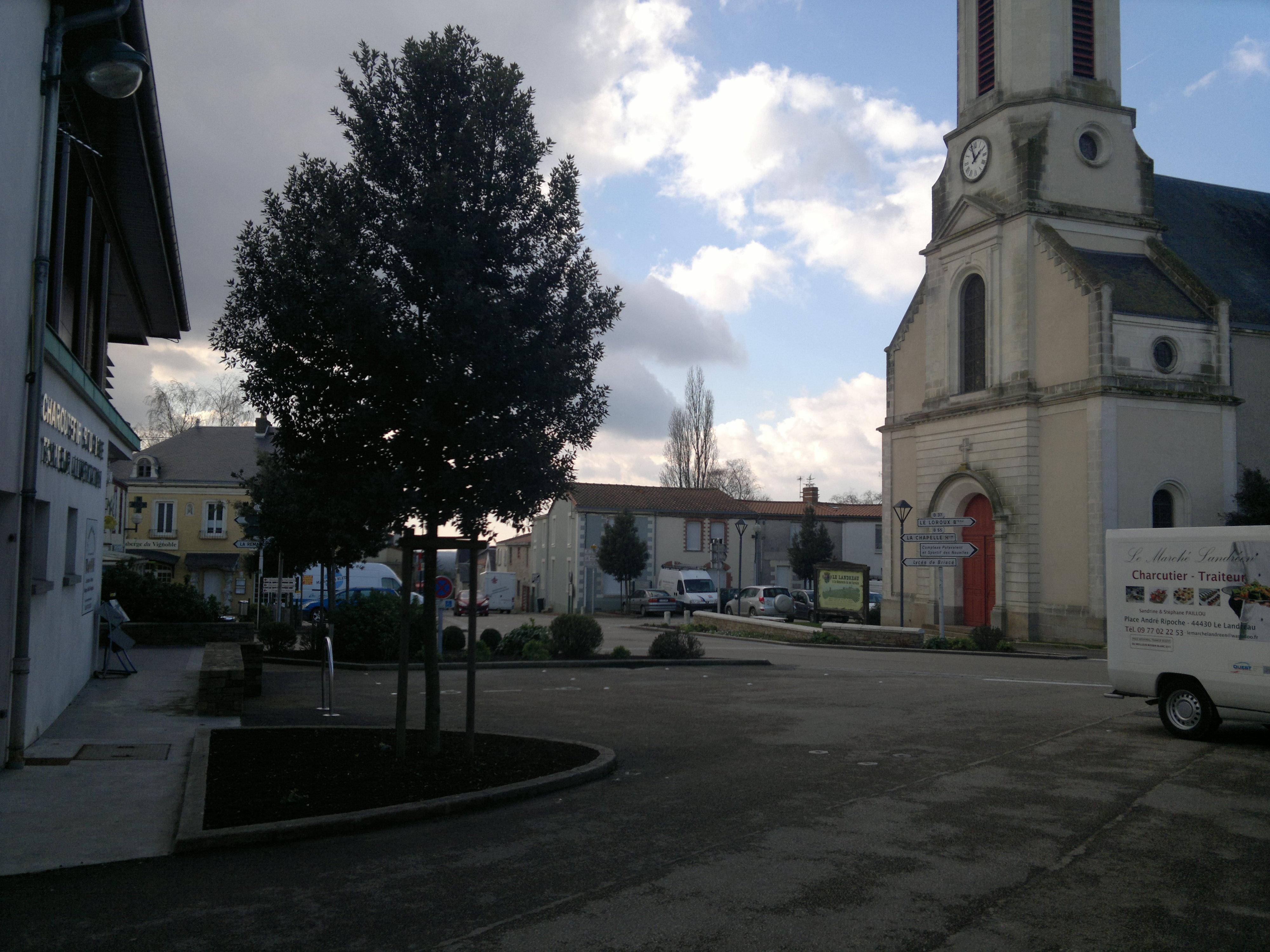
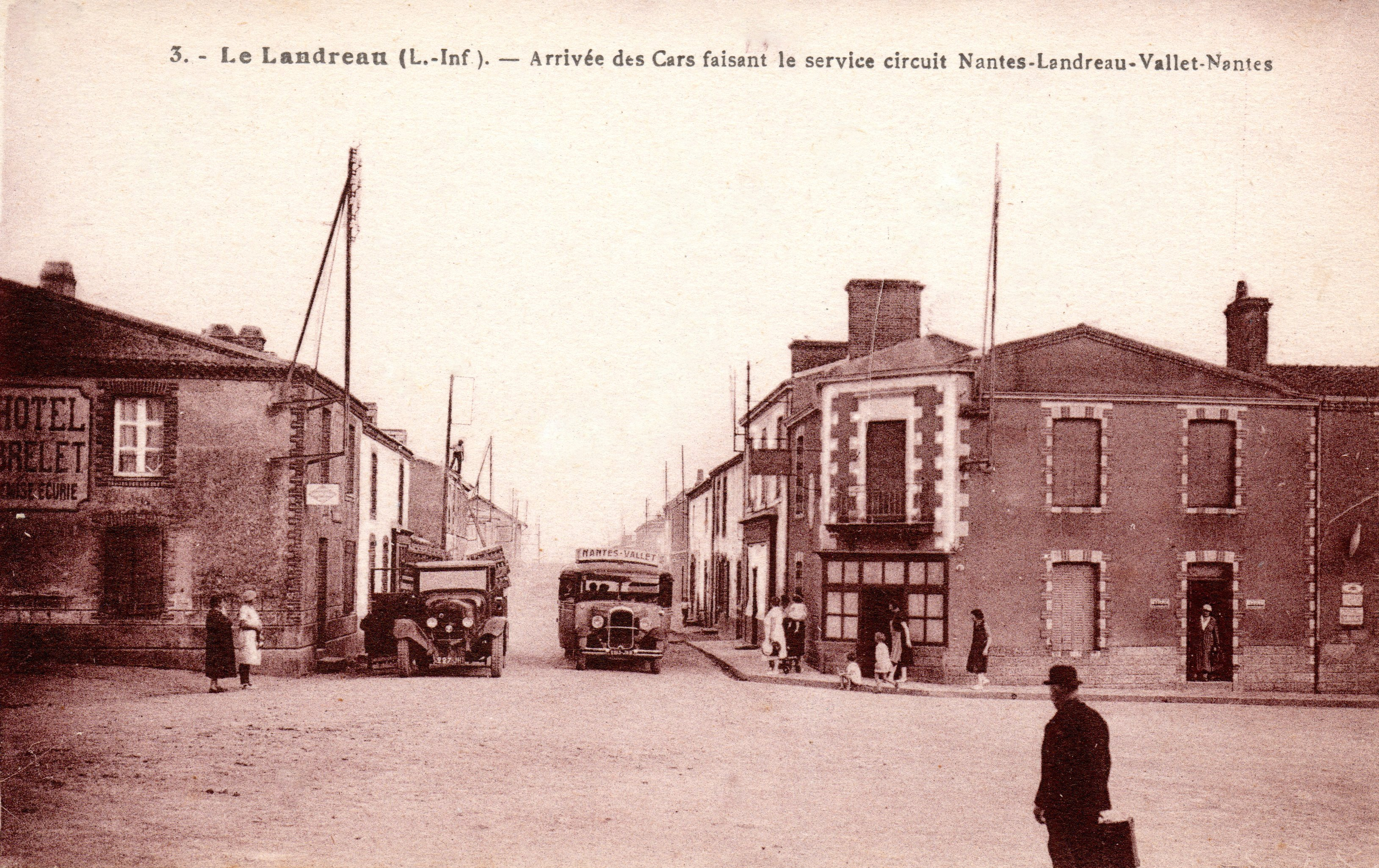
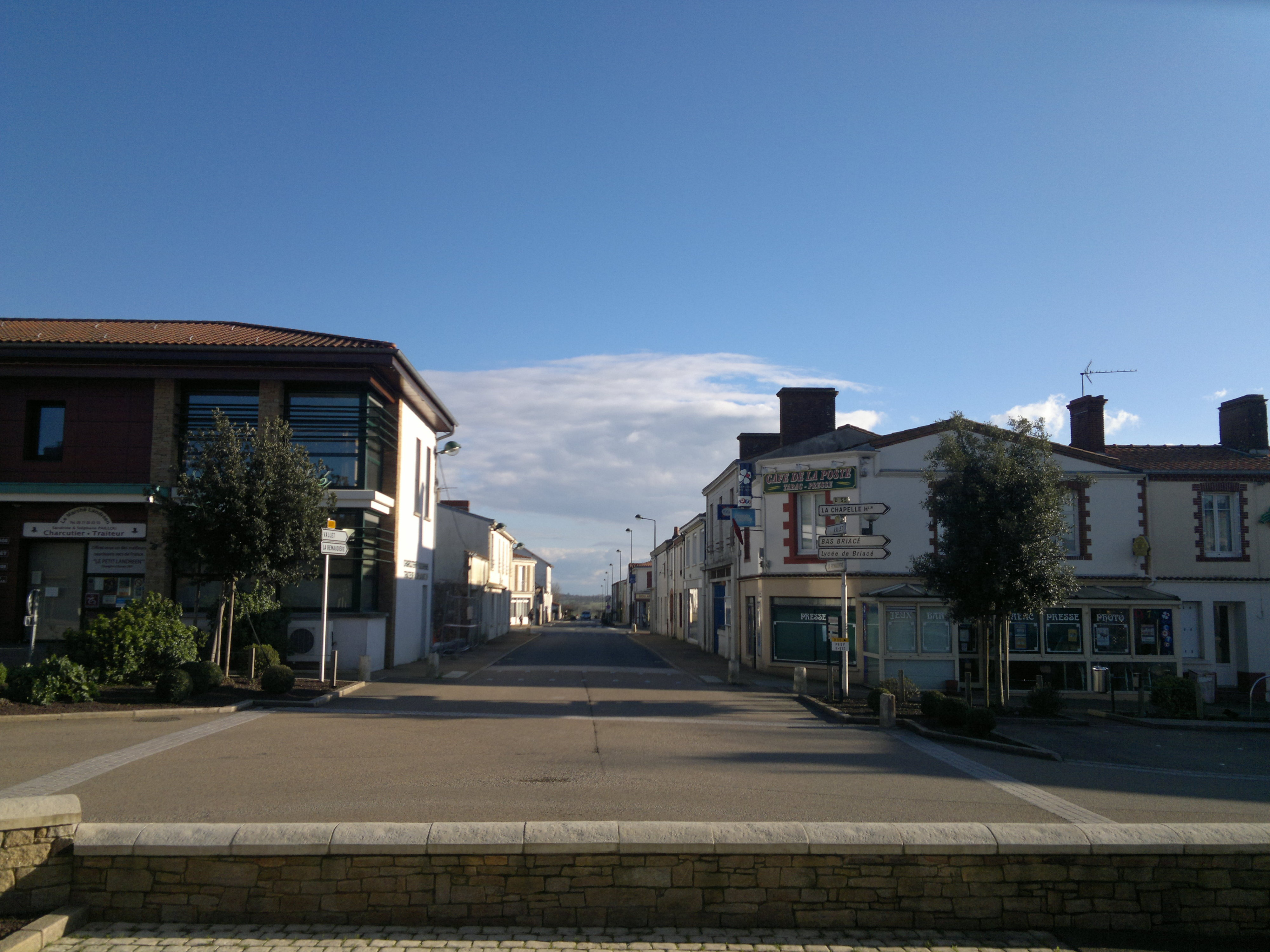

Rue de Trittau (vue de l'église) et angle rues de Trittau et des Sports (route de la Remaudière).
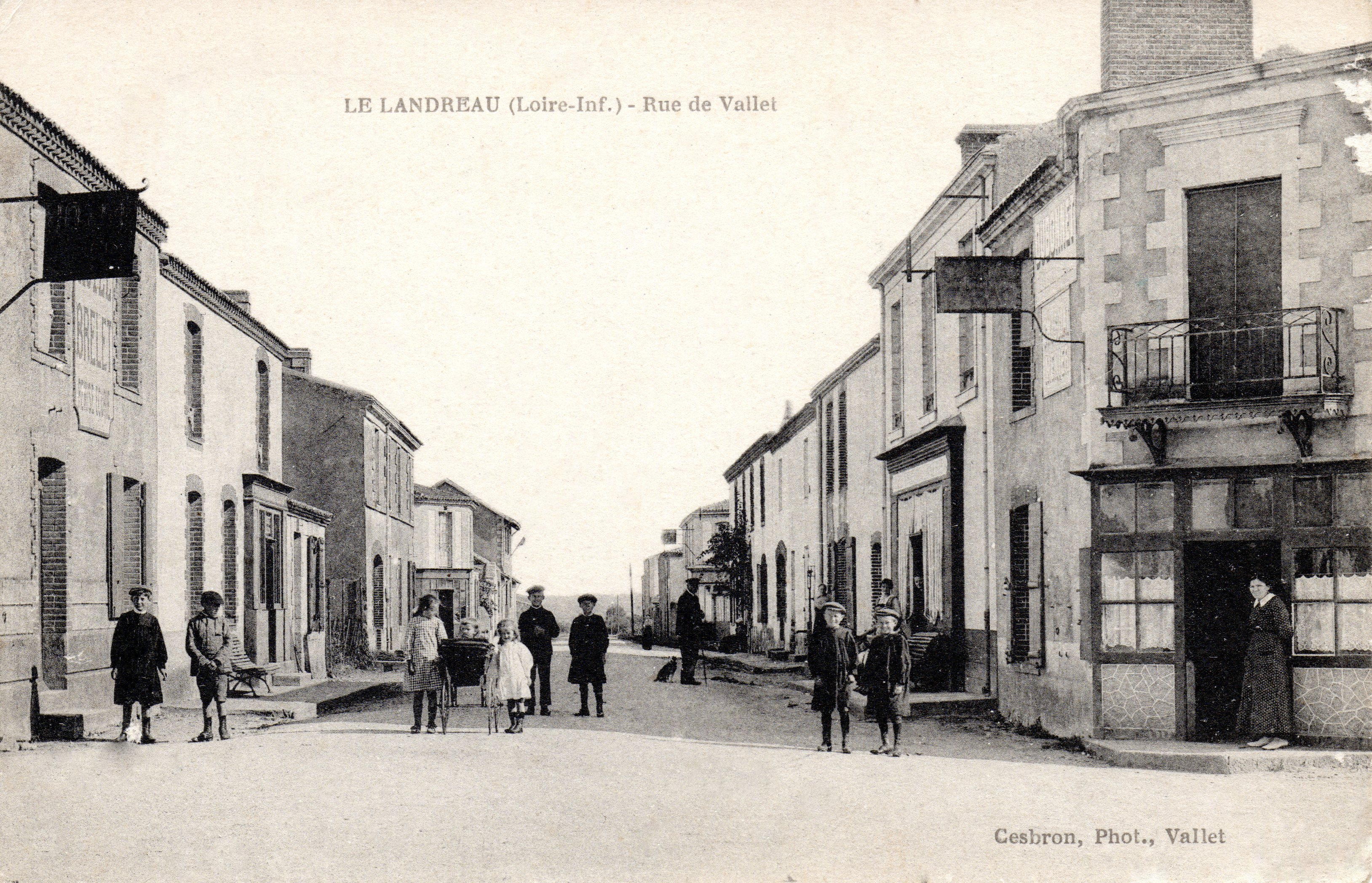
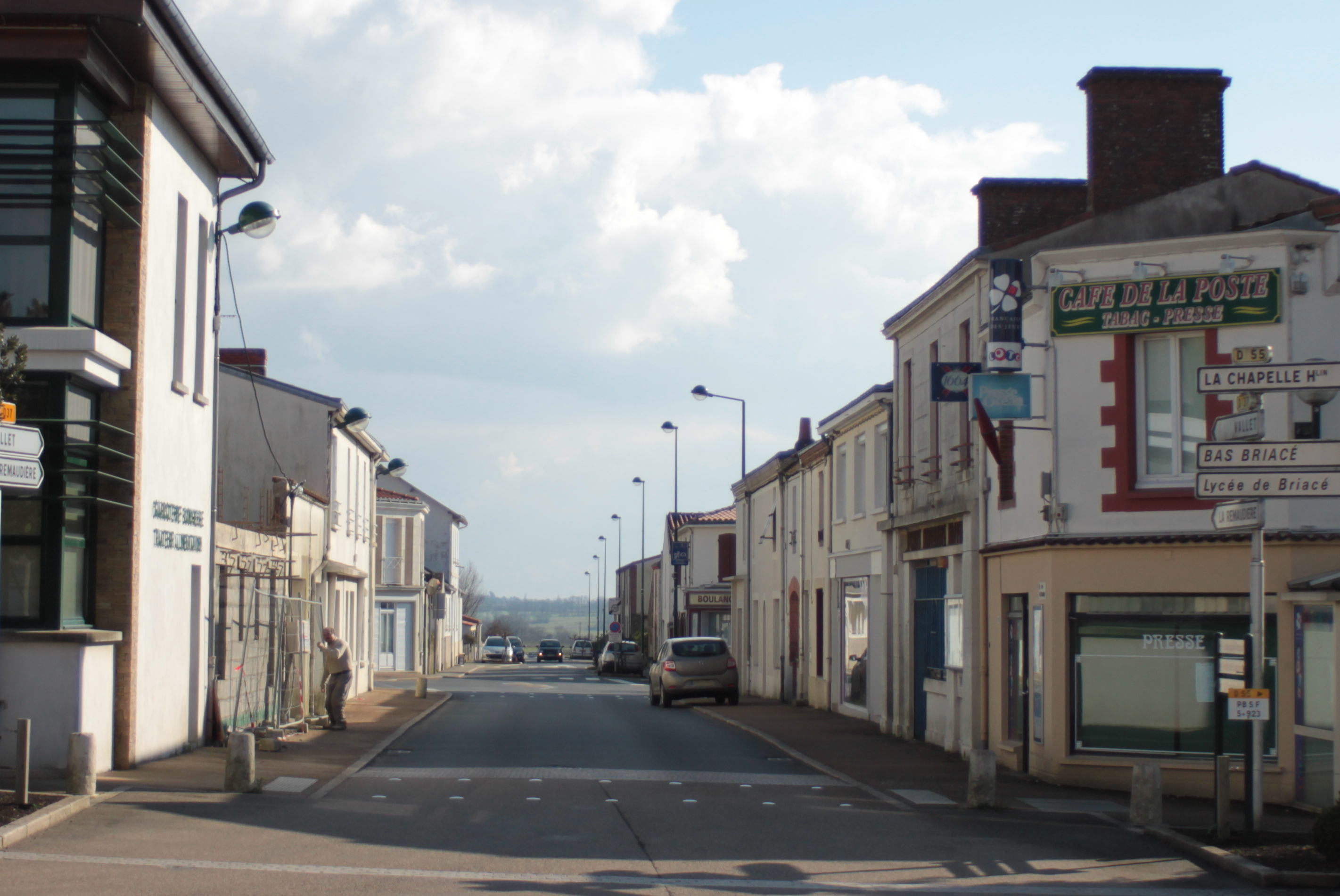
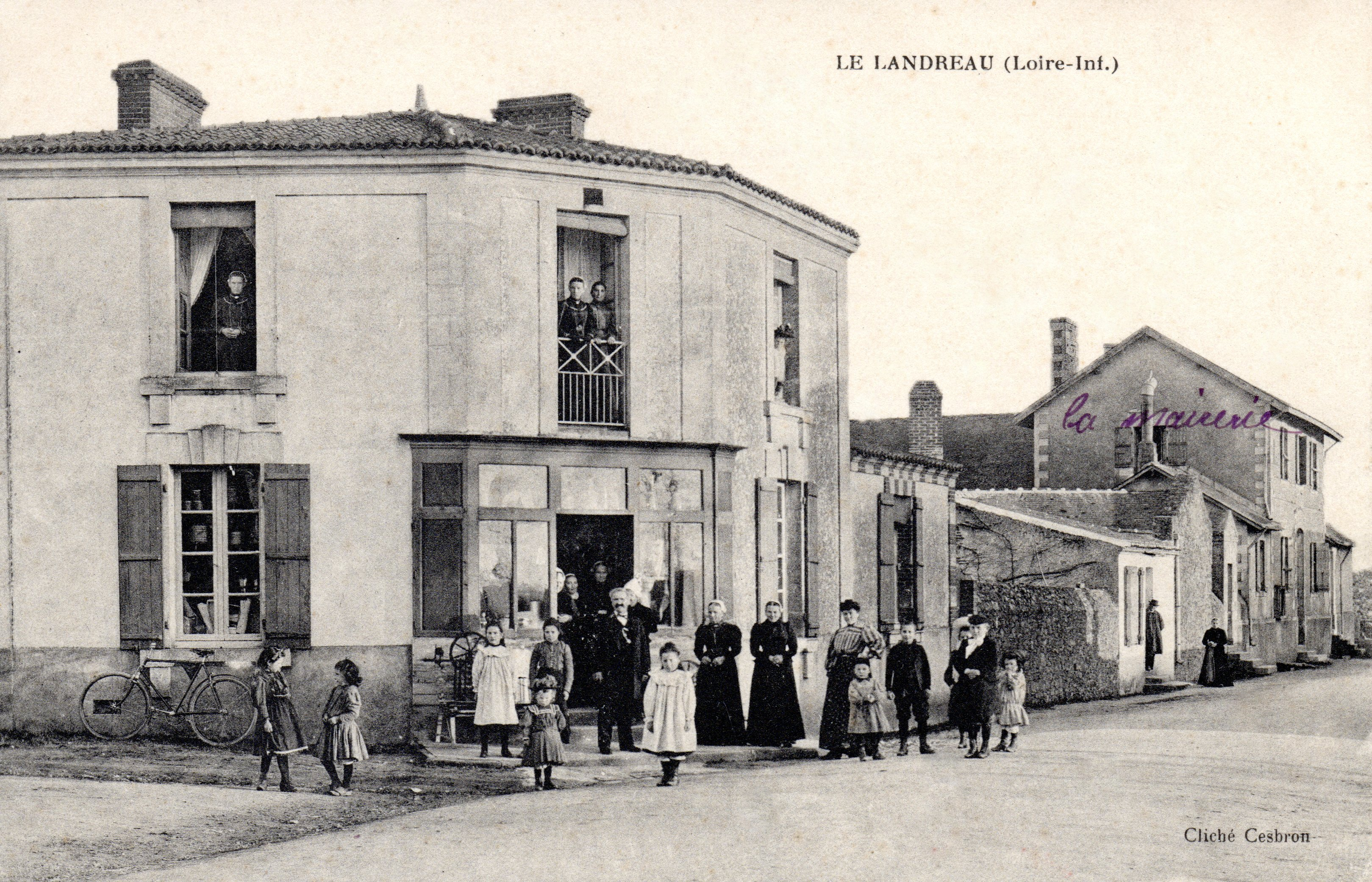
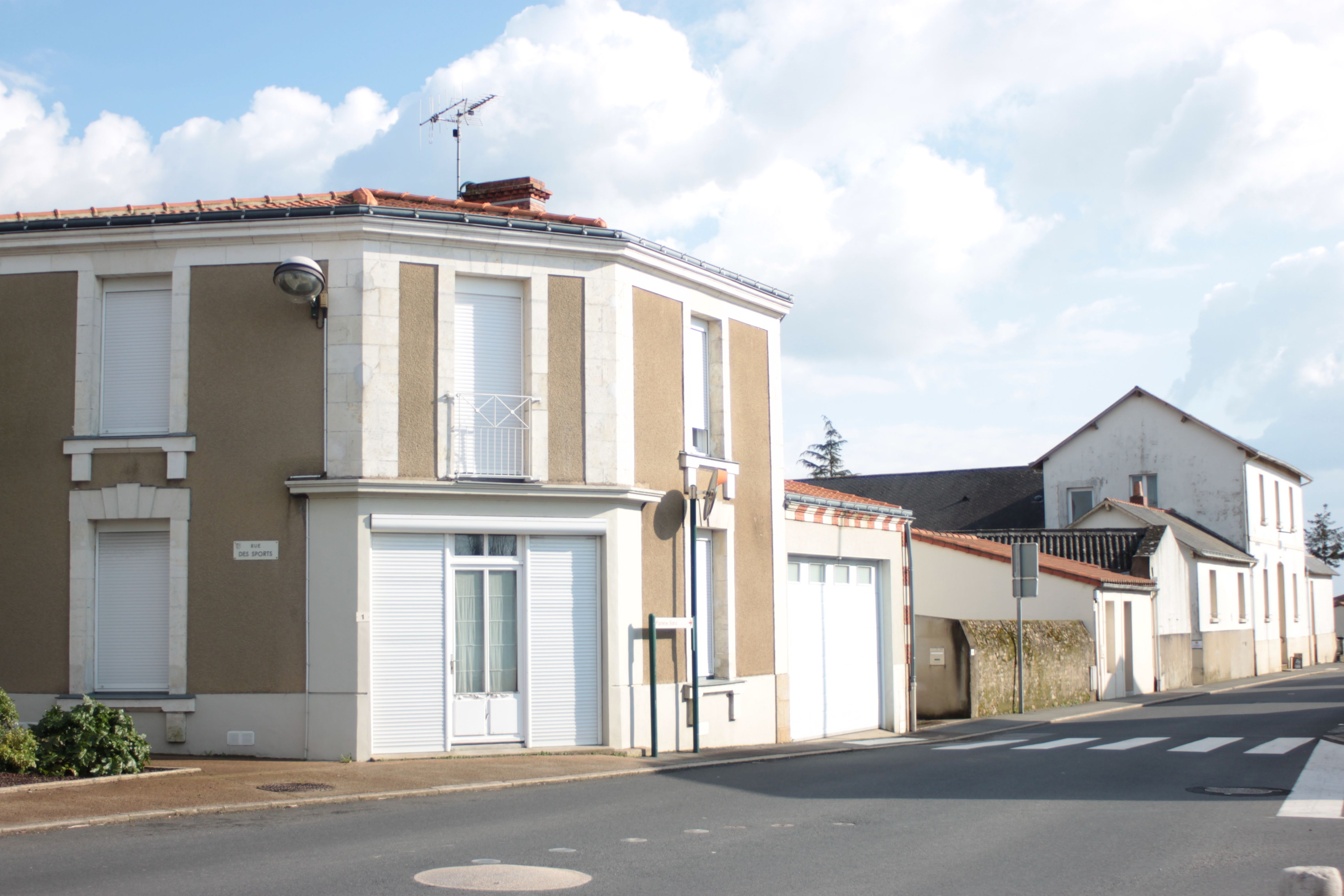

## Politique et administration

### Administration municipale

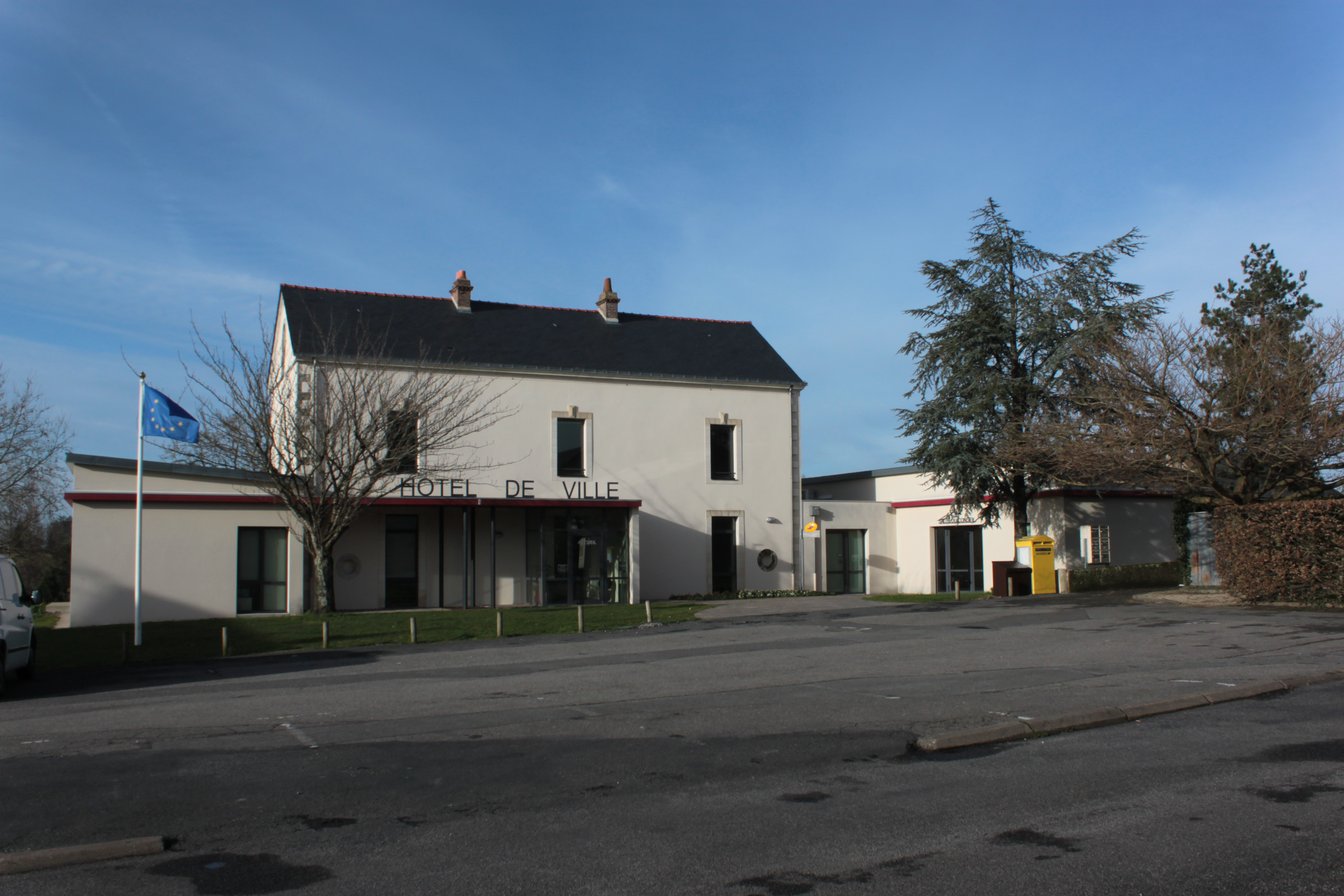
Mairie actuelle et
agence postale (à droite).

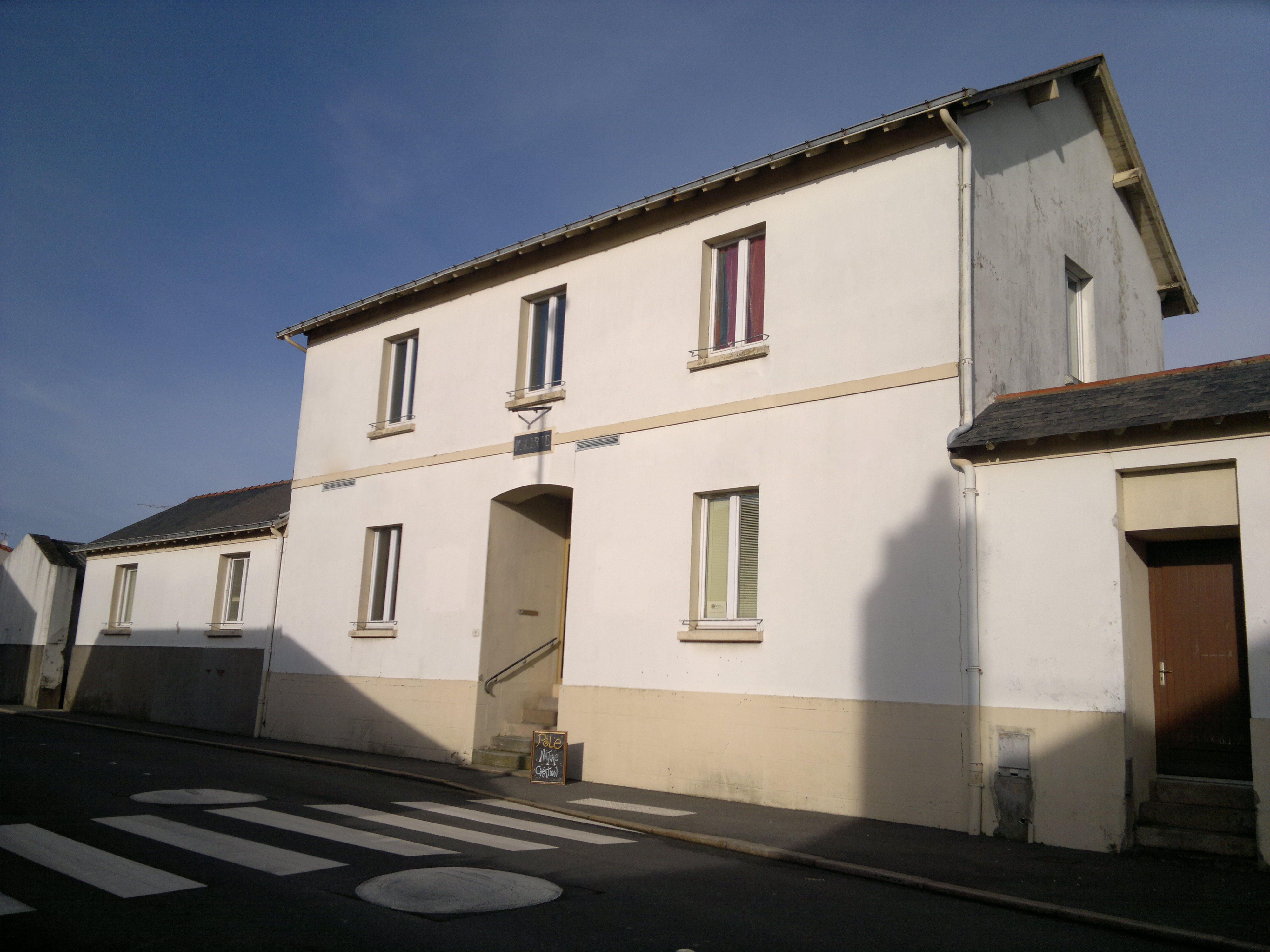
Ancienne mairie.

#### Liste des maires

##### Conseil municipal d'enfants
Un conseil municipal (C.M.E.) composé de douze à treize enfants de CM1, CM2 et de 6e est élu chaque année, en juin ; il travaille, en deux commissions, sur deux thématiques annuelles, dans un but d'« apprentissage de la citoyenneté, […] axé vers la responsabilité et le développement de l'autonomie de l'enfant,, ».

#### Instances judiciaires et administratives
Le Landreau relève de la Loire-Atlantique pour le tribunal des affaires de Sécurité sociale et la cour d’assises, de Nantes pour les tribunaux d'instance, de grande instance, administratif, de commerce, des baux ruraux, pour enfants, le conseil de prud'hommes et la cour administrative d'appel et, enfin, de la cour d'appel de Rennes.
Le maire occupe des fonctions qui lui sont attribuées par son élection. Son rôle d'agent de l’État, sous autorité préfectorale, concerne la publication des lois et règlements, l'organisation des élections et la légalisation des signatures ; sous l'autorité du procureur de la République, il est officier d'état civil et de police judiciaire. Son second rôle est agent de la Commune et, en matière de police administrative, il est chargé de maintenir l'ordre public défini dans le Code général des collectivités territoriales et est chef de l'administration communale.
Le conseil municipal du 8 décembre 2015, « approuve le principe de création d'un service commun de Police intercommunale ».

#### Politique environnementale
La commune était pourvue de l'une des trois déchetteries de la Communauté de communes (les deux autres se trouvaient au Louroux-Bottereau et à Saint-Julien-de-Concelles) jusqu'à l'ouverture, le 2 février 2015 (inauguré le 31 janvier), d'un unique « complexe d'accueil des déchets » (CAD), qui « se veut un site exemplaire », implanté dans la zone du Plessis, au Louroux-Bottereau,. L'accès y est réglementé par une carte nominative, distribuée à chaque foyer de la communauté, et le site est placé sous surveillance vidéo.
Chaque foyer est équipé d'un conteneur à puce électronique (redevance « à la levée ») pour le ramassage des ordures ménagères qui a lieu le jeudi des semaines impaires dans les hameaux et villages et tous les vendredis dans le bourg. Les emballages recyclables sont collectés séparément, ces mêmes jours, dans des « sacs jaunes ». Quelques « points verre et journaux » sont éparpillés dans divers villages.
Une partie des réseaux électriques et téléphoniques aériens de plusieurs villages et hameaux est effacée en 2003-2004. Une nouvelle tranche débute fin 2013 et concerne l'entrée nord du bourg (route de la Remaudière).
Des études sur les impacts acoustiques et paysagers du parc éolien sont réalisées par des étudiants du lycée de Briacé.

#### Jumelage
La commune fait partie du Comité de jumelage Loire-Divatte qui est jumelé avec deux communes :
- Trittau (Allemagne) depuis 1971 (nord-est de Hambourg), land de  Hambourg ;
- Totton (Angleterre) (ouest de Southampton), comté du  Hampshire ( Royaume-Uni).

## Population et société

### Démographie
Selon le classement établi par l'Insee, Le Landreau fait partie de l'aire urbaine et de la zone d'emploi de Nantes et du bassin de vie de Saint-Julien-de-Concelles. Elle n'est intégrée dans aucune unité urbaine. Toujours selon l'Insee, en 2010, la répartition de la population sur le territoire de la commune était considérée comme « peu dense » : 95 % des habitants résidaient dans des zones « peu denses »  et 5 % dans des zones « très peu denses ».

#### Évolution démographique
De sa création en 1863 jusqu'à la fin du XIXe siècle, la commune compte environ 2 000 habitants.
L'exode rural de la première moitié XXe siècle entraîne une baisse significative de la population puisqu'en 1954, seuls 1 343 habitants Landréens sont recensés.
Cependant, à partir des années 1970, le développement des moyens de transports, l'implantation de l'établissement scolaire de Briacé, la création de lotissements contribuent à un renouveau démographique. Le recensement de 1999 compte 2 139 habitants et celui de 2010, 2 876 habitants.
Cette évolution, malgré tout récente, a revitalisé la commune, a permis un maintien de l'artisanat et des commerces, le développement des écoles, la création de nouveaux services tels qu'une maison médicale et une pharmacie, le Complexe polyvalent et sportif des Nouëlles, élément indispensable qui contribue au dynamisme associatif, ainsi que la réalisation de la Tricotaine, ensemble de logements pour personnes âgées.
L'évolution du nombre d'habitants est connue à travers les recensements de la population effectués dans la commune depuis 1866. Pour les communes de moins de 10 000 habitants, une enquête de recensement portant sur toute la population est réalisée tous les cinq ans, les populations de référence des années intermédiaires étant quant à elles estimées par interpolation ou extrapolation. Pour la commune, le premier recensement exhaustif entrant dans le cadre du nouveau dispositif a été réalisé en 2007.

En 2022, la commune comptait 3 214 habitants, en évolution de +7,96 % par rapport à 2016 (Loire-Atlantique : +6,68 %, France hors Mayotte : +2,11 %).
| 1866  | 1872  | 1876  | 1881  | 1886  | 1891  | 1896  | 1901  | 1906  |
| ----- | ----- | ----- | ----- | ----- | ----- | ----- | ----- | ----- |
| 2 030 | 2 025 | 2 058 | 2 070 | 2 057 | 2 016 | 1 895 | 1 839 | 1 799 |

| 1911  | 1921  | 1926  | 1931  | 1936  | 1946  | 1954  | 1962  | 1968  |
| ----- | ----- | ----- | ----- | ----- | ----- | ----- | ----- | ----- |
| 1 640 | 1 481 | 1 444 | 1 416 | 1 402 | 1 374 | 1 343 | 1 368 | 1 354 |

| 1975  | 1982  | 1990  | 1999  | 2006  | 2007  | 2012  | 2017  | 2022  |
| ----- | ----- | ----- | ----- | ----- | ----- | ----- | ----- | ----- |
| 1 386 | 1 851 | 2 026 | 2 139 | 2 701 | 2 766 | 2 883 | 2 995 | 3 214 |

#### Pyramide des âges
La population de la commune est relativement jeune.
En 2018, le taux de personnes d'un âge inférieur à 30 ans s'élève à 40,7 %, soit au-dessus de la moyenne départementale (37,3 %). À l'inverse, le taux de personnes d'âge supérieur à 60 ans est de 17,8 % la même année, alors qu'il est de 23,8 % au niveau départemental.
En 2018, la commune comptait 1 528 hommes pour 1 496 femmes, soit un taux de 50,53 % d'hommes, légèrement supérieur au taux départemental (48,58 %).
Les pyramides des âges de la commune et du département s'établissent comme suit.
| Hommes | Classe d’âge | Femmes |
| ------ | ------------ | ------ |
| 0,1    | 90 ou +      | 0,5    |
| 4,4    | 75-89 ans    | 5,8    |
| 12,8   | 60-74 ans    | 12,0   |
| 20,7   | 45-59 ans    | 20,2   |
| 21,6   | 30-44 ans    | 20,5   |
| 18,3   | 15-29 ans    | 18,5   |
| 22,1   | 0-14 ans     | 22,5   |

| Hommes | Classe d’âge | Femmes |
| ------ | ------------ | ------ |
| 0,6    | 90 ou +      | 1,8    |
| 6      | 75-89 ans    | 8,6    |
| 15,1   | 60-74 ans    | 16,4   |
| 19,4   | 45-59 ans    | 18,8   |
| 20,1   | 30-44 ans    | 19,3   |
| 19,2   | 15-29 ans    | 17,4   |
| 19,5   | 0-14 ans     | 17,6   |

### Enseignement
La commune est équipée de deux écoles et un lycée dépendant de l'académie de Nantes.
- école publique la Sarmentille (maternelle et primaire)[86], 240 places ;
- école privée Sainte-Marie (maternelle et primaire)[87], 150 places ;
- lycée d'enseignement technologique[88] (centre de formation continue - C.F.C.), basé au Château de Briacé : collège, lycée d'enseignement général, lycée professionnel, campus d'enseignement supérieur et centre de formation continue de la filière agro-viticole.

Une bibliothèque municipale, nommée « Comme un Roman », fait aussi partie du paysage culturel. Elle est entièrement réaménagée en 2013, pour un montant de 454 437,52 €.

### Manifestations culturelles et festivités
- Cérémonie des vœux, tous les ans, au retour des vacances de janvier, avec accueil des nouveaux Landréens ;
- Trail du vignoble[89],[90], dernier weekend de février ;
- Théâtre, dernier weekend de février ou 1er weekend de mars ;
- Fête de la musique, décalée d'une journée par rapport à celle qu'organise le Loroux-Bottereau ;
- Feu d'artifice, sardinade et bal du 14 juillet, le samedi le plus proche ;
- Muses en Troc[91], spectacles et animations pour la jeunesse et vide-greniers, depuis 2002, 2e weekend de septembre ;
- Journées du patrimoine, 3e weekend de septembre ;
- Virades de l'espoir, dernier weekend de septembre ;
- Sécateur d'or[92], compétition de taille de vigne ;
- Marché de Noël, 2e dimanche de décembre.

### Santé
La commune a fait construire un nouveau « pôle médical », ouvert depuis le 5 janvier 2015, regroupant deux médecins généralistes, deux dentistes, deux infirmières, un orthophoniste un ostéopathe et deux masseurs-kinésithérapeutes. Il y a aussi une pharmacie et, depuis février 2014, une pédicure podologue.
Les hôpitaux les plus proches sont situés au Loroux-Bottereau et à Clisson.

### Sports
Un complexe polyvalent et sportif ainsi qu'un stade à ciel ouvert permettent la pratique de nombreux sports, dont le volley-ball, le basket-ball, le football, le ping-pong…
Deux pistes de boules sont installées dans le bourg, dans un local couvert.

### Médias
L'actualité landréenne est couverte par les journaux Ouest-France, Presse-Océan et l'Hebdo Sèvre-et-Maine.
Les événements locaux sont annoncés et relatés par le site Ptits raisins.
Une chaîne de télévision en ligne, TV3P (Télévision des 3 Provinces) propose un journal quotidien de l'information de la région « Vignoble Nantais, ouest du Choletais, Communautés de Communes Moine et Sèvre, Vallée de Clisson, Vallet et Montaigu ».
La couverture radiophonique est nationale.

### Culte

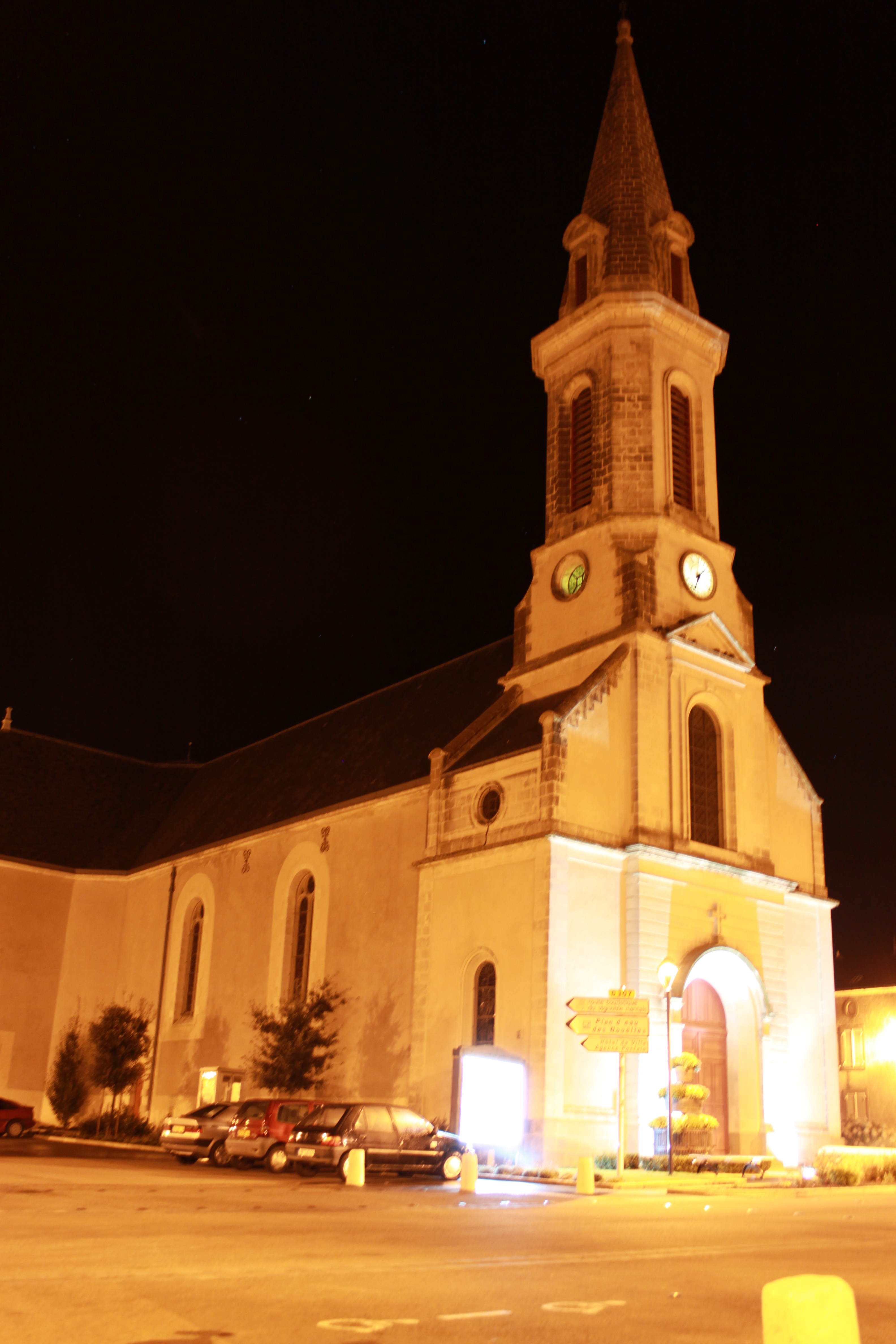
L'Immaculée Conception,
de nuit.

L'église du Landreau dépend de la paroisse Saint Barthelémy entre Loire et Divatte qui a trois presbytères situés au Loroux-Bottereau, Saint-Julien-de-Concelles et la Chapelle-Basse-Mer. La paroisse dépend du Diocèse de Nantes. La cure se trouve rue Adrien Berra.
Les offices sont assurés par le Père Rémy Crochu qui est aussi le curé de la paroisse Saint-Vincent-des-Vignes (La Chapelle-Heulin, Mouzillon, le Pallet, la Regrippière et Vallet).

### Vie associative
La commune compte de nombreuses associations, :
- Amicale Bouliste Landréenne[Asso 1] ;
- Amicale laïque[Asso 2] ;
- Association des Commerçants et Artisans du Landreau[Asso 3] (A.C.A.L.) ;
- Association Dynamique de Gymnastique d'Entretien[Asso 4] (A.D.G.E.) : gymnastique des aînés ;
- Association des Fondus du Vignoble Nantais[Asso 5] (A.F.V.N.) : course à pied, trail ;
- Association Landréenne LOisir Pêche[Asso 6] (ALLo Pêche) : club de pêche ;
- Atelier des Arts Décoratifs[Asso 7] (A.A.D.) : loisirs ;
- Association des Motards Landréens[Asso 8] (A.M.L.) ;
- Association des Parents d'Élèves de l'École Publique[Asso 9] (A.P.E.E.P. la Sarmentille) ;
- Association des Parents d'Élèves de l'enseignement Libre[Asso 10] (A.P.E.L. Sainte-Marie) ;
- Association des Viticulteurs ;
- Association pour le Maintien d'une Agriculture Paysanne[Asso 11],[Asso 12] (A.M.A.P. Landreau-Divatte) ;
- Bas-Briacé Animations Loisirs et Sports[Asso 13] (B.B.A.L.S.) : rassemblements, vide-greniers, handball, randonnées pédestres ;
- Comité des Fêtes[Asso 14] ;
- Compagnie Landréenne[Asso 15] : théâtre ;
- Escal'Loisirs[Asso 16] : centre de loisirs enfance et jeunesse ;
- Les Fous Roulants du Vignoble Nantais : club de motards ;
- Hip-Hop Kids and Fitness[Asso 17] : sport pour adultes, jeunes et enfants ;
- Landreau Loroux Olympique Sporting Club[Asso 18] (L.L.O.S.C.) : club de football ;
- La Landréenne[Asso 19] : société de chasse ;
- Lire au Landreau[Asso 20] : culture ;
- Lire et Créer pour Être : culture ;
- O.G.E.C. Sainte-Marie[Asso 21] ;
- Les Petites Souches Landréennes[Asso 22] : loisirs enfants ;
- Union des Aînés[Asso 23] : loisirs ;
- Union des Anciens Combattants[Asso 24] (U.N.C/A.F.N.) ;
- Union Sportive du Landreau[Asso 25] (U.S.L.) : basket, handball, omnisport, tennis de table, yoga ;

## Économie

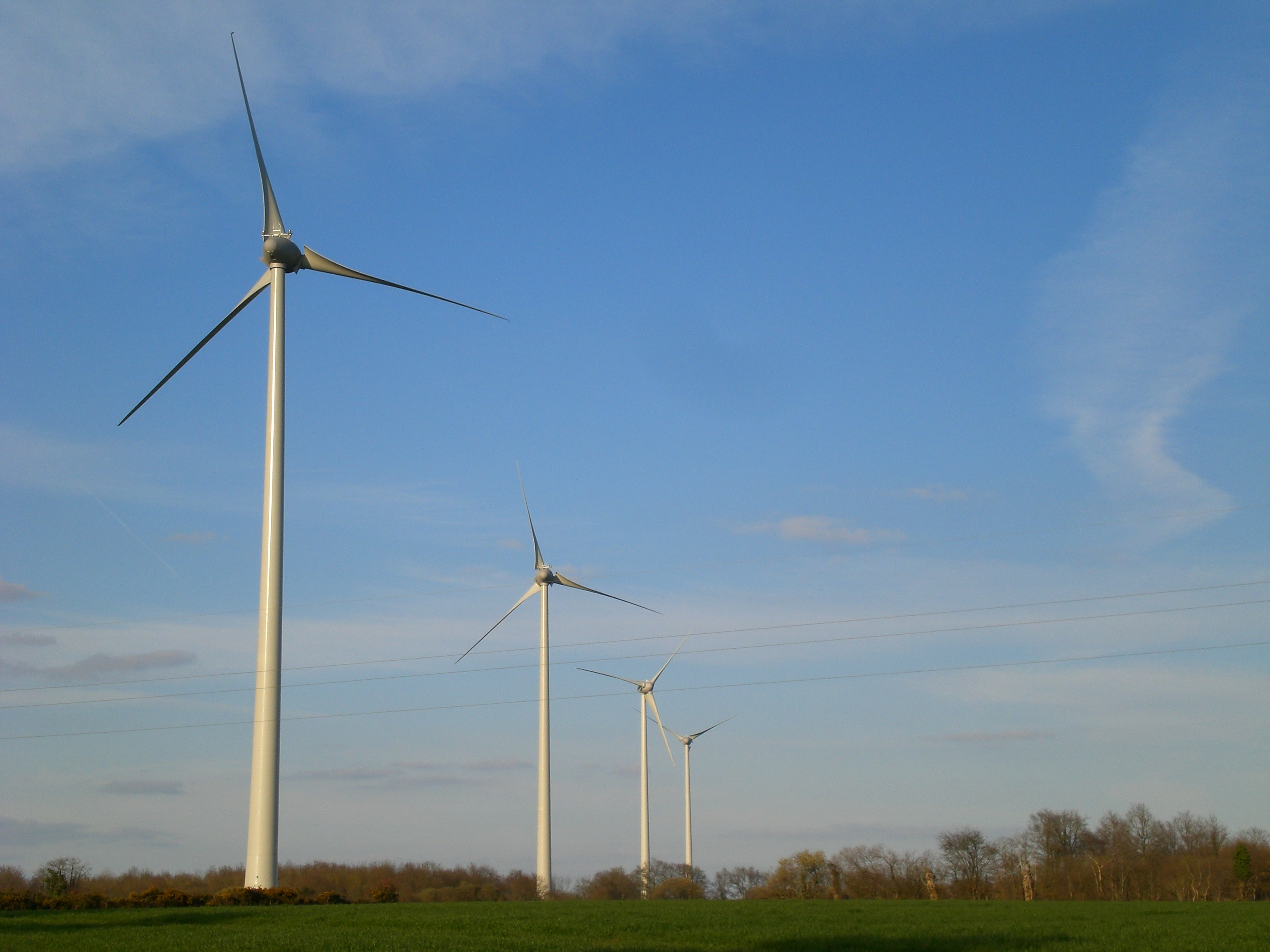
Parc éolien.

Partagé avec la commune de la Remaudière, un parc éolien, construit entre 2007 et 2008 sur le point culminant de la commune, à 98 m, nommé la Divatte. Il est pourvu de quatre éoliennes de 71 m de diamètre, de 2 300 kW chacune, équipées de groupes Enercon E-70 E4, développés par energie Team et sont la propriété de CNR.

### Revenus de la population et fiscalité
En 2011, 1 393 foyers fiscaux ont déclaré un revenu net total de 37 381 000 € ; 59,6 % de ces foyers sont imposables.

### Entreprises, commerces et artisanat
Le bourg est doté de plusieurs commerces : une boulangerie-pâtisserie, un bar-tabac-presse, un bar-restaurant, un boucher-charcutier-traiteur-alimentation générale, une pharmacie, deux garages automobile, trois salons de coiffure et une agence postale communale, accolée à la mairie.
La commune du Landreau est dotée de deux zones artisanales, la Bossardière (au sud), regroupant une douzaine d'entreprises, et le Hautbois (à  l'ouest), regroupant une demi-douzaine d'entreprises.
D'autres entreprises et artisans sont répartis sur le territoire de la commune (charcutier-traiteur, boulangerie-pâtisserie, bar-tabac).
Avant l'implantation des grandes-surfaces dans les environs, les commerces étaient nombreux et variés.

### Viticulture et agriculture

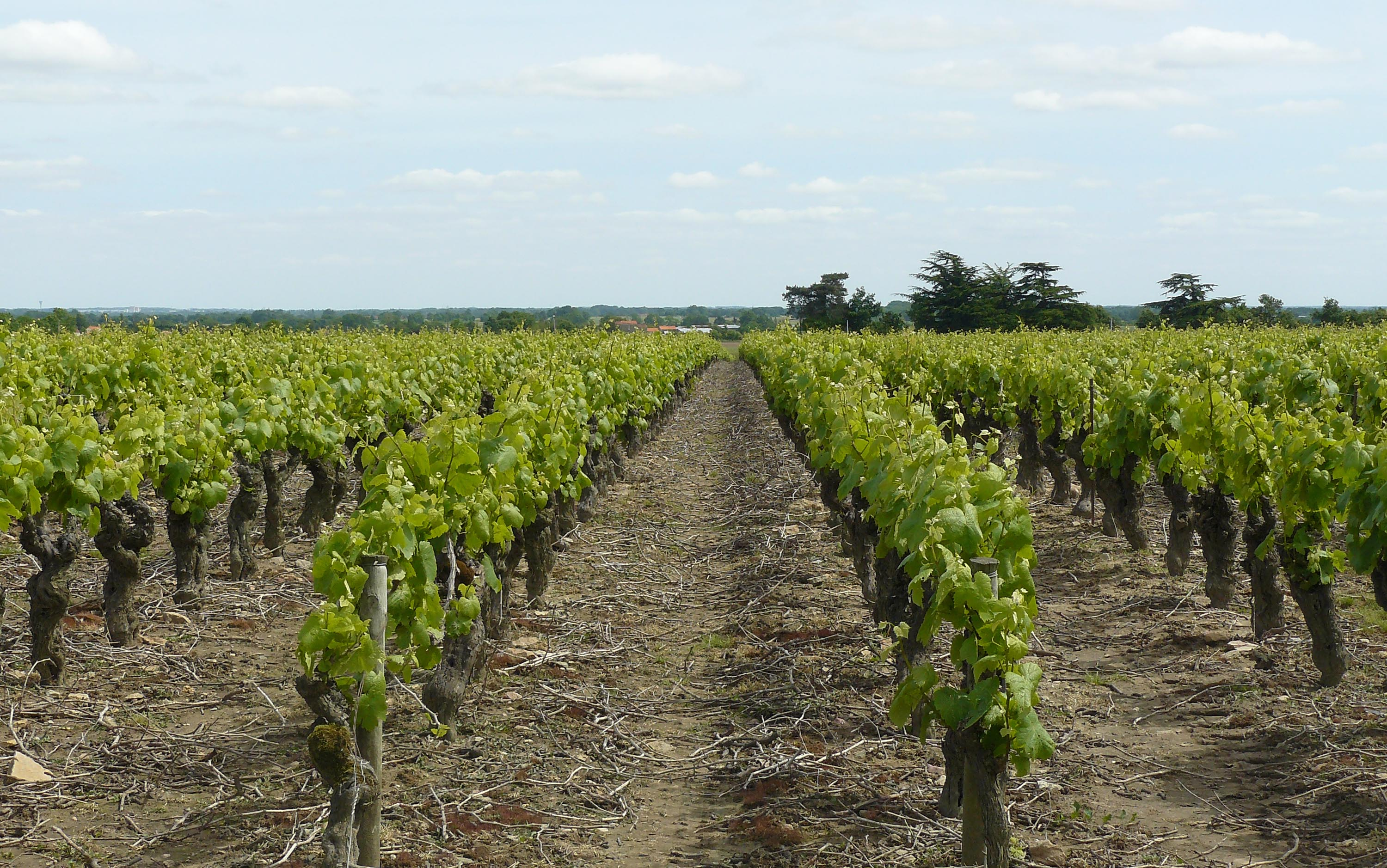
Une parcelle de Muscadet.

#### Viticulture
Environ, 70 vignerons, dont plusieurs domaines, sont implantés au Landreau.
La production est majoritairement du Muscadet (AOC et Sèvre-et-Maine), mais aussi du Gros-plant, du Cabernet, du Chardonnay et du Gamay. Pour élargir leurs gammes, certains d'entre eux se sont tournés vers la méthode traditionnelle ainsi que la culture biologique.

#### Agriculture
Trois agriculteurs sont implantés sur la commune dont deux pratiquent l'élevage bovin.

## Culture locale et patrimoine

### Lieux et monuments
La commune du Landreau ne recense aucun monument historique.

#### Patrimoine religieux

Statuaire
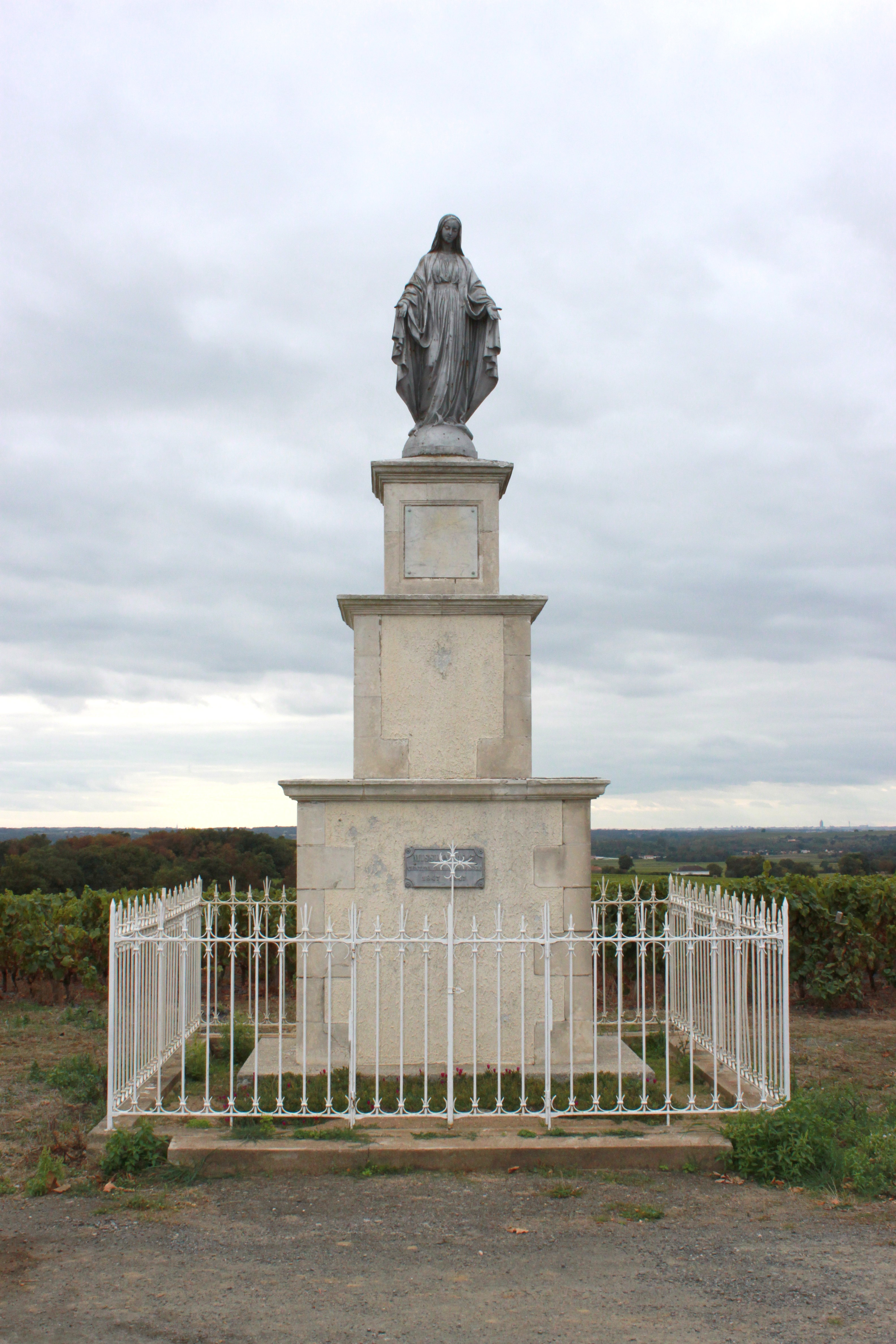
Cossardières.
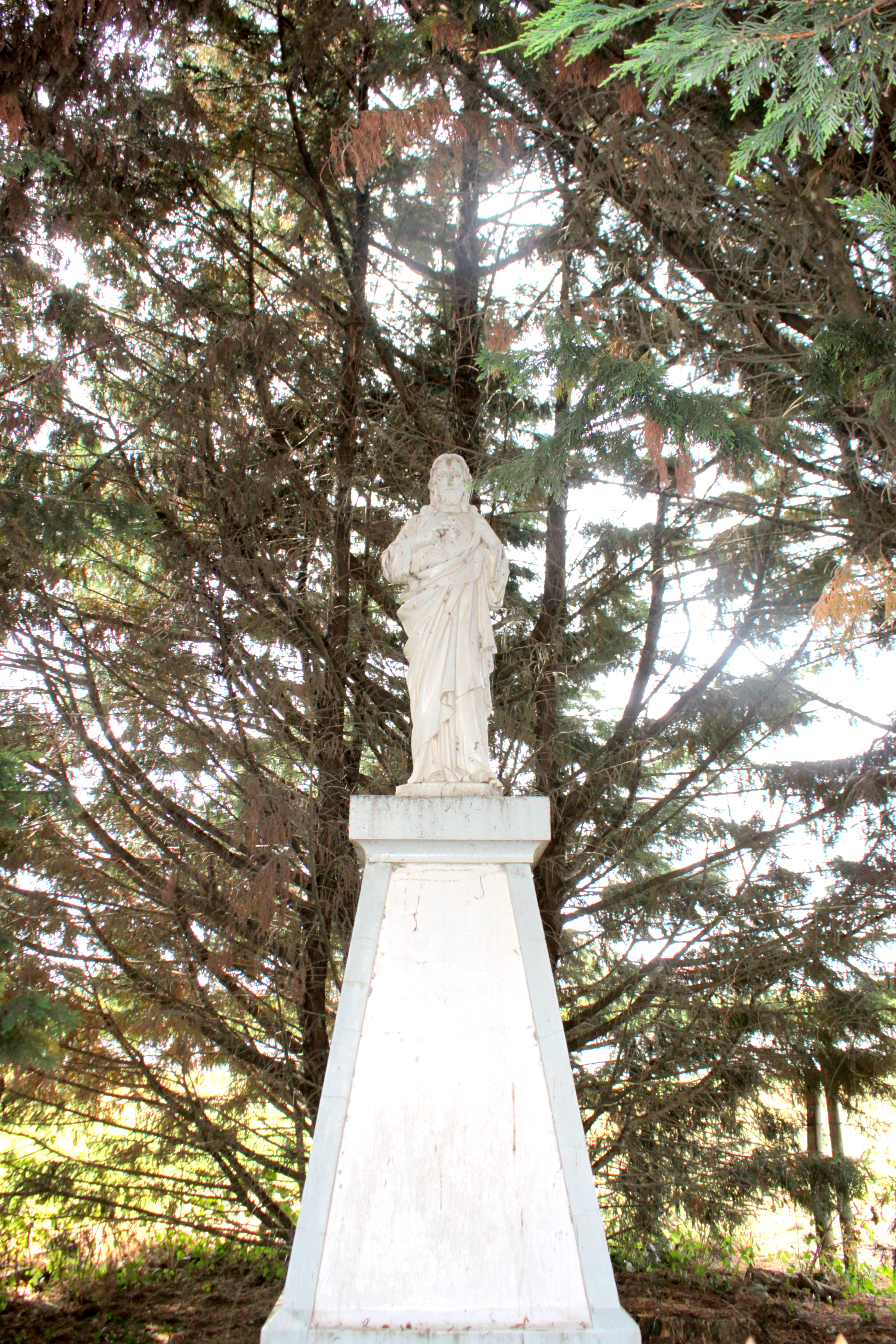
Grange.
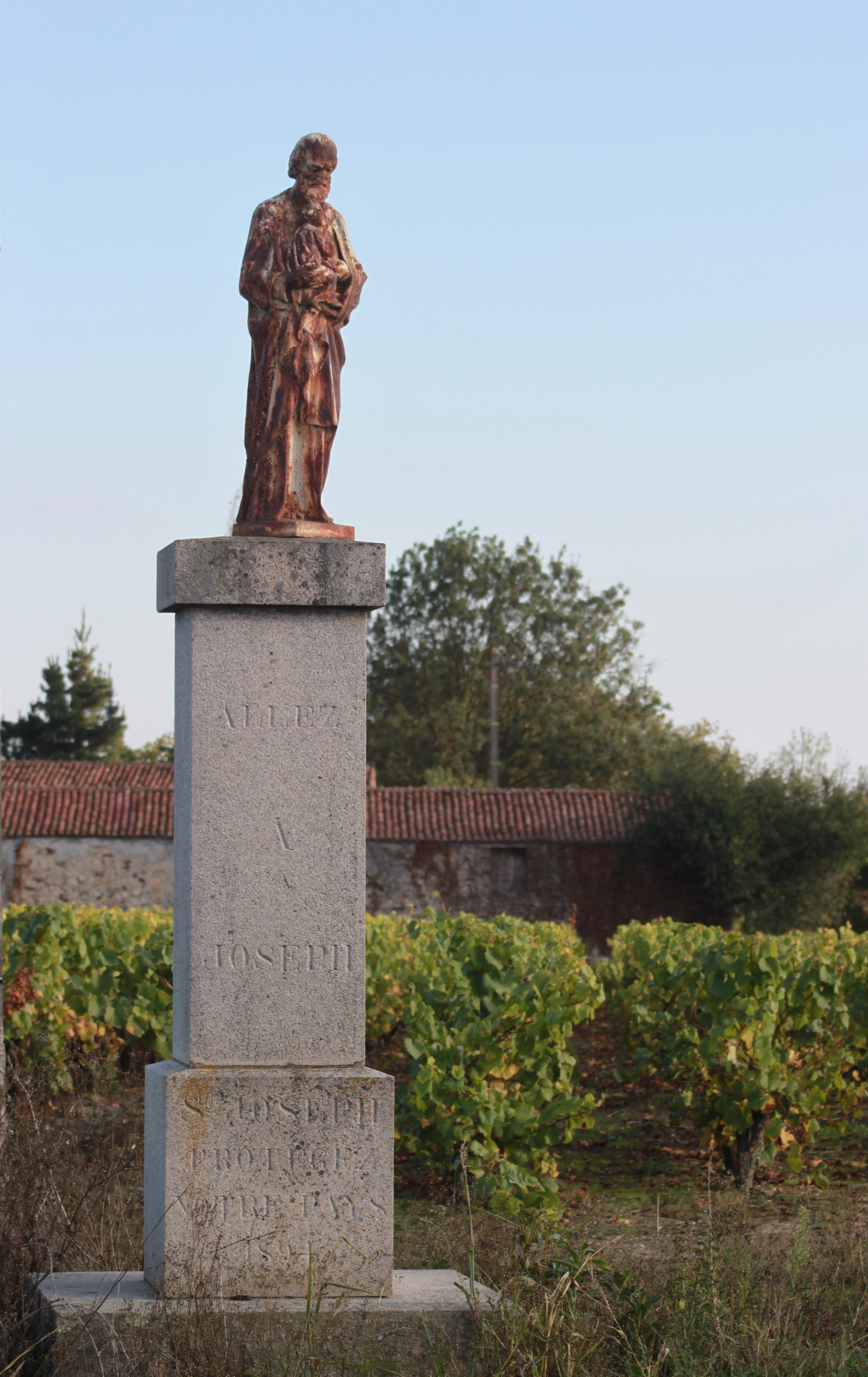
Gauterie.
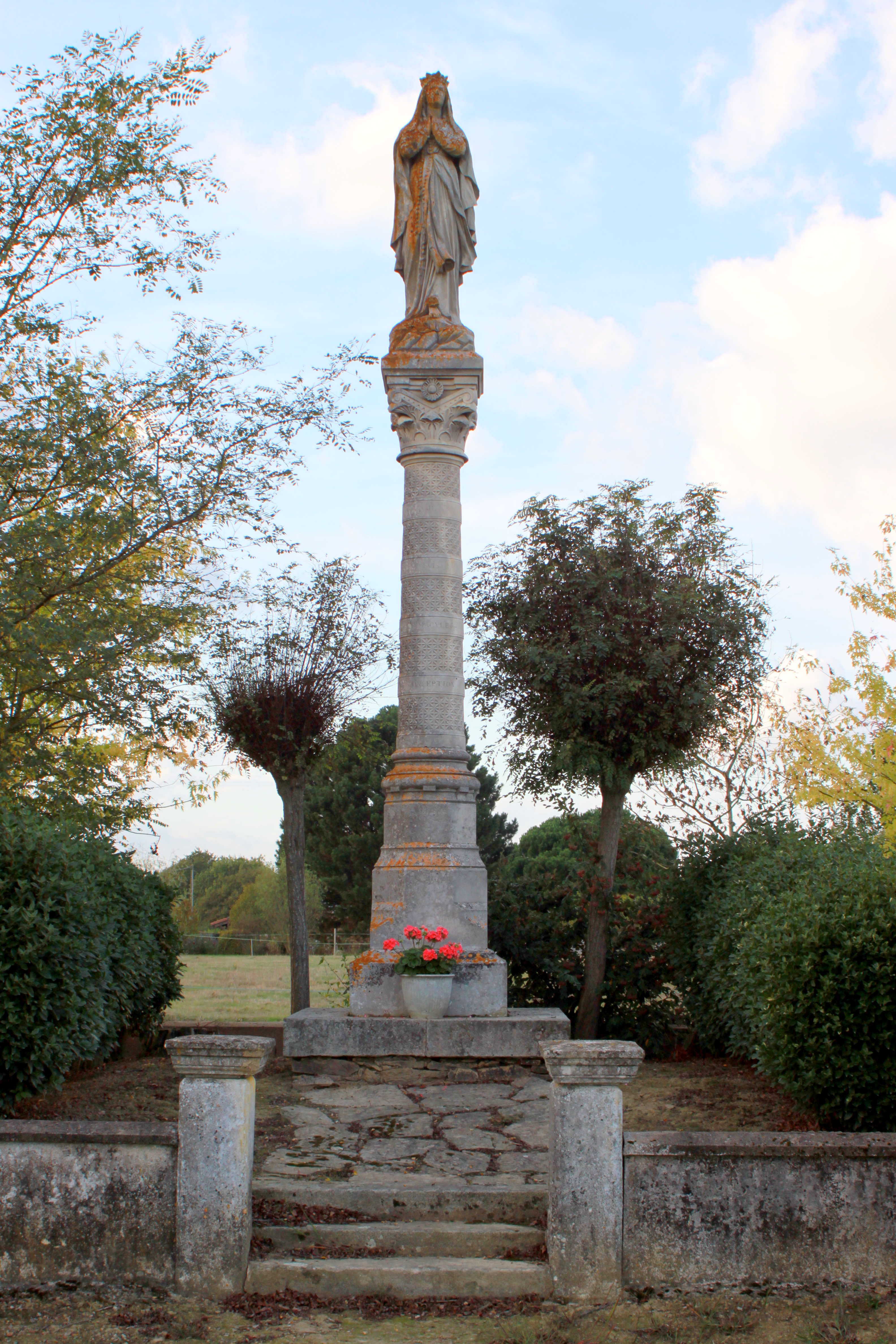
Rinière.

La commune ne compte qu'un seul lieu de culte actif, l'église de l'Immaculée-Conception, construite de 1845 à 1848. La chapelle de Beauchêne est la chapelle privée du château et la chapelle de la Basse-Poëze, qui datait du XVIIe siècle, a été détruite puis remplacée par une simple croix de bois en 1996.
Le petit patrimoine religieux est représenté par seize croix, aux lieux-dits : lʼArmaisse, Bas-Briacé (deux croix : l'une, dite Croix André Ripoche, élevée par le père de Montfort, vers 1710 ; l'autre, fabriquée en 1994, pour le bicentenaire de la mort de Ripoche, à 50 m de la première), la Basse-Poëze (1996, In Mem. chapelle du XVIIe siècle), la Blissière, la Bretonnière, la Brunetterie, le Clos-des-Barres, la Croix-de-Bouteilles, la Haute-Monnerie, la Petite-Giraudière, le Pré-Rouge (In Mem. fusillés de 1944), la Robine, la Renouère, les Rongères et en haut de la rue Saint-Vincent ; une statue du Sacré-Cœur est érigée à la Grange ; deux statues de la Vierge, à la Rinière, élevée par Mlle Marie Aubert en 1878, et aux Cossardières, datant du cinquantenaire de la paroisse, en 1897 ; une statue de saint Joseph, à la Gauterie, datant de 1894, portant l'inscription « Allez à Joseph. Saint Joseph, protégez notre pays. ».

Croix
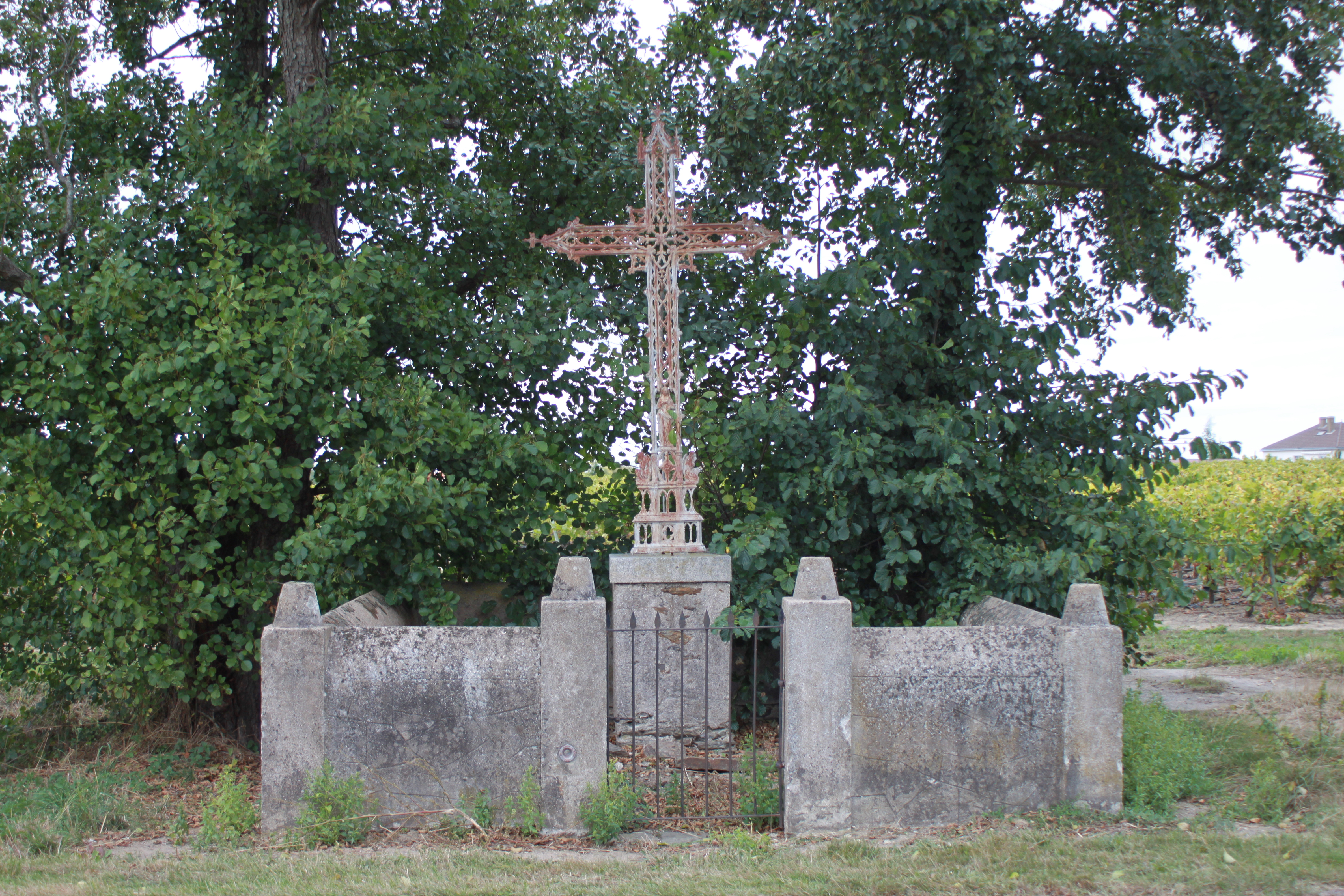
Armaisse.
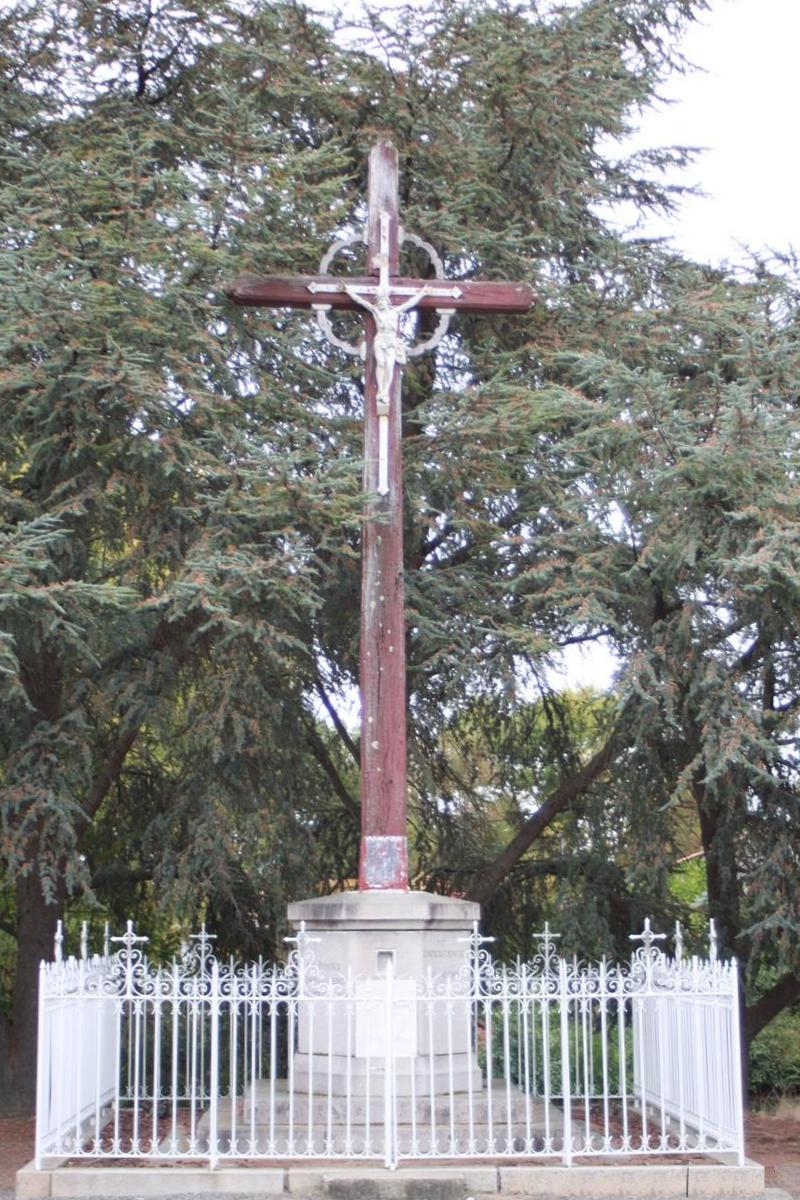
Bas-Briacé.
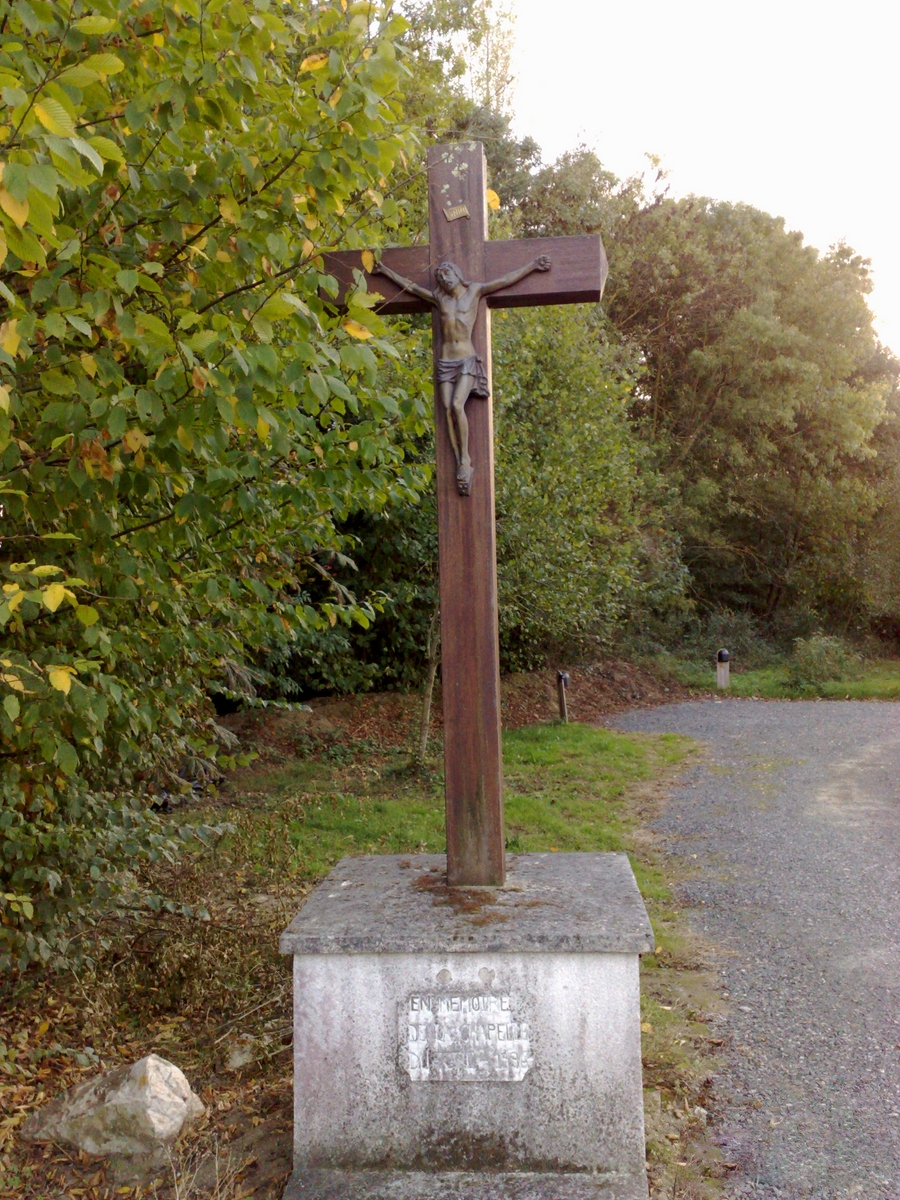
Basse-Poëze.
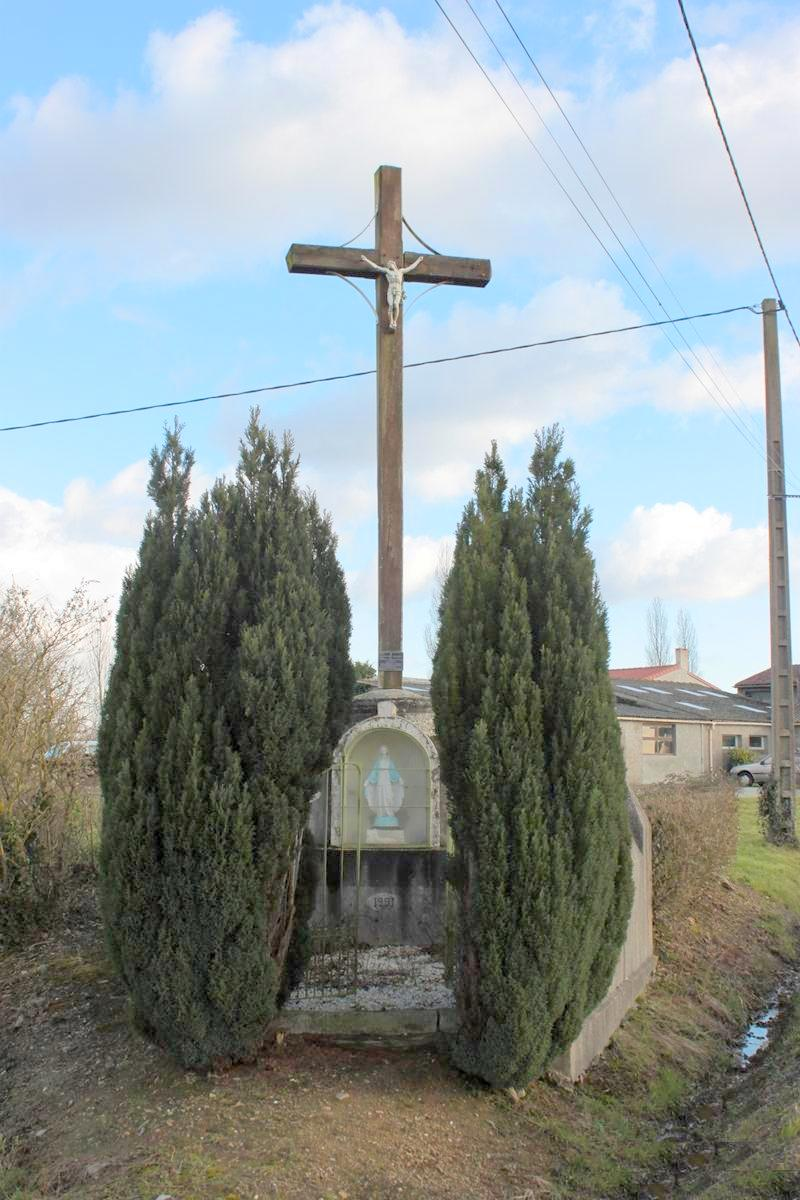
Blissière.
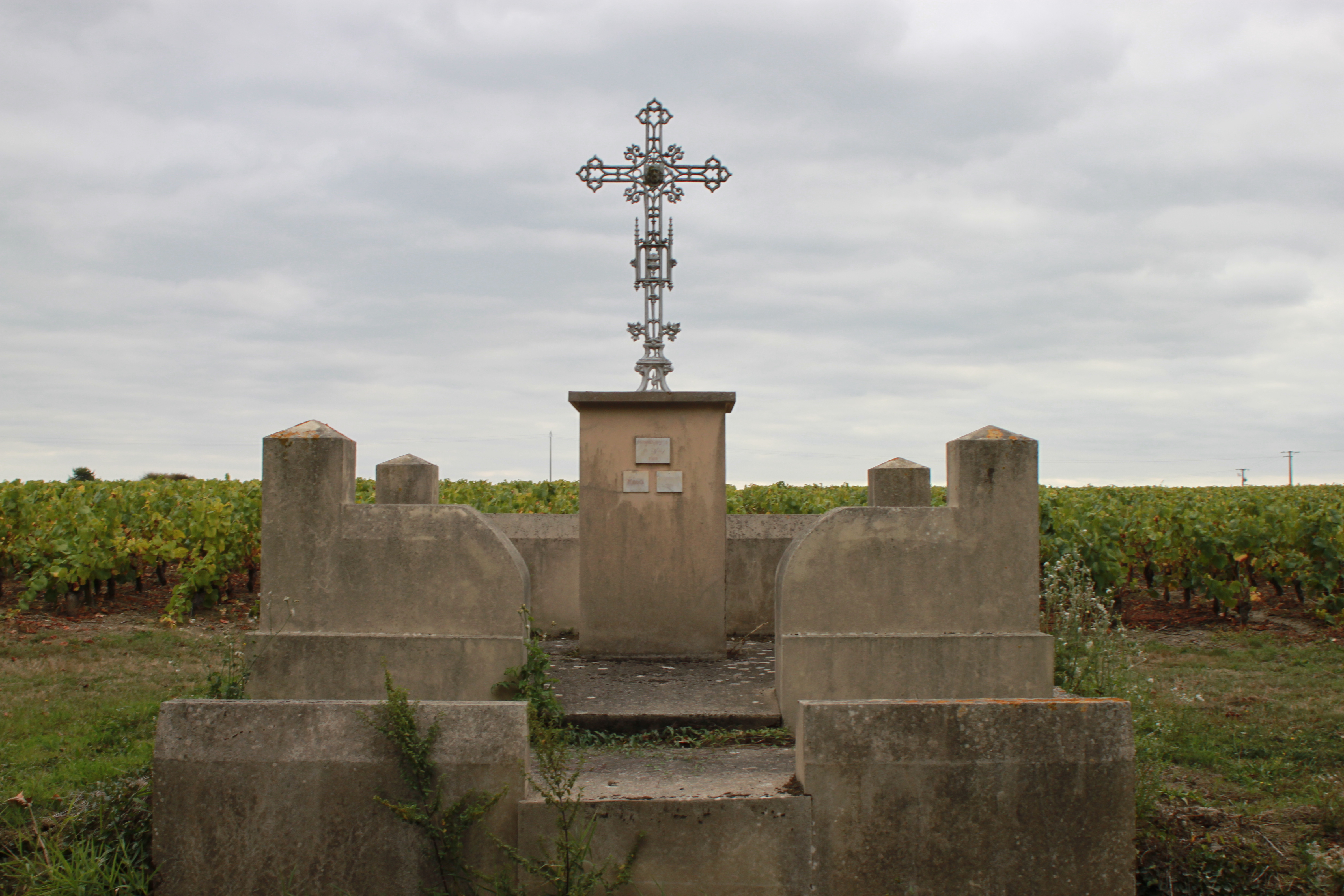
Bretonnière.
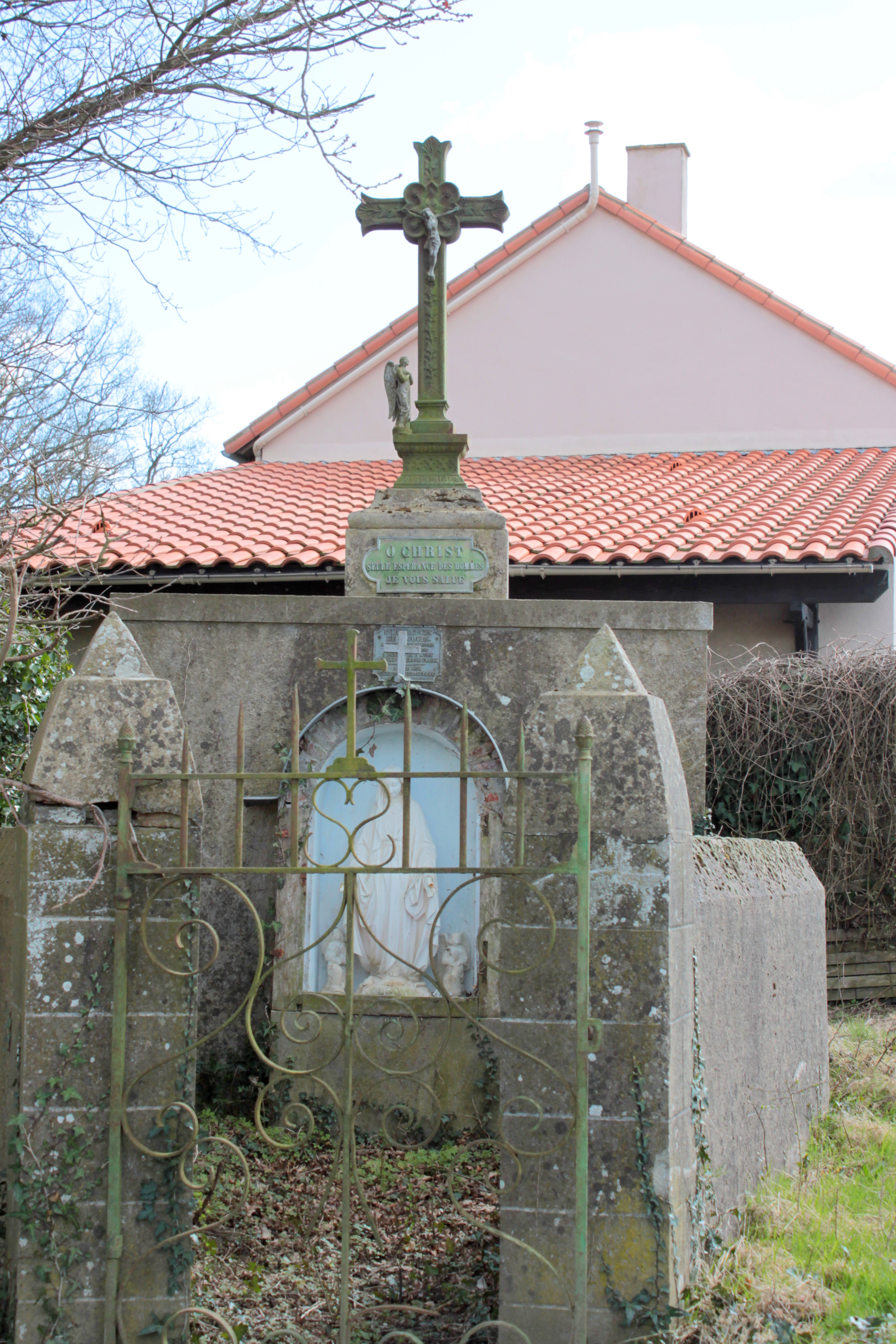
Brunetterie.
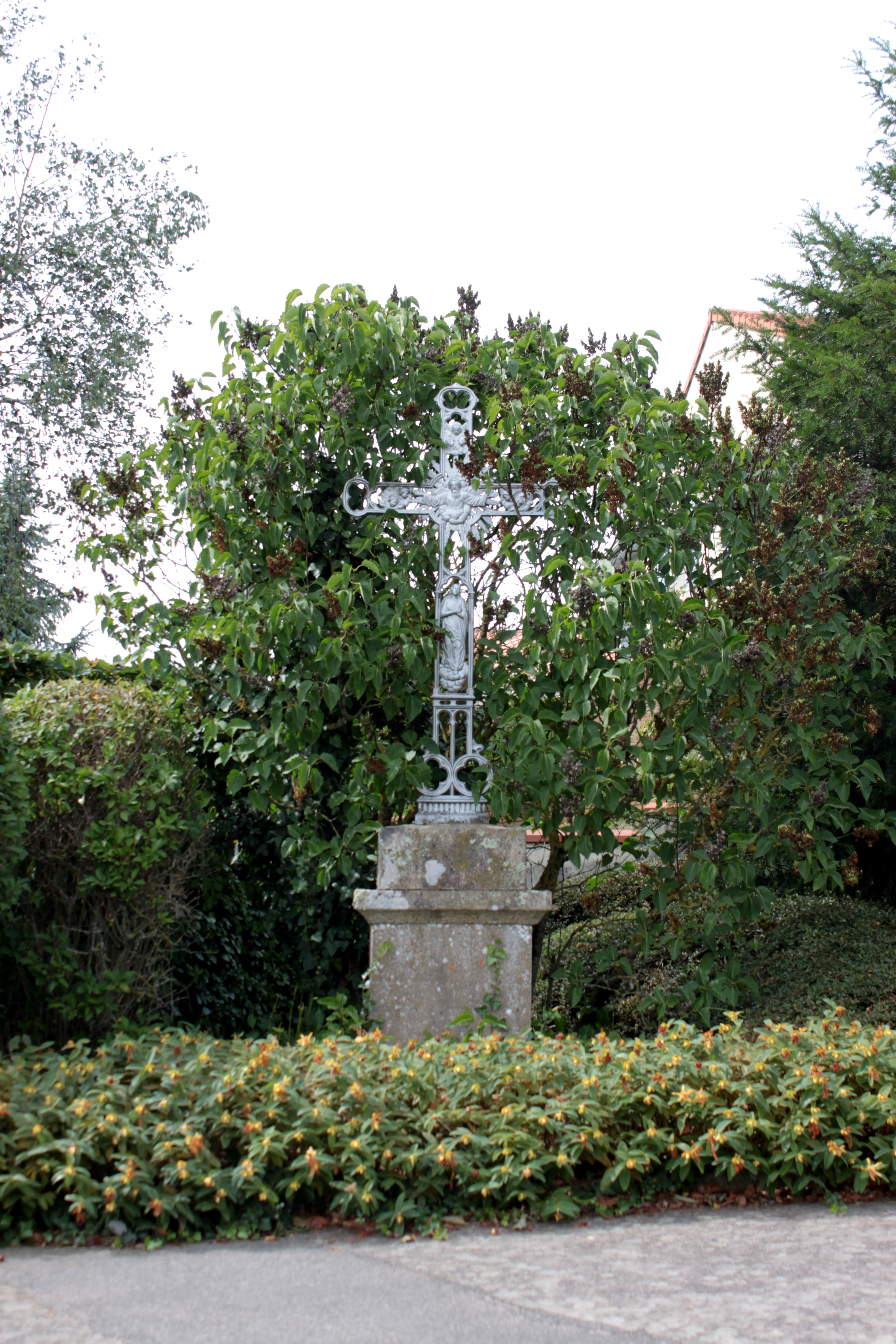
Clos-des-Barres.
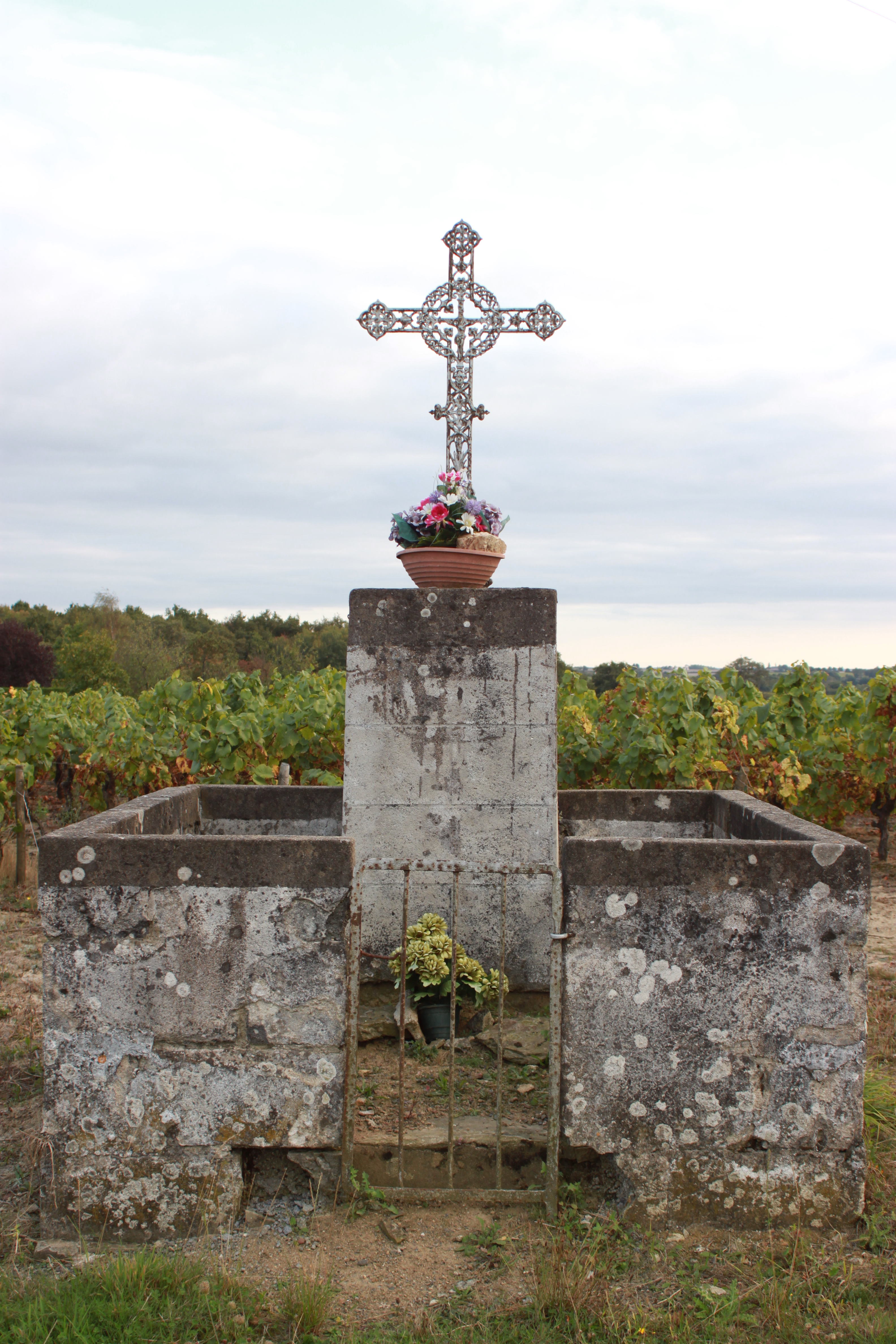
Croix-de-Bouteilles.
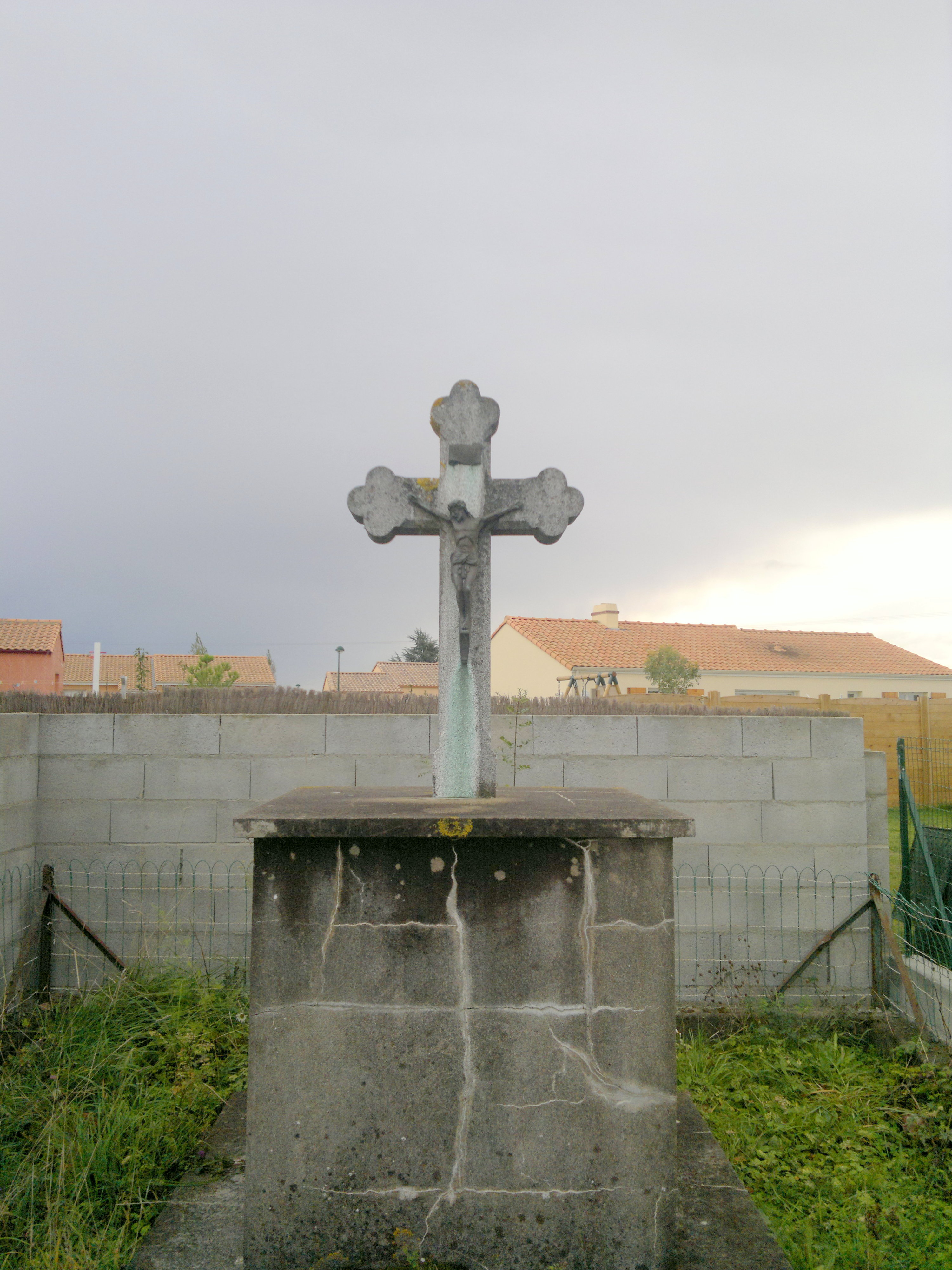
Haute-Monnerie.
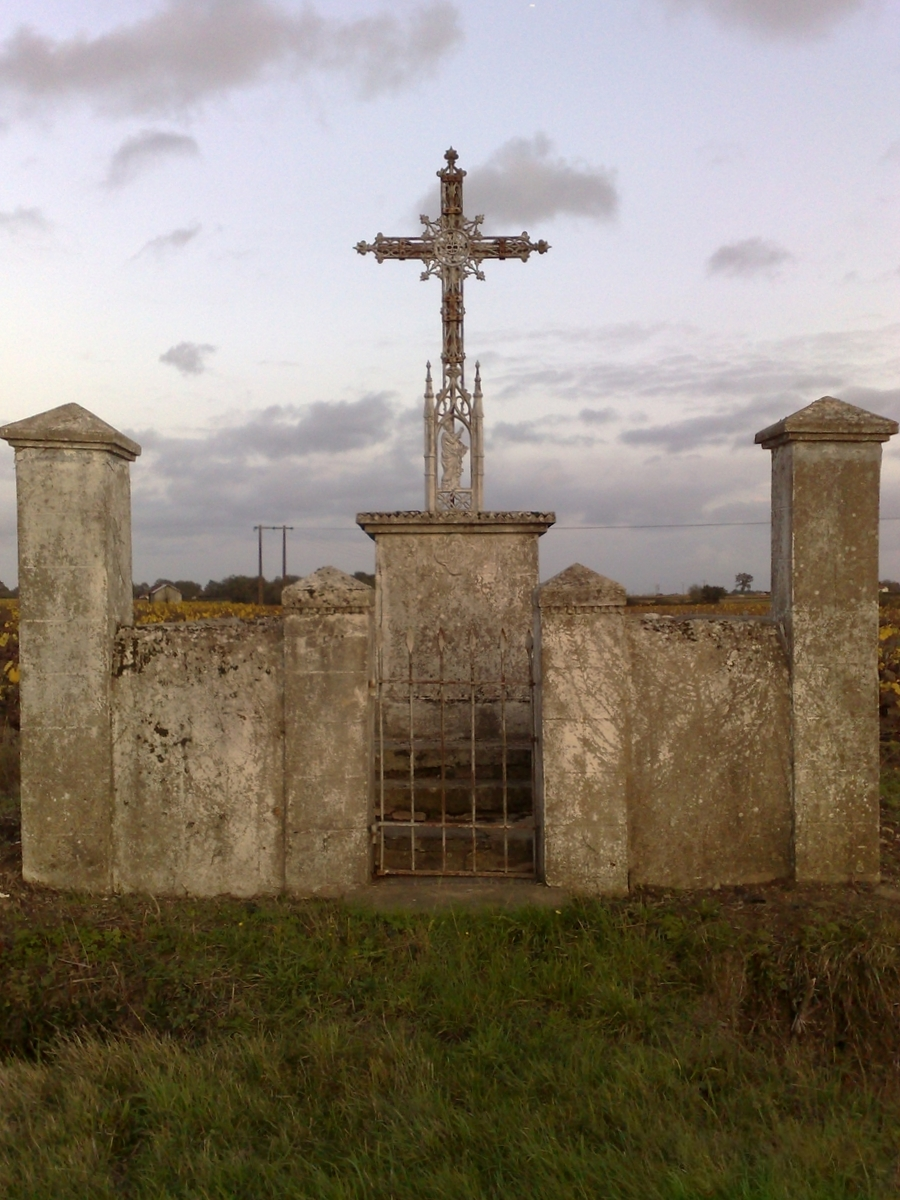
Petite-Giraudière.
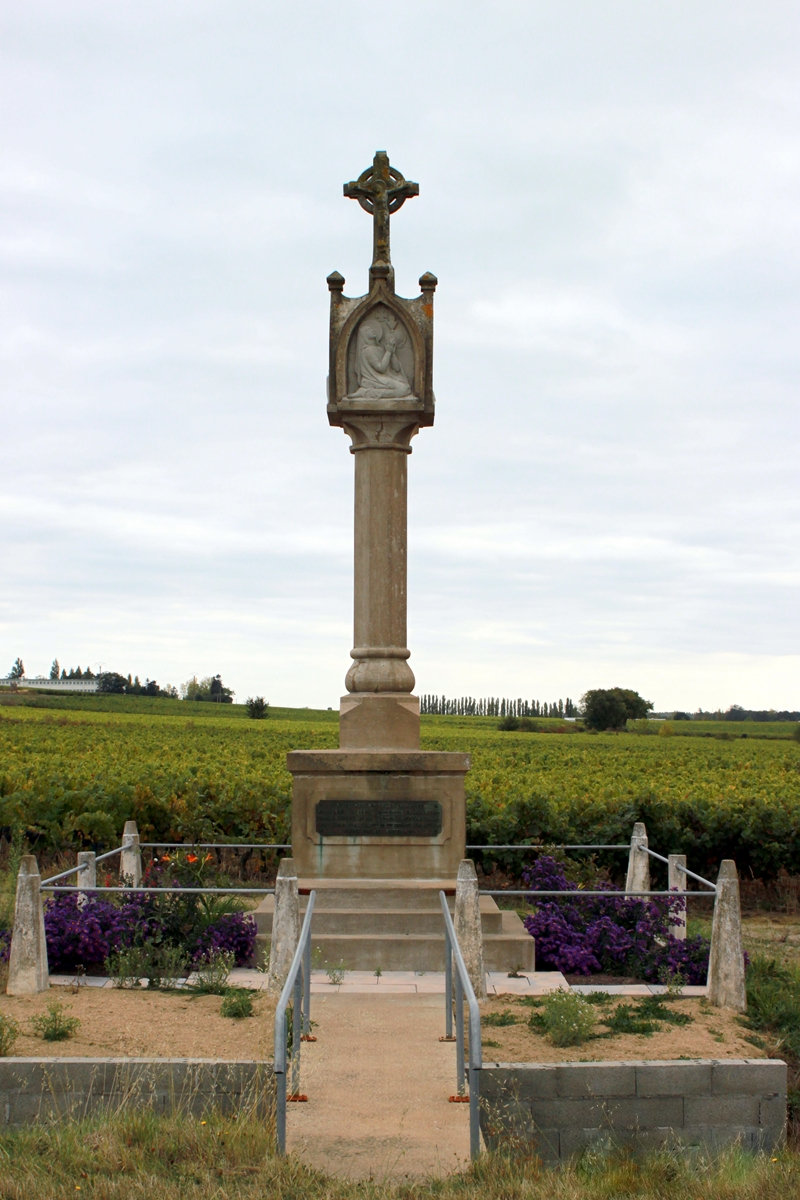
Pré-Rouge.
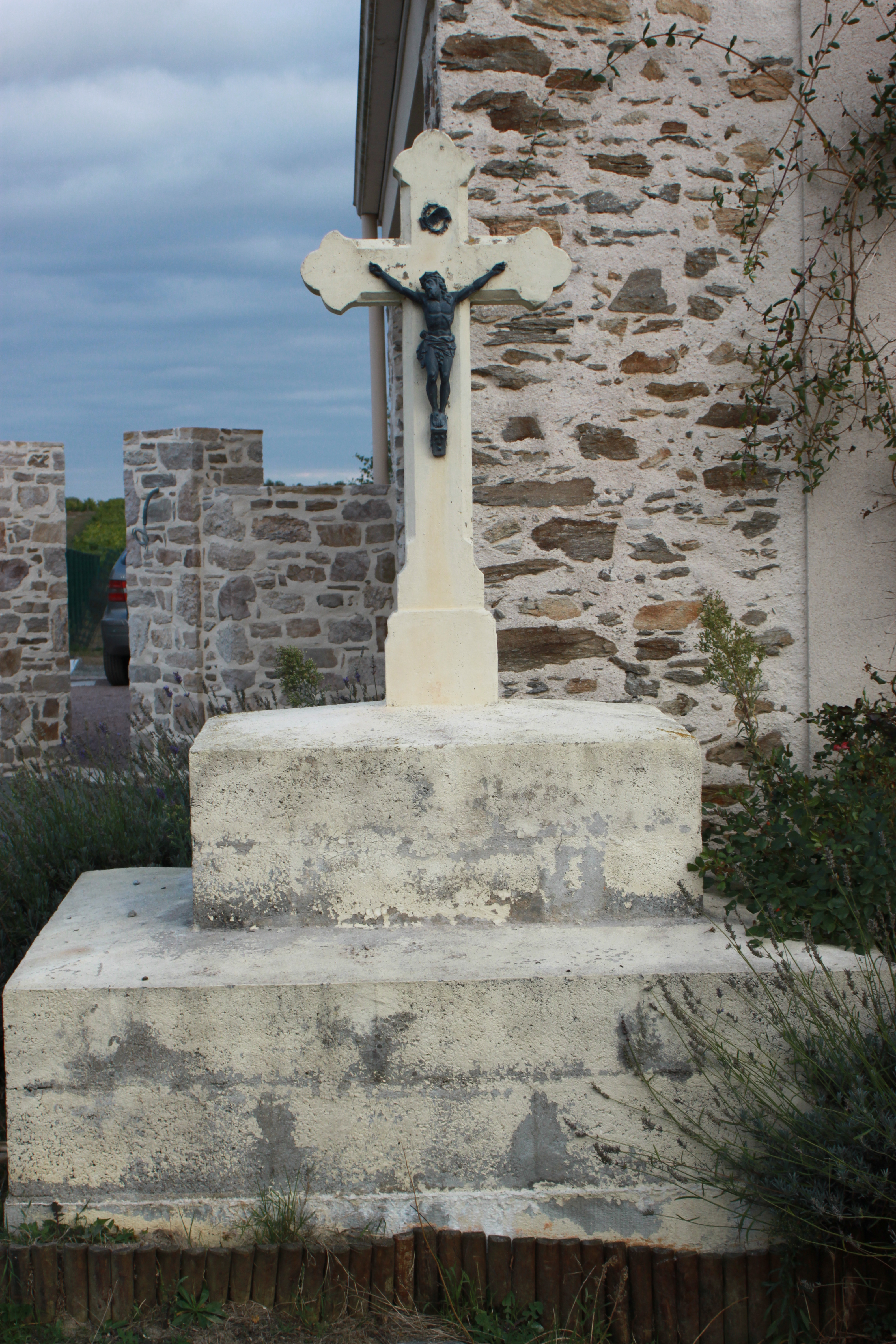
Renouère.
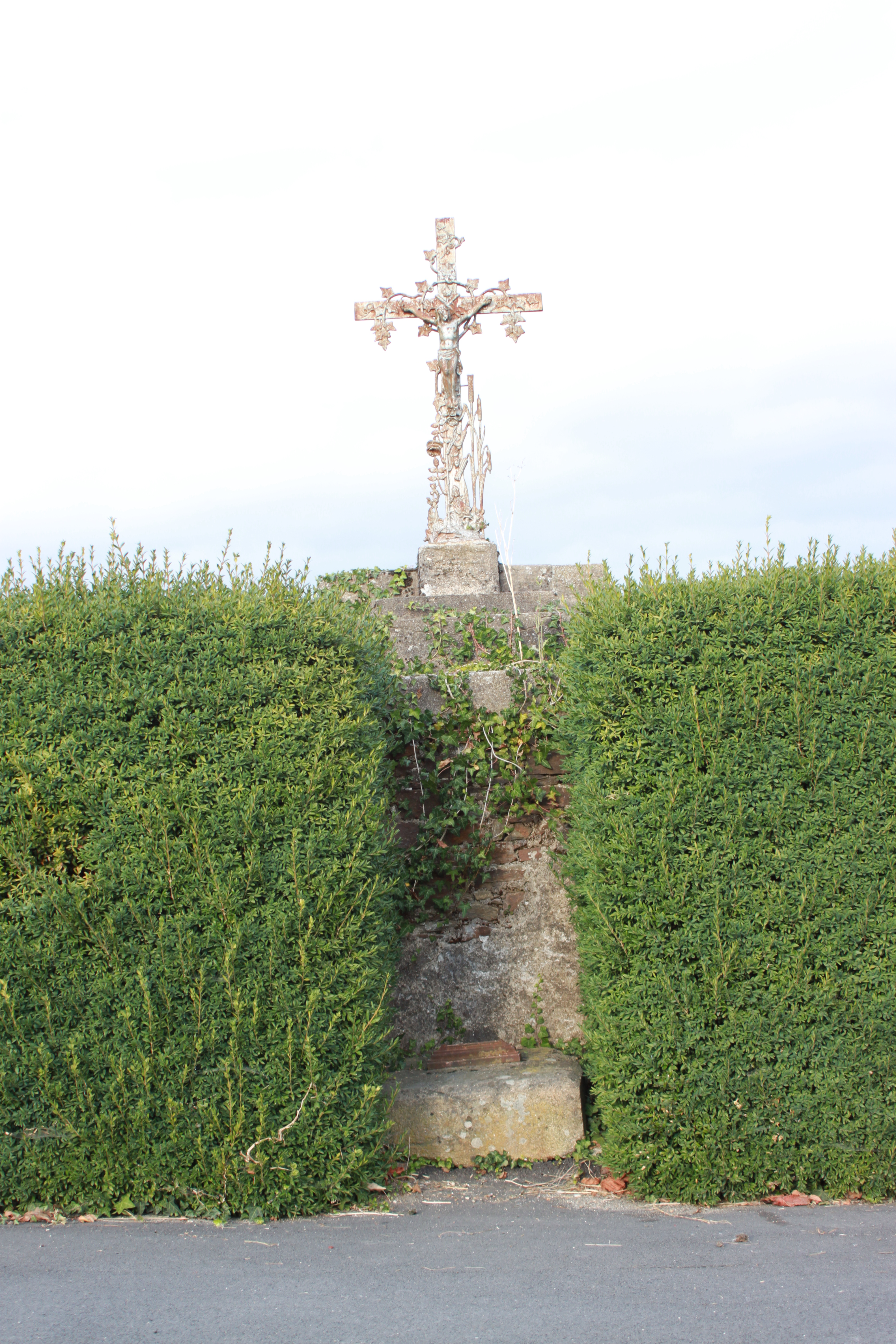
Robine.
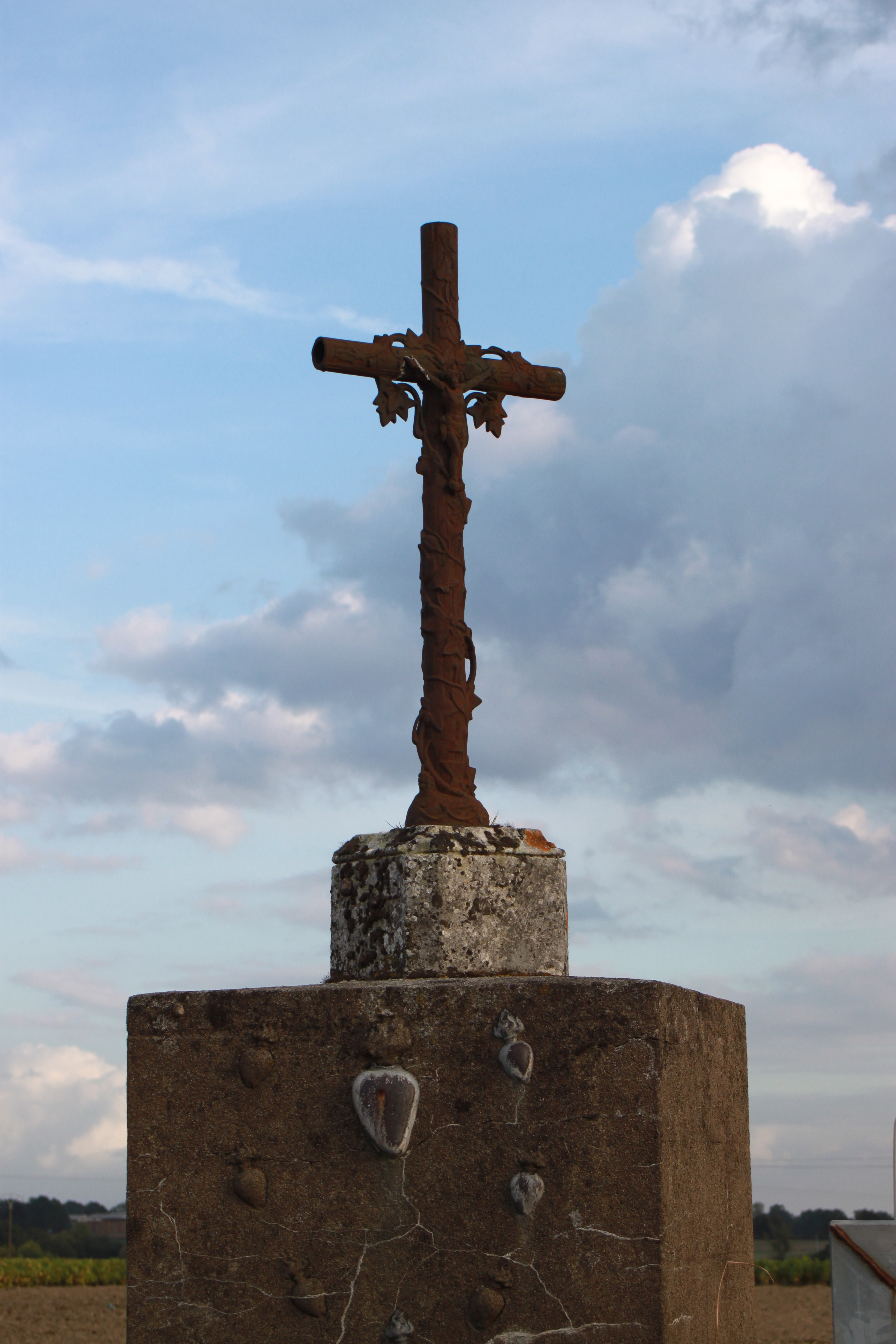
Rongères.
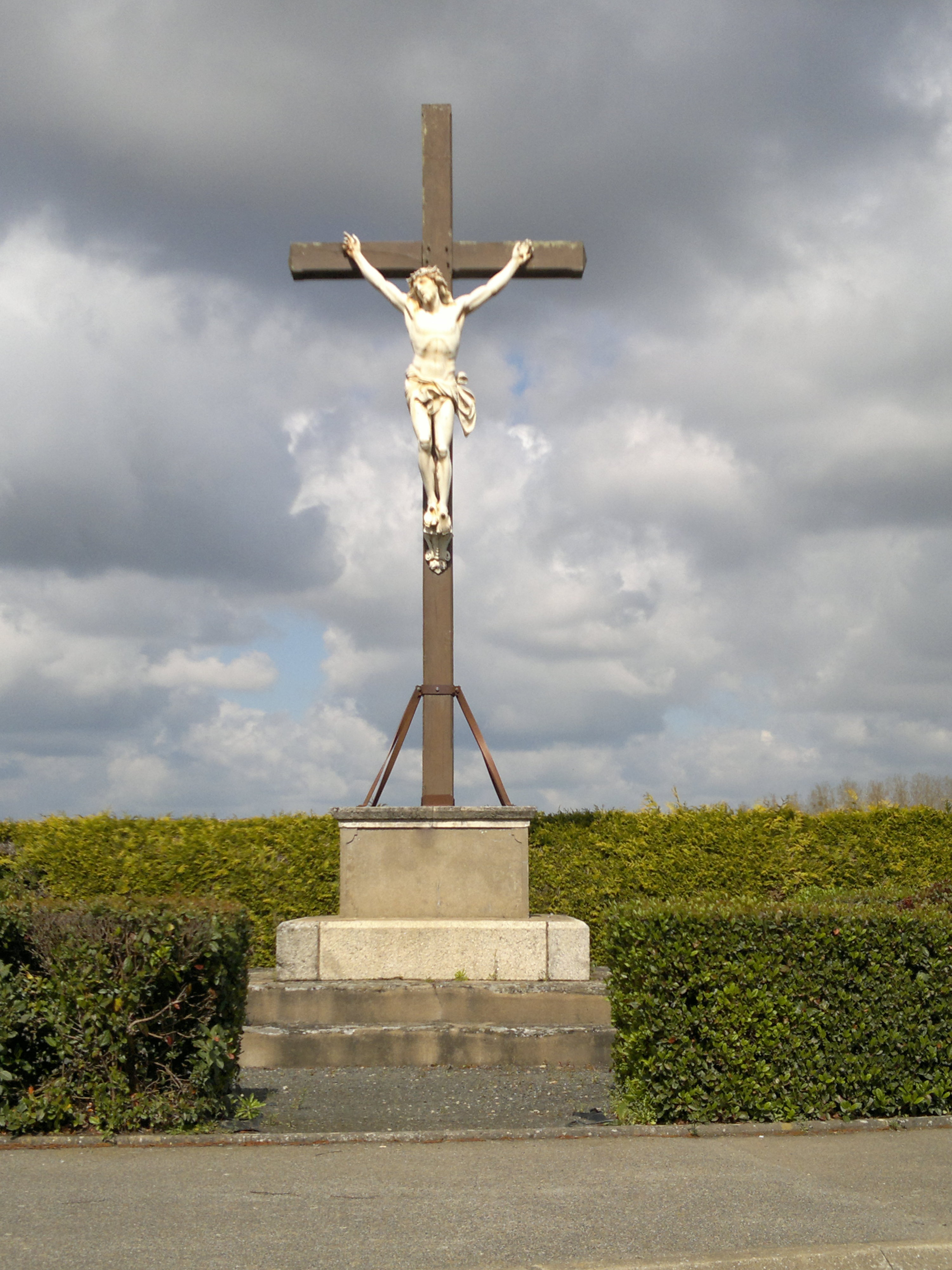
Rue Saint-Vincent.

- Statuaire
- Cossardières.
- Grange.
- Gauterie.
- Rinière.

#### Patrimoine civil
Le patrimoine civil est constitué de quelques châteaux et manoirs.
- Le château de Briacé, appartenant aux Frères de Saint-Gabriel, date des XVe et XIXe siècles ; des bâtiments annexes abritent les chais du centre de formation professionnelle et le lycée est construit au milieu des années 1970 ;
- Le château de Beauchêne, datant du XIXe siècle, construit dans le style clissonnais (inspiration italienne importée par le sculpteur François-Frédéric Lemot), remplace un bâtiment plus ancien, détruit pendant la Révolution dont subsistent douves et murs d'enceinte sud et ouest, crénelés ;
- Le château du Jaunay ;
- Le manoir de Racapé ;
- Le manoir de la Tour-Gasselin ;
- La ferme de la Pilotière, XIXe siècle (style clissonnais) ;
- L'ancien moulin à eau de Beauchêne, mentionné sur le cadastre de 1809, aménagé en habitation, avait la particularité d'être équipé d'une roue horizontale, aujourd'hui, disparue ;
- Les moulins à vent de Beauchêne (réhabilité en habitation), de Berra, des Brosses, des Cossardières et de Goulaine ;
- Le pont de Beauchêne, dont il ne subsiste que deux arches, reliait le château au bourg via le pont de son moulin à eau ;
- Un pressoir « longs-fûts », de 1820, marque l'entrée du lieu-dit Racapé.

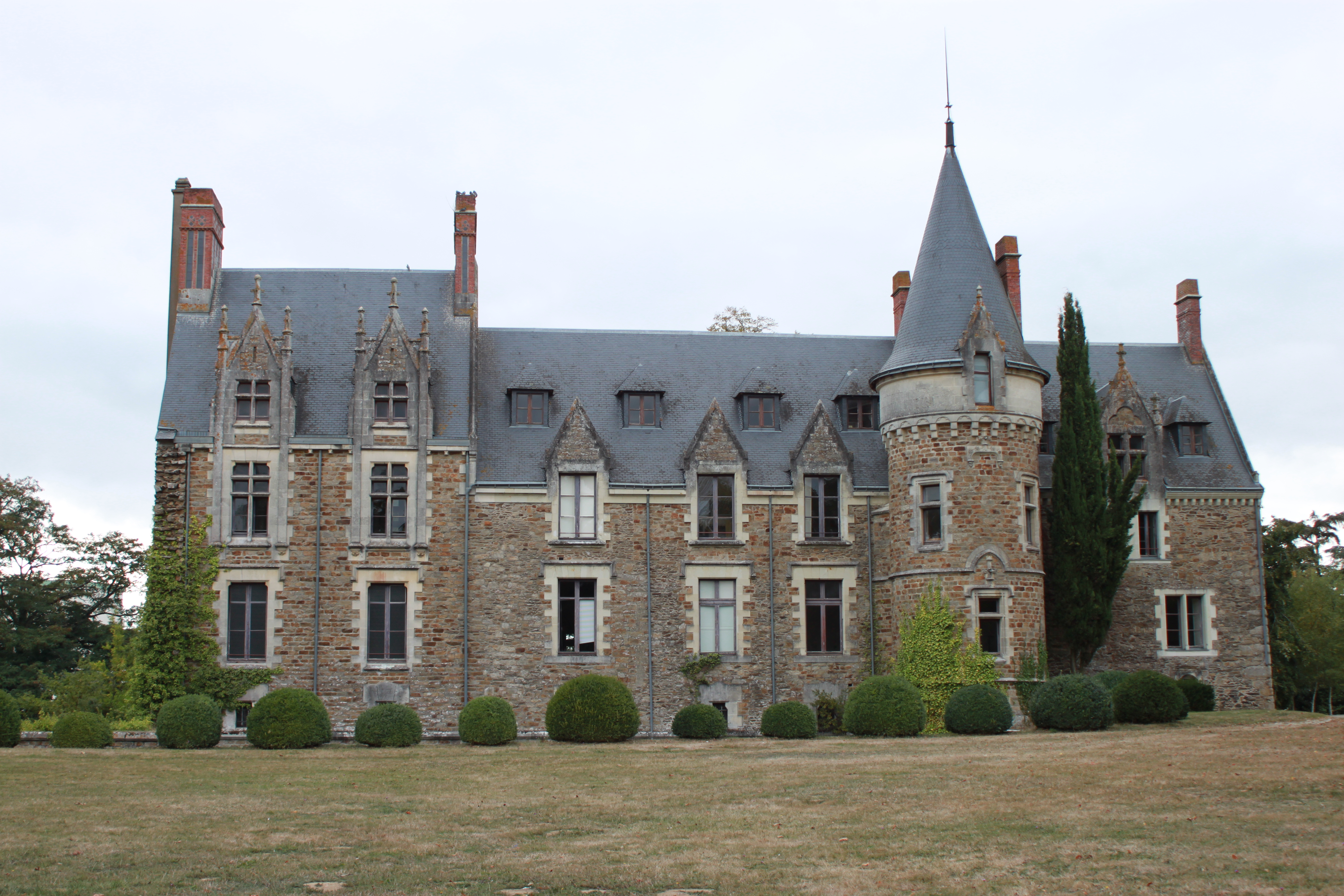
Château de Briacé, façade est.
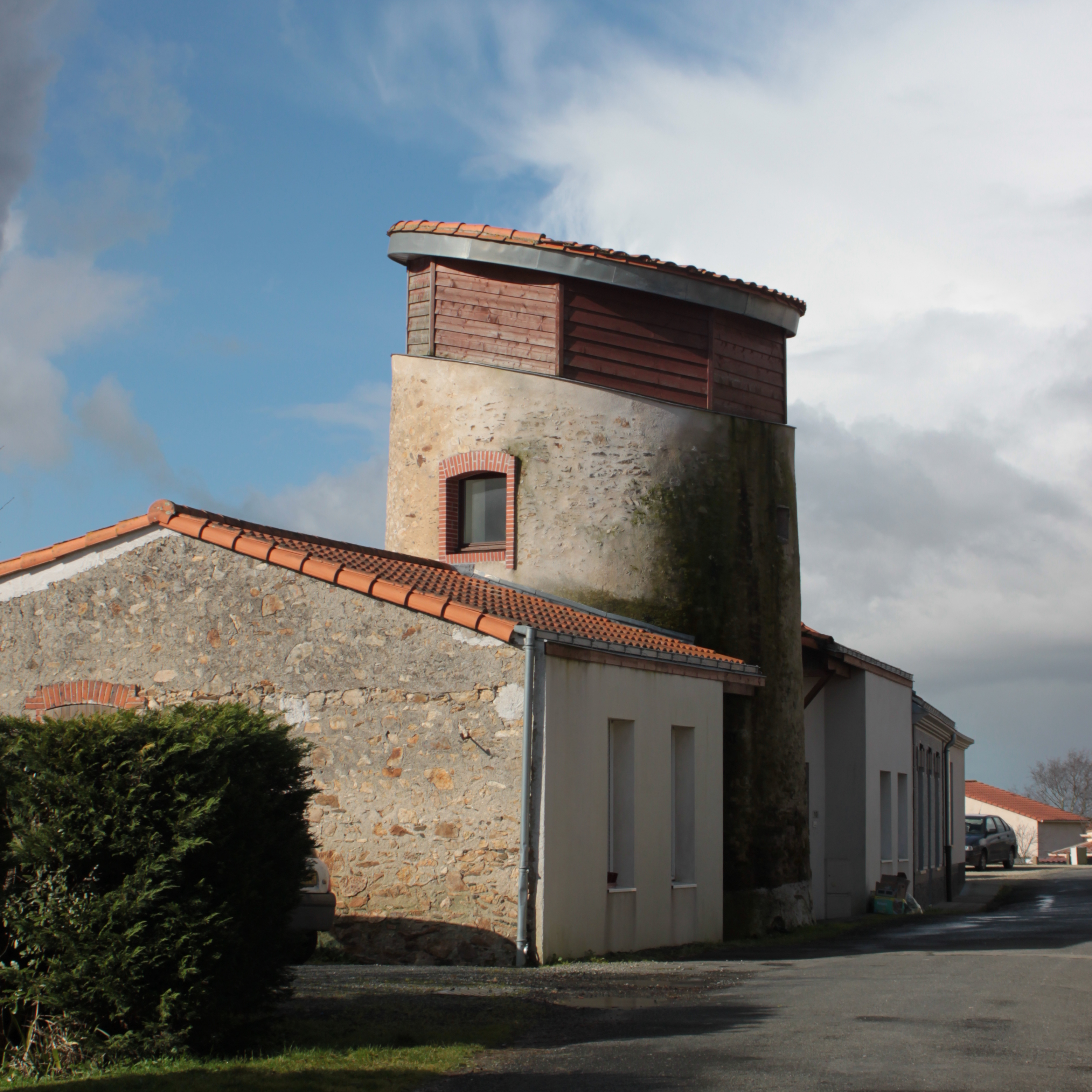
Moulin Beauchêne.
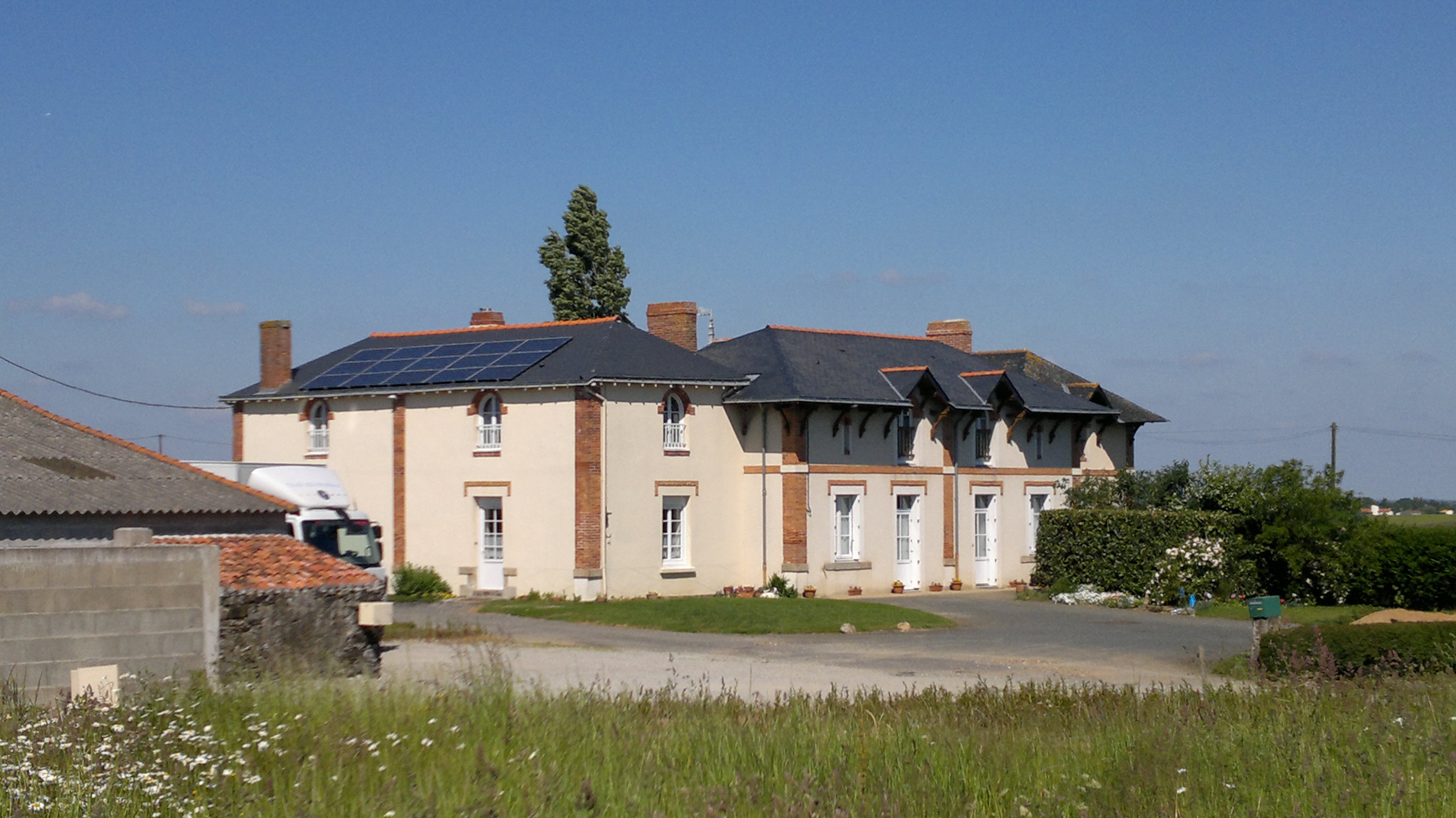
Ferme de la Pilotière.
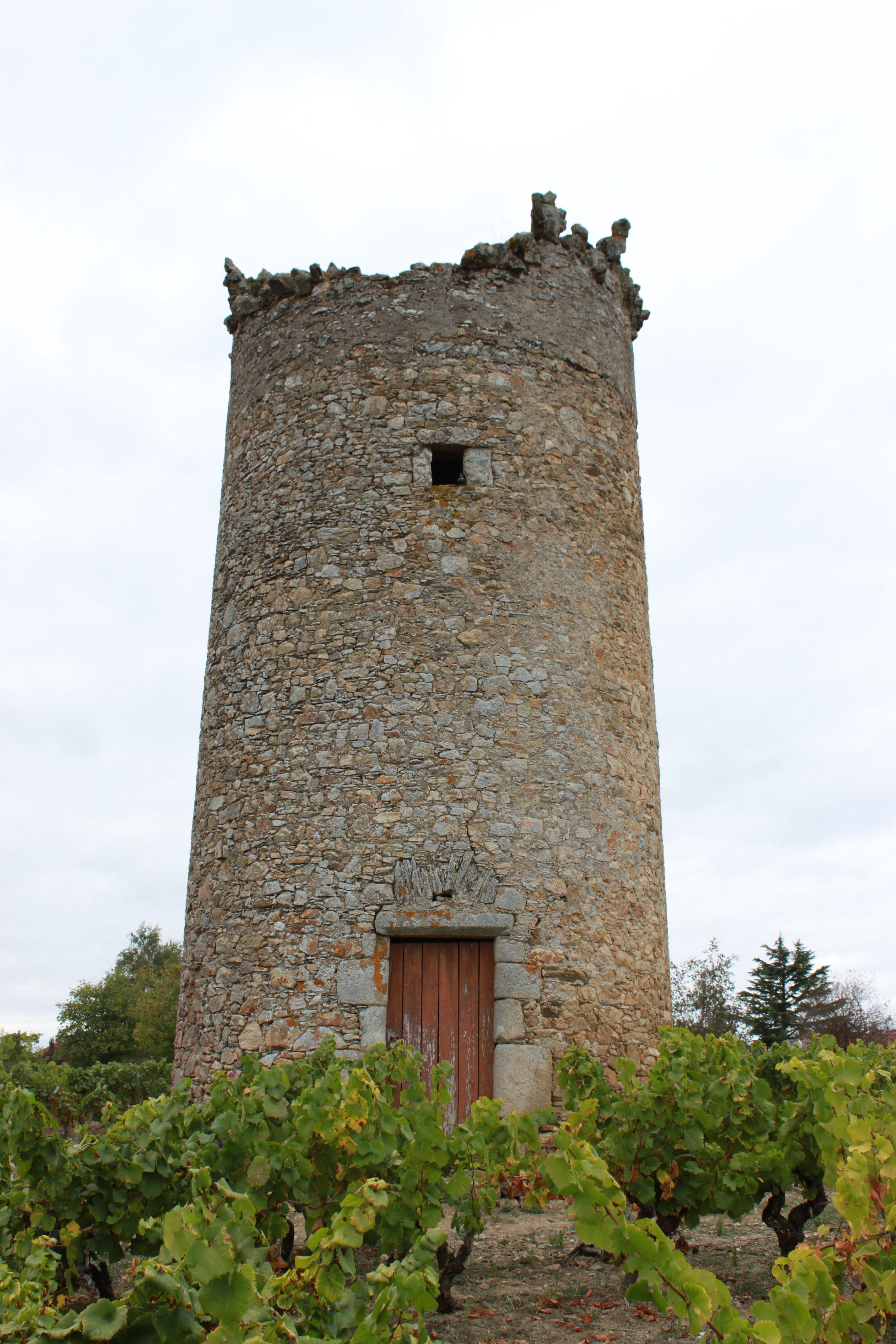
Moulin à vent des Cossardières.
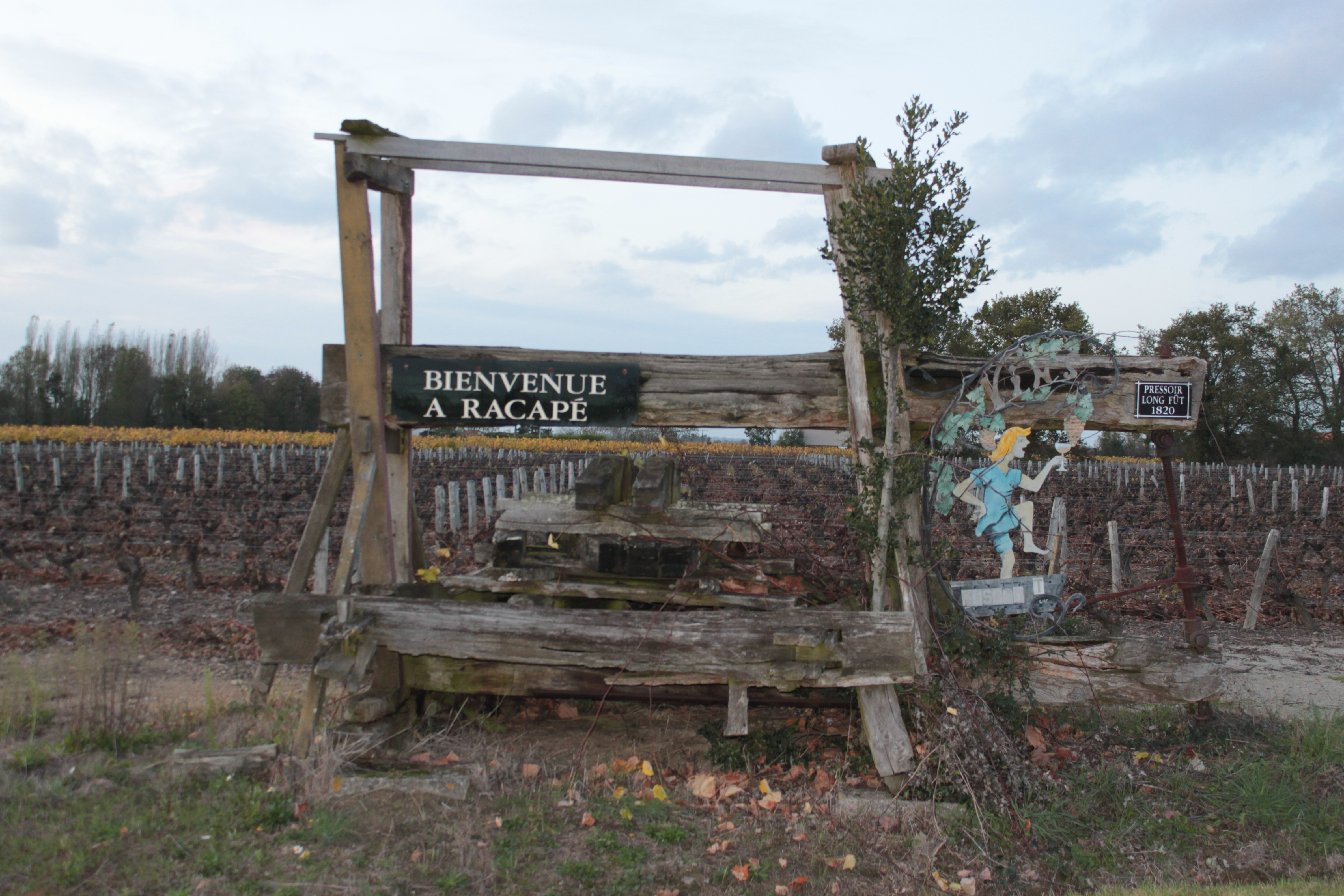
Pressoir « long-fût ».

#### Patrimoine naturel
Le port du Millau, marais de Goulaine ; au temps de la batellerie, ainsi que de nombreux autres du marais, très actif jusqu'à l'envasement découlant de l'abandon du trafic local, à la suite de la construction de la levée de la Divatte (1847).
Les deux carrières d'extraction des pierres qui servirent à la construction des maisons du bourg, après la scission du Loroux-Bottereau, sont aménagées en jardin public (le Clos-des-Barres), et en salle des fêtes/complexe sportif et parking (les Nouëlles), ainsi que l'étang éponyme, creusé en 1984, en contrebas de la mairie, à l'instigation du club de pêche Allô Pêche.
Trois circuits de randonnée sont aménagés sur le territoire communal : les Ombrages (16 km, 5 h 30), les Coteaux au Marais (11 km, 4 h) et les Piliers (11 km, 2 h).

Salle des Nouëlles.
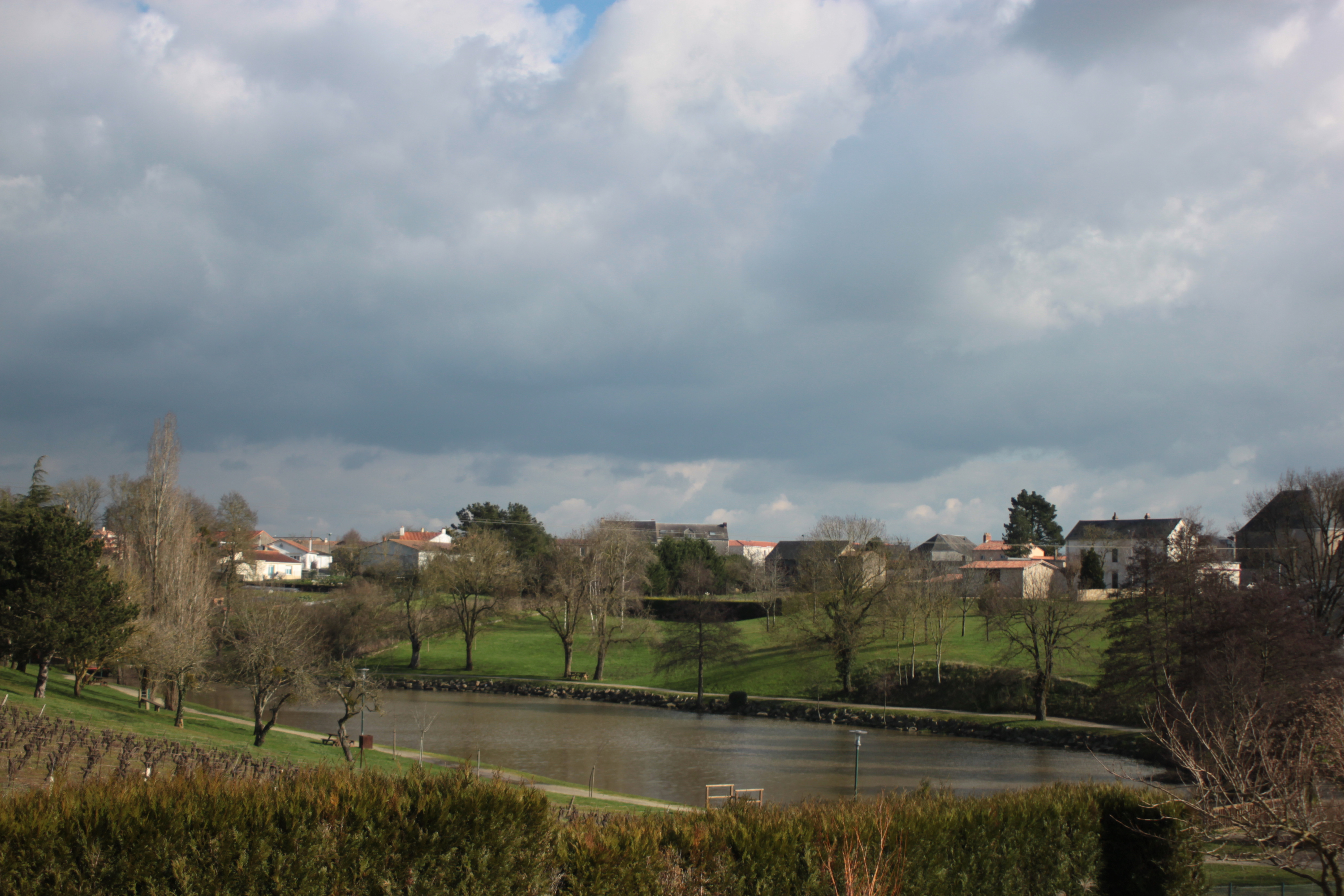
Étang des Nouëlles.
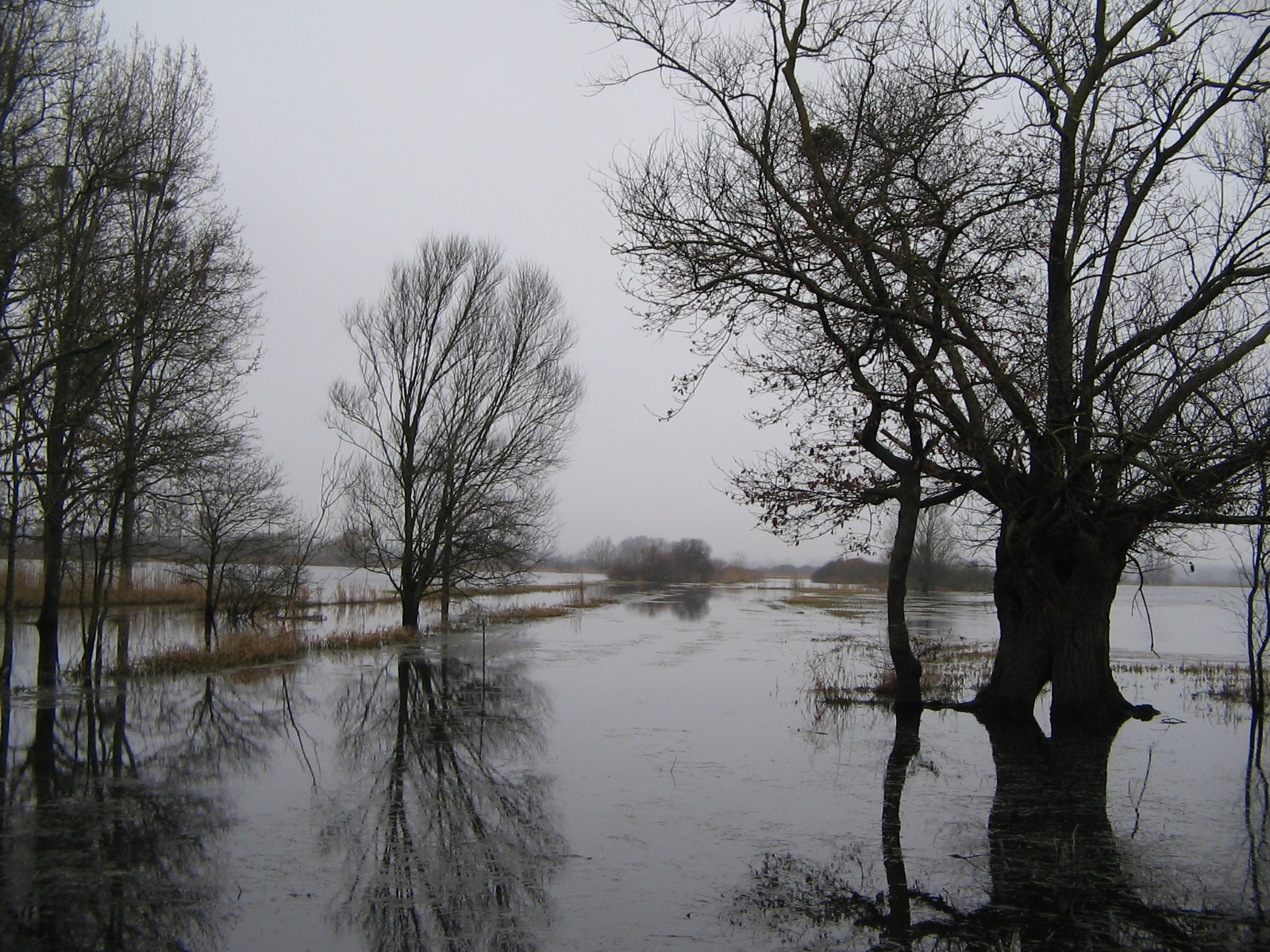
Port du Millau, marais de Goulaine.
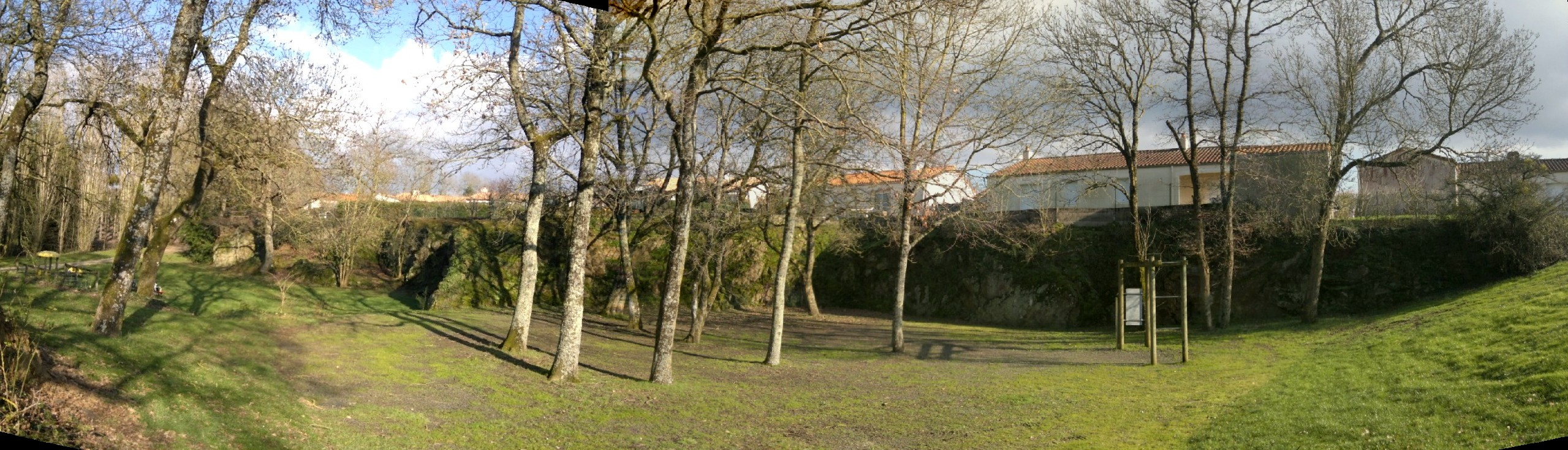
Carrière du Clos-des-Barres.
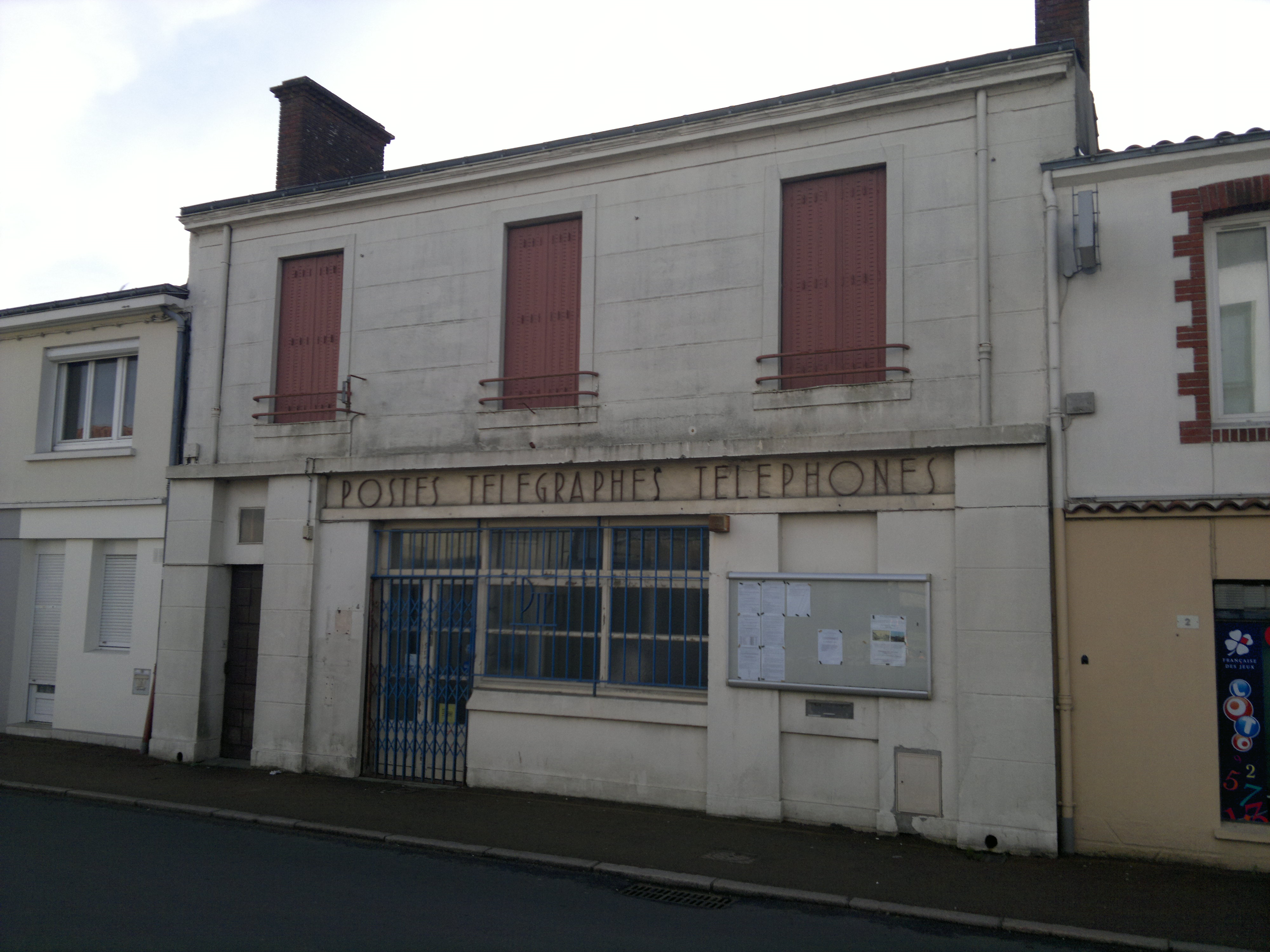
Ancien bureau de Poste.

### Personnalités liées à la commune
- André Ripoche (1767-1794), surnommé le « Martyr de la Croix », batelier landréen persécuté par les Bleus de la colonne Cordellier ; ils lui donnent une hache pour abattre la Croix de Bas-Briacé, mais Ripoche refuse et se retourne contre eux, avant qu'ils ne le passent par le fer de leurs baïonnettes. Attaché à la queue d'un cheval, il meurt 1 500 m plus loin, au lieu-dit la Ganichère, à la Chapelle-Heulin, où une croix marque le lieu ; ses restes sont intégrés au socle de la croix du cimetière de la Chapelle-Heulin ; la place de l'église porte son nom ;
- Fanny Pécot (1819-1896), bienfaitrice de Nantes et du Landreau ; inhumée au Landreau, une rue porte son nom ,
- Louis-Marie Boutillier-Delisle (1821-?), premier maire de la commune pendant 20 ans, de 1863 à 1884[105] ; la route allant à Vallet porte son nom ;
- Le Chanoine Théard, fer de lance et fervent partisan de la création de la paroisse, hypothéque sa maison pour financer la construction de l'église ; une rue porte son nom ;
- Adrien Berra, non-voyant, premier organiste de la paroisse ; la rue menant de son domicile à l'église porte son nom ;
- Étienne Giraud (1872-1958), apiculteur[106] ; président d'honneur de l'Union Nationale de Apiculture française, président du Conseil d'Administration de la Caisse Régionale de Crédit Agricole Mutuel de la Loire Inférieure de 1944 à 1953, maire du Landreau de 1919 à 1925 ;
- Jules Halbert (1886-1955), prélat.
- Guy Bossard (1951-2023), pionnier landréen de la viticulture biodynamique depuis 1975 au domaine de l'Écu, considéré comme le « Pape du Muscadet »[107],[108] ;
- Virgile Porcher (1989-2014), chorégraphe, victime d'un chauffard[109],[110] en décembre 2014, habitait au Landreau ;
- Charles Grasset et Jordan Piveteau, deux jeunes amis (21 ans) du Landreau et du Pallet partent le 30 août 2014 pour un tour du monde de trois ans en tandem[111],[112],[113].

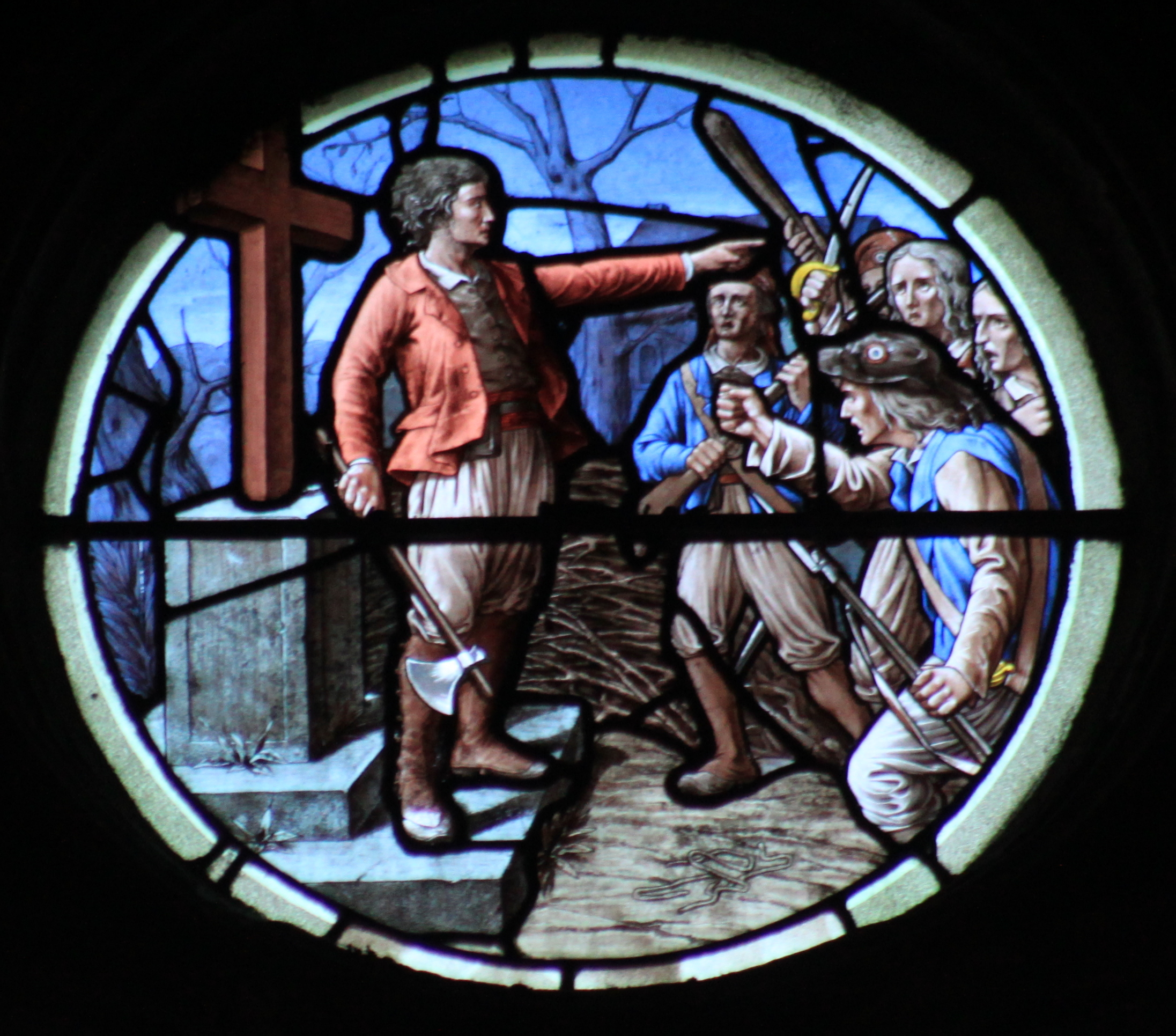
Rosace André Ripoche, église du Landreau.
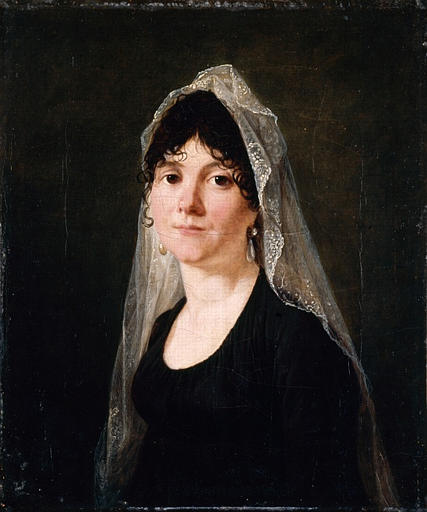
Fanny Pécot, par François Jean Sablet.

### Emblèmes

#### Héraldique
| Blason de Landreau (Le) | Blason  | Parti : au 1er d'azur à deux fasces alésées d'or, au chef cousu de gueules chargé de trois étoiles d'argent, au 2e d'argent à l'aigle bicéphale de sable, becquée et membrée d'or. Devise / CriSpes Et Fides. |
| Blason de Landreau (Le) | Détails | * Il y a là non-respect de la règle de contrariété des couleurs : ces armes sont fautives (gueules sur azur). Le premier parti représente les armes des Péronneau, le second parti représente les armes du Bois-Guéheneuc. Blason conçu par MM. Durivault et Robert Louis (délibération municipale en 1961). Le statut officiel du blason reste à déterminer. |

#### Devise
La devise du Landreau est Spes Et Fides soit, en français : « Espoir et Foi ».